# Église Saint-Aspais de Melun
L'église Saint-Aspais est une église catholique paroissiale située à Melun, en France, sur la rive droite de la Seine. C'est l'unique église de France dédiée à saint Aspais, évangélisateur de la ville à la fin de l'Antiquité, dont la vie est inconnue. Elle se situe initialement dans un faubourg, et succède à une église gothique plus modeste, dont un chapiteau et quelques débris ont été retrouvés en 2011. À la fin du XVe siècle, Saint-Aspais est la paroisse la plus populeuse de la ville, et les habitants décident d'agrandir l'église. D'abord, un nouveau clocher est bâti au nord de la façade, et terminé vers 1480. À partir de 1506, la façade est refaite dans le style gothique flamboyant, ainsi que les trois travées de la nef. La construction du nouveau chœur est lancée le 23 mars 1517, sous la direction du maître-maçon parisien Jehan de Félin, qui fournit également un plan pour la reconstruction totale de l'église, y compris la nef bâtie à peine dix ans plus tôt. De Félin donne plus d'élévation au chœur que les marguilliers n'avaient imaginé, et soigne le décor sculpté, ce qui provoque la colère du conseil de fabrique soucieux de la maîtrise du budget, et entraîne des procès. Ainsi le chantier s'interrompt en 1519, et l'architecte meurt un an plus tard. En 1546, le maître-maçon local Jehan François continue les travaux en se conformant au plan de son prédécesseur, et l'église est achevée vers 1556. Grâce à de nombreux dons, elle est dotée d'un riche mobilier. Mais les contraintes économiques imposées aux architectes se vengent, et l'église est proche de la ruine à la fin des années 1660. Elle connaît une série de mauvaises fortunes, avec des écroulements de voûtes suscités par des désordres de structure, et par des dommages des charpentes imputables à de violentes intempéries. Les ressources de la paroisse ne suffisent pas pour financer la reconstruction, mais elle devient possible grâce à une imposition extraordinaire, à la générosité de riches paroissiens, et au concours de quelques architectes de renom. Au XVIIIe siècle, la paroisse recouvre sa prospérité, et l'église est redécorée. Sous la Révolution française, la transformation de l'église en atelier de salpêtre la sauve de la destruction, mais le mobilier se perd en grande partie. Le classement aux monuments historiques intervient par arrêté du 21 février 1914. Sous le bombardement américain pendant la bataille pour la Libération de Melun, l'église est gravement endommagée le 25 août 1944. Elle reste totalement fermée au culte jusqu'en 1951, et n'est entièrement rouverte qu'en 1960. Saint-Aspais est aujourd'hui la principale église paroissiale de Melun. Au point de vue artistique, elle est intéressante pour son homogénéité stylistique, son plan irrégulier imposé par le manque de place, et ses vitraux dans le style de la Renaissance.

## Situation
L'église Saint-Aspais est située en France, en région Île-de-France et dans le département de Seine-et-Marne, sur la commune de Melun, près de la rive droite de la Seine, rue Saint-Aspais (RD 415). C'est l'un des principaux axes de circulation qui traversent le centre historique de la ville, dans un sens nord-sud. Le chevet de l'église est aligné sur cette rue. Deux rues assez étroites quittent la rue Saint-Aspais vers l'ouest, et délimitent les élévations latérales de l'église : la rue du Miroir au sud, et la rue Sébastien-Rouillard au nord, qui est reliée à la rue du Miroir par la rue des Cloches. Devant la façade occidentale de la nef et du collatéral nord, la rue du Miroir forme un parvis de plan rectangulaire, qui se rétrécit successivement vers l'ouest. Ce parvis donne l'unique occasion de contempler l'église avec quelque recul. Bien que dégagé de toutes constructions mitoyennes, elle est insérée dans un tissu urbain dense, et l'on ne peut embraser du regard aucune élévation extérieure dans sa totalité.

## Histoire

### Origines et vocable
L'église Saint-Aspais est l'unique église placée sous la protection de ce saint, et aucune autre église ou paroisse ne l'a jamais réclamé comme saint patron. Saint Aspais est, avec saint Liesne, l'un des deux saints patrons de la ville de Melun. Sous l'Ancien Régime, des enfants y sont couramment baptisés aux noms d'Aspais et Aspasie (et non Aspaise). Le sonneur Aspais-Armand Pasquier, mort le 18 avril 1906 au 1 rue des Cloches, est la dernière personne ayant porté le nom d'Aspais. Saint Aspais est notamment invoqué par ceux qui souffrent de maux de tête. Au Xe ou au XIe siècle, l'une des églises ayant précédé à l'église actuelle lui est dédiée. Elle est évoquée dans une charte de Philippe Ier, qui mentionne le quartier suburbain de Saint-Aspais. Ce n'est pas la plus ancienne église de la ville, ni la plus importante, mais seulement un modeste sanctuaire. En effet, le bourg Saint-Aspais cité dans une charte de l'abbaye Saint-Père datée de 999 se limite à la rue qui relie le centre de la ville, en l'Île de la Seine, à l'abbaye, près de l'actuelle rue Carnot. Les reliques de saint Aspais, saint Liesne et d'autre saints ne sont peut-être retrouvées qu'en 1322, quand les lépreux de la maladrerie Saint-Lazare observent pendant plusieurs nuits une lumière éclatante, ce qui incite les bénédictins de l'abbaye Saint-Père de creuser le sol. C'est alors qu'ils découvrent, près de cinq cents ans après leur dépôt sous les invasions vikings en 858-863, plusieurs châsses vermoulues. Sans que l'on sache pour quelle raison, sans doute parce qu'il s'agit des patrons de la ville, les dépouilles de deux saints sont identifiées comme appartenant à saint Aspais et saint Liesne. La véracité de ce récit est contestée par dom Jean Élie, prieur de Saint-Père de 1693 à 1696, qui rappelle qu'un bréviaire de l'an 1200 environ indique que les reliques sont conservées en l'église abbatiale. Quoi qu'il en soit, dans le cadre d'une cérémonie solennelle en date du 29 août 1322, l'archevêque de Sens, Guillaume Ier de Melun, reconnaît l'authenticité des reliques en la présence du légat du pape et de plusieurs évêques. Le dimanche 26 septembre, les reliques sont transférées dans une nouvelle châsse.
Il paraît que l'on ne dispose d'aucun document historique sur la vie de saint Aspais. Sa vénération dans la ville semble seulement indiquer que c'est un évangélisateur, et sachant que le territoire du diocèse de Sens est christianisé à partir du début du IVe siècle, on peut situer sa vie au IVe siècle. En 1492, les paroissiens de Melun demandent aux marguilliers de se rendre à Paris et à l'abbaye de Chelles pour « savoir si l'on pourrait trouver la légende de saint Aspais qu'on avait dit y être ». Cette mission reste sans succès. Au début du XVIIe siècle, Sébastien Roulliard, avocat au Parlement de Paris, décide de mettre un terme à l'ignorance de ses concitoyens à l'égard du saint patron de leur église. Il identifie, tout à fait à tort, l'Apôtre de Melun à Aspais d'Eauze, évêque d'Auch au VIe siècle. Le culte de saint Aspais gagne d'ampleur par la suite. En 1653, le curé Vaulthier demande à l'évêque de Troyes, François Mallier du Houssay, abbé de Saint-Pierre de Melun, quelques ossements de saint Aspais, et les obtient : toutes les reliques dans son église s'étaient apparemment perdues (sous l'occupation anglaise en 1420 ou sous les guerres de religion en 1590). La fête de l'Invention et translation des reliques de saint Aspais est désormais célébrée le dimanche suivant la Nativité de Marie (8 septembre). En 1695, la légende hagiographique fantaisiste diffusée par Roulliard est réfutée en tous points par dom Jean Élie. En 1716, le pape refuse d'accorder des indulgences pour les deux fêtes du saint, car il ne figure pas au martyrologe romain. Dans le bréviaire meldois de 1856, il n'est honoré que d'une simple mémoire, et tout ce que l'on sait sur la vie de saint Aspais est que c'est un prêtre envoyé par l'évêque de Sens pour évangéliser Melun, qui est mort à Melun, peut-être un 1er janvier. Le lieu de son inhumation est sans doute le cimetière de la Courtille dans l'île, et non l'église Saint-Aspais, ou bien la crypte de la chapelle Saint-Laurent qui se trouve à côté, ce qui explique pourquoi la collégiale Notre-Dame possédait la plus grande portion des reliques.

### Histoire de la paroisse

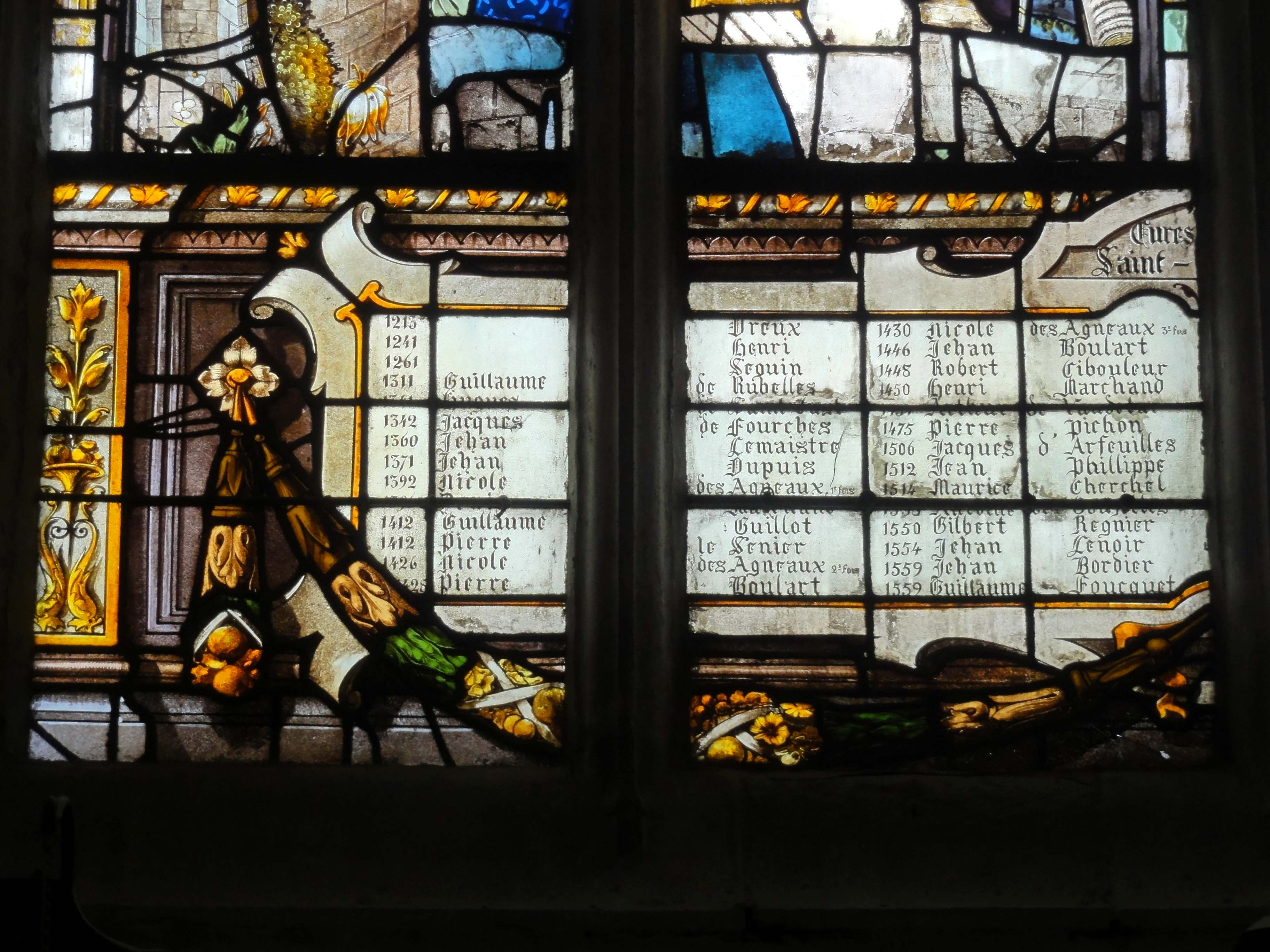
Liste des curés sur une verrière au-dessus de la porte de la sacristie.

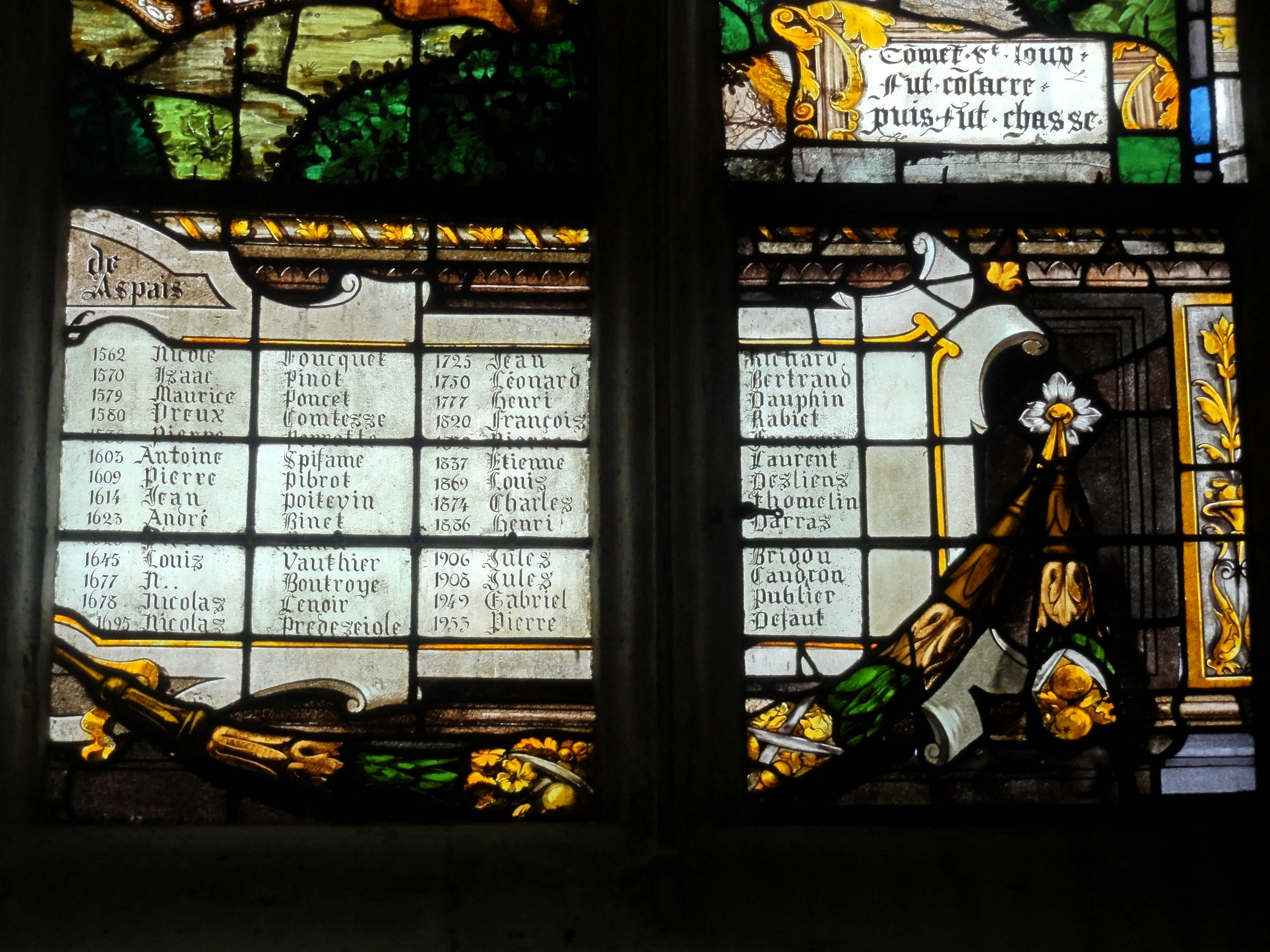
Liste des curés, suite.

Sous tout l'Ancien Régime, Melun fait partie du diocèse de Sens. Le collateur de la cure de Saint-Aspais est l'abbé de l'abbaye Saint-Père (Saint-Pierre et Saint-Paul) de Melun, qui se situait sur le mont Saint-Père, dans l'actuelle rue Carnot, à l'emplacement de la préfecture. Les religieux de Saint-Père sont aussi les curés primitifs de Saint-Aspais. En 1080, l'archevêque de Sens, Richer II, confirme à l'abbé le droit acquis antérieurement de nommer aux trois cures de Saint-Aspais, Saint-Barthélemy et Saint-Liesne. En 1150, le pape Alexandre III confirme à l'abbaye ces immunités, droits et privilèges, en particulier ceux de la cure du bourg Saint-Aspais. Le premier curé de Saint-Aspais dont le nom soit connu est Droco, en 1231. Au Moyen Âge, les curés ne résident pas toujours à Melun, et leur assiduité laisse parfois à désirer. En 1426, le curé est Nicolas des Agneaux, étudiant à l'Université de Paris. Sur l'insistance des marguilliers, il est obligé de faire célébrer régulièrement chaque dimanche deux messes, et de fournir les chapelains et clercs en nombre suffisant.
L'été 1579, Henri III organise à Melun une réunion de trois archevêques, onze évêques et quarante-et-un doyens et archiprêtres. Les conférences s'échelonnent sur une durée de deux mois, et ont pour but de régler des problèmes de la France et de l'Église ; elles sont ponctuées par des cérémonies et processions, et chaque matin, une prédication a lieu en l'église Notre-Dame, et après dîner, une autre prédication se fait en l'église Saint-Aspais. En mai 1588, sous la huitième guerre de religion, les troupes des ligueurs occupent la ville pour une durée de presque deux ans, et dévastent les différents quartiers. En dépit de ces abus, les religieux de Saint-Père et le curé, Pierre Perrotte, sont des ardents partisans de la ligue catholique, et le serment de l'union pour la foi catholique et sa signature ont lieu en mars 1589 en l'église Saint-Aspais. En prévision du péril pour l'église qui en découle, les marguilliers mettent à l'abri les bahuts, ornements liturgiques et tapisseries en l'église Notre-Dame, mais quand Henri IV reprend la ville le 6 avril 1590, la paroisse doit verser trois cents livres pour éviter que les cloches ne soient envoyées à la fonte. L'église est profanée et pillée, et les offices sont suspendus pour quelque temps. Le dimanche 24 juillet 1605, une cérémonie de dédicace est célébrée en l'église Saint-Aspais. En 1691, une partie de l'argenterie de l'église est réquisitionnée pour être fondue à la Monnaie de Paris, à une période où la paroisse est confrontée à des travaux de réparation de grande ampleur, dont l'enveloppe dépasse largement ses moyens (voir ci-dessous).
À la veille de la Révolution française, la paroisse Saint-Aspais est la plus populeuse de la ville, et compte 2 853 habitants. Le curé est secondé par quatre vicaires. À la Révolution, le curé François Dauphin refuse de prêter serment à la constitution civile du clergé, à la grande satisfaction du curé de Saint-Liesne, Claude-Louis Métier, qui convoite son poste. Melun est rattaché au diocèse de Meaux, qui correspond désormais au territoire du département de Seine-et-Marne. Pour l'élection de l'évêque constitutionnel, une assemblée est convoquée en l'église Saint-Aspais au mois de février 1791. Pierre VII Thuin, curé de Dontilly est élu en date du 1er mars. Au mois de juillet, le nouveau curé Métier est élu président du directoire du département, et renonce à la prêtrise. Sous la Terreur, le culte est supprimé en date du 1er novembre 1794. La municipalité préfère démolir l'église : « cet édifice burlesque dont le moindre inconvénient est de gêner la circulation de l'air... cette masure informe qui annonce au voyageur étonné que la superstition a encore conservé tout son empire sur une partie des habitants de cette commune ». Elle est vidée de tout son mobilier, mais la transformation en atelier de salpêtre la sauve de la disparition. Plus tard, l'inscription « Le peuple français reconnaît l'Être suprême et l'immortalité de l'âme » est portée sur le tympan du portail principal. Le culte est rétabli le 2 avril 1797, deux ans après l'église Saint-Barthélemy, par le père Thomas Boucher, ancien religieux Carme. Mais le culte décadaire est célébré en parallèle jusqu'en l'an IX, et les catholiques sont même de nouveau expulsés pendant quelques mois à compter du 3 octobre 1798. Ensuite, les deux cultes doivent se partager l'église. En 1803, François Dauphin recouvre son ministère de curé, et est plus tard nommé vicaire général honoraire. Il meurt en 1820.

### Construction de l'église

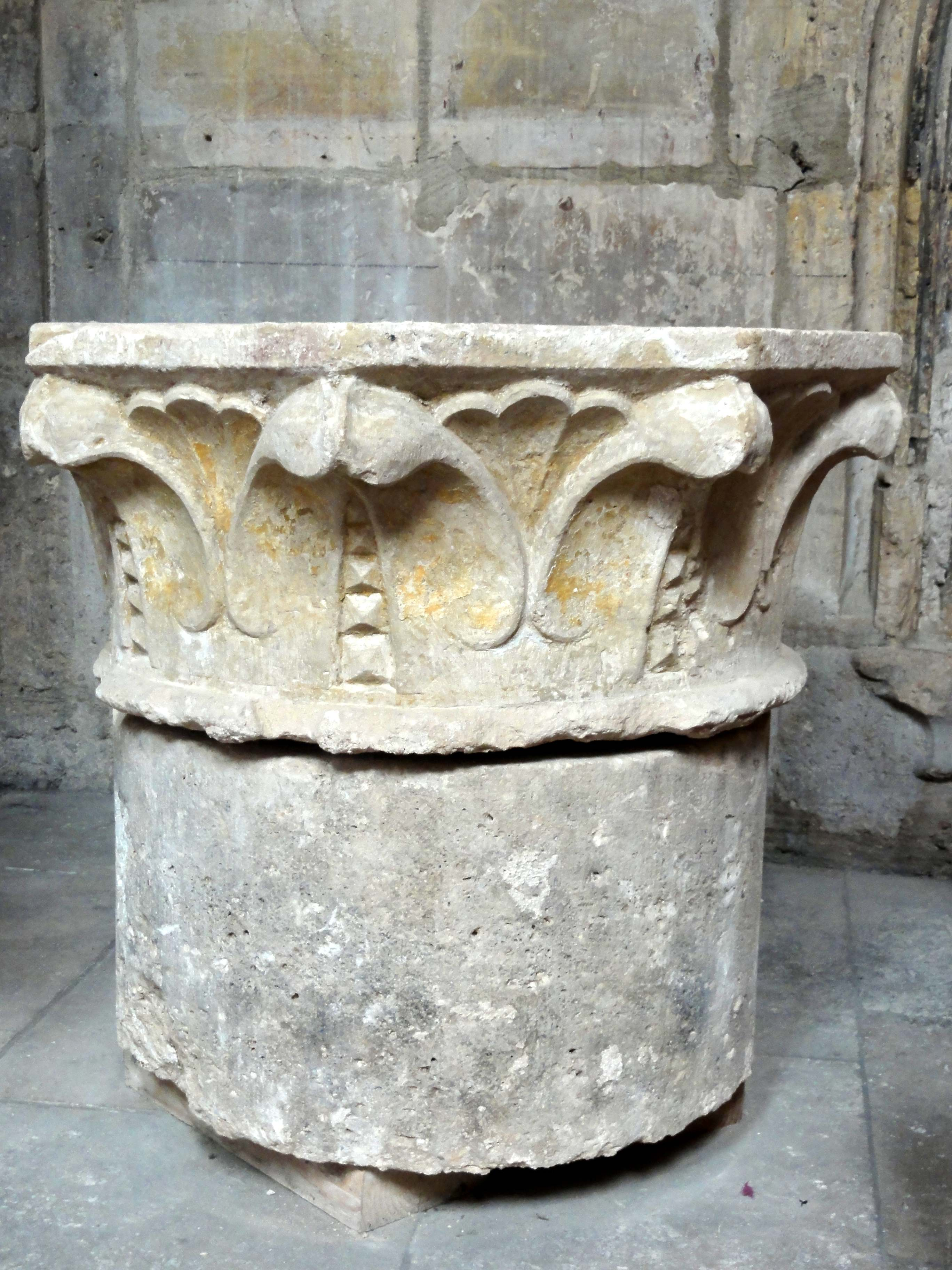
Chapiteau de l'église gothique.

L'on ignore tout sur la première église. Elle est apparemment reconstruite à la fin du XIIe ou au début du XIIIe siècle, selon un chapiteau et un tambour de style gothique primitif mis au jour lors des travaux de stabilisation de trois piliers au nord de la nef, de mars à novembre 2011. Les travaux ont également révélé que les piliers actuels reposent sur de larges maçonneries qui réemploient des éléments sculptés et peints de la précédente église. Pendant le siège de Melun par les Anglais en 1420, le clocher est « offencée par les canons des assiegants ». Il menace de s'écrouler, et est réparé deux ans plus tard. L'église elle-même ne souffre pas trop, et l'on sait que deux messes solennelles pour les obsèques du roi Charles VI y sont célébrées en 1422. Après la guerre de Cent Ans, la population augmente rapidement et l'église est jugée trop petite. En vue de son agrandissement ou de sa reconstruction, le cimetière à l'emplacement de l'actuel second bas-côté nord est transféré en 1466 vers un terrain près de l'actuelle chambre d'Agriculture, acheté depuis 1442. Le 20 mars 1468, la première pierre pour le nouveau clocher est posée dans l'ancien cimetière. L'un des artisans participant au chantier se nomme Nicolas Regnard. Le 30 septembre 1470, les religieux de Saint-Père organisent une procession de reliques afin de recueillir des offrandes pour la reconstruction de l'église. En 1480, le clocher est probablement achevé et les habitants décident de faire bâtir une nouvelle église. Pour gagner de la place, le presbytère et quelques maisons ou échoppes accolées à l'église au sud doivent être démolies. Le projet n'avance toutefois qu'en 1497. En date du 10 avril, les habitants autorisent les marguilliers à acheter l'hôtel de Jean Pichon (dans l'actuelle rue du presbytère) pour y loger le clergé, et à faire abattre l'ancien presbytère. Mais la transaction et la démolition se font attendre jusqu'en 1506. Ensuite, la construction de la nouvelle église peut enfin commencer par la façade et les travées de la nef. La composition architecturale médiocre de la façade donne à penser que c'est la création d'un maître d'œuvre local.
Afin d'obtenir une église d'une allure plus représentative, les marguilliers sollicitent le concours de Jehan de Félin en date du 4 octobre 1515. Avec son père ou son frère aîné Didier, cet architecte parisien avait travaillé sur le pont Notre-Dame dès 1499, et il dirige les travaux de la tour Saint-Jacques depuis 1509. Jehan de Félin vient à Melun en 1516 pour dresser un plan de l'église, qui ne s'est pas conservé, et pour élaborer un devis. Le 12 février 1517, devant les notaires du Châtelet, le prévôt de Melun et plusieurs experts du bâtiment, il signe un marché avec les deux marguilliers de la paroisse, qui porte sur le chœur et le chevet de l'église. Le maître d'œuvre doit fournir l'échafaudage, contre rémunération, alors que tous les matériaux sont à mettre à disposition par les marguilliers, y compris les chevalements et étaiements pour la construction des voûtes. Pour les parties supérieures des murs et tous les blocs moulurés et sculptés, la pierre de Saint-Leu-d'Esserent est exigée. Les marguilliers doivent aussi organiser l'évacuation des gravats et déblais. La rémunération de l'architecte se fait en fonction de l'avancement du chantier, par toise, avec l'inconvénient que la hauteur à atteindre est définie par une formule évasive. Le lancement des travaux est fixé pour la mi-Carême, soit le 23 mars 1517, puis ils doivent continuer sans arrêt. De Félin confie la direction du chantier aux maîtres-maçons Pierre Gaudin et Germain Faunyer. Vers le milieu de l'année 1519, le chœur est presque achevé, ainsi que les travées correspondantes du bas-côté nord, et les artisans travaillent sur la sculpture des chapelles. Les voûtes et arcs-boutants manquent encore. Les marguilliers Loys Fouquet et Gabriel Chaunoy, fraîchement élus, s'inquiètent pour la hauteur trop importante du chœur, les sculptures n'étant pas prévues dans le contrat, et une facture trop élevée. Ils envoient un sergent à cheval, qui défend aux deux maîtres-maçons de continuer. Aussitôt informé, Félin porte plainte. Pour obtenir néanmoins gain de cause, les marguilliers demandent une expertise aux deux architectes parisiens, Adam Pommart et Pierre Soubzboithe, qui abondent dans le sens des marguilliers, et viennent jusqu'à reprocher de la malfaçon.
Avant la fin du procès, Jehan de Félin meurt en 1520, et sa veuve est condamnée à réparer les prétendues fautes et malfaçons. Elle doit payer au total cinq cents livres de salaires et deux cents livres de dommages et intérêts, notamment pour la pierre perdue, car les murs doivent être abaissés de neuf pieds. Mais de toute évidence, la sentence n'est pas exécutée. Le procès est encore en cours en 1525. L'on ignore quand il est enfin abandonné, probablement par un compromis. Jehan François, un architecte melunais qui intervient en 1548 comme expert au château de Fontainebleau, est chargé de terminer le chœur et le collatéral nord. En 1527, les premiers vitraux peuvent être posés dans le collatéral nord. La pose des vitraux du chœur s'échelonne jusqu'en 1531 au moins. Dix-sept ans plus tard, le 9 juin 1545, les marguilliers font de nouveau appel à Jehan François. Il doit terminer l'église en portant les trois travées de la nef à la même hauteur que le chœur, en appliquant partout le style du chœur, et en conservant la façade de 1506. Preuve que l'avis des paroissiens sur le projet de Jehan de Félin a changé, Jehan François doit même s'engager à appliquer le plan levé par son confrère en 1516. Les travaux commencent en 1546, et durent dix ans. Entretemps, l'architecte meurt. Les frais de construction globaux s'élèvent à 2 400 livres. Les documents d'archives ne font pas état d'une participation financière de l'abbaye Saint-Père, et l'église doit ainsi être considéré comme le résultat des efforts de tous les paroissiens. Soucieux de réaliser des économies sur le gros-œuvre, ils se montrent généreux pour le mobilier et la décoration.

### Histoire de l'église depuis son achèvement en 1556
En 1565, Guyon Le Doulx, maître-peintre à Paris, fournit une poutre de gloire avec neuf statues en bois de chêne et noyer : un Christ en croix flanqué de la Mater dolorosa et saint Jean, en dessous une pietà, et à gauche et à droite deux paires d'anges tenant un calice, comme à l'église Saint-Merri de Paris. En 1583, un timbre d'horloge est installé dans la lanterne du clocher. En 1585, les Dalençon, une vieille famille bourgeoise, offrent huit pièces de tapisserie illustrant le livre de Tobit. En 1598, le comble de la nef s'écroule sur les voûtes et les met en danger. Le 20 décembre, un marché est passé avec le charpentier Noël Maucoller afin qu'il procède aux réparations d'urgence. En 1603, un cadran d'horloge est posé au-dessus du grand portail. En 1614, les quatre cloches sont fêlées et remplacées par quatre nouvelles cloches. En 1616, la dernière travée du premier vaisseau du bas-côté sud, immédiatement à droite du sanctuaire, est transformée en sacristie. En 1626, Guillaume Delacourt, maître-menuisier et huchier à Brie-Comte-Robert, s'engage à livrer un jubé et un retable calqué sur celui de Saint-Martin-des-Champs, à Paris. Le dessin versé au contrat s'est conservé. L'ensemble de style Louis XIII est consacré le 24 juillet 1627 et deux ans plus tard, la facture de 3 000 livres est payée par François Mallier du Houssay, abbé commendataire de Saint-Père et aumônier du roi. Enfin, un orgue de tribune est installé au-dessus du portail occidental en 1656, mais l'instrument sera détruit le 1er août 1674.
À partir de la fin des années 1660, l'église Saint-Aspais connaît une série de mauvaises fortunes : les contraintes économiques imposées au maître-maçon Jehan François se vengent, et l'église menace ruine de toutes parts. Le 13 décembre 1669, un prédicateur convoqué à cet effet peint en termes énergiques la situation déplorable de l'église et convainc les paroissiens à donner le pouvoir aux marguilliers pour procéder aux réparations nécessaires. D'abord, il s'agit de consolider la voûte et les piliers de la seconde travée du bas-côté sud. En 1671, le mauvais état du toit du clocher oblige de l'abattre. Il est remplacé par un dôme qui harmonise mal avec le style gothique de l'église. Le 22 janvier 1673, l'affaissement du deuxième pilier des grandes arcades du sud provoque la chute des voûtes des deux premières travées de la nef et du bas-côté sud. Malgré la générosité de nombreux paroissiens, une imposition extraordinaire doit être votée pour faire face aux frais de réparation, et l'église est étayée de toutes parts. Le 1er août 1674, une tempête d'une violence extraordinaire s'abat sur la ville, et le comble du vaisseau central s'écroule pour une seconde fois ; toutes les ardoises sont brisées. L'église doit être fermée au culte pour des raisons de sécurité et les messes sont célébrées provisoirement dans la chapelle de l'hôtel-Dieu Saint-Jacques. Le 7 août 1677, le dernier pilier des grandes arcades du sud s'écroule et entraîne dans sa chute les voûtains adjacents du chœur et du bas-côté sud. L'expertise de plusieurs architectes de renom est sollicitée : Guillaume de Villedo en janvier 1673, Daniel Gittard en septembre 1675, Nicolas de L'Espine, collaborateur de Jules Hardouin-Mansart, et Nicolas Le Sueur en 1677. Souvent donc les réparations sont interrompues par un nouveau désastre, et des conflits entre paroissiens, marguilliers, clergé et entrepreneurs en sont la conséquence. Au bout de quatre ans de fermeture et avant la fin des travaux, l'église est rouverte au culte en décembre 1678 et une dédicace est célébrée le 30 juillet 1679. Le plus gros lot des travaux est achevé en 1683. De nouveaux bancs sont installés en 1685. La chapelle Saint-Claude dans la troisième travée du bas-côté sud doit encore être restaurée en 1698. Le 2 février 1701, une forte tempête fait tomber le pignon de la façade et cause d'autres dégâts. Ce n'est qu'entre août 1701 et février 1703 que les voûtes des deux premières travées de la nef sont enfin reconstruites. Cependant, il s'avère au mois d'avril que les voûtes de la troisième travée du bas-côté sud et de la nef menacent ruine à leur tour. La réparation est effectuée sans perdre du temps et les grands travaux sont finis pour une longue période.
Au XVIIIe siècle, la paroisse Saint-Aspais connaît sept décennies de prospérité, et le mobilier est complété et renouvelé. Les comptes de la fabrique témoignent également de travaux d'entretien et de réparations sur les toitures et les verrières, notamment après des tempêtes. En 1724, Pierre Grassin, directeur des Monnaies, offre 1 500 livres pour la réfection du dôme du clocher, à condition d'être mentionné sur une plaque commémorative. En 1728, le portail latéral sud dans la cinquième travée est remplacé par une nouvelle porte dans la quatrième travée, dans la chapelle Saint-Côme. L'église ne disposant toujours que d'un petit orgue provisoire, l'acquisition d'un grand instrument de qualité est décidée en 1728 et un marché est passé avec Deslandes, l'un des meilleurs facteurs d'orgues de Paris. Le concert inaugural est donné le 11 juin 1730 par Louis-Claude Daquin. En 1733, la poutre de gloire de Le Doulx est sacrifiée à la nouvelle mode. La chaire à prêcher et le banc d'œuvre sont remplacés. Les bancs du chœur cèdent à des stalles. En 1735, la balustrade en haut des murs gouttereaux est en partie remplacée. Dans la même année, le trumeau du portail principal est abattu afin de faire passer les dais des processions ; pour assurer la stabilité du mur, un nouveau linteau en anse de panier est posé. En 1736, le retable majeur de 1626 est entièrement démonté, restauré, remis en place et peint en faux-marbre. En 1744, les confrères de Saint-Prix demandent d'enlever les verrières figurées dans leur chapelle, dans la dernière travée du bas-côté nord, afin qu'elle soit mieux éclairée. Ces vitraux sont remontés dans la chapelle du Saint-Sacrement. En 1746, la base du clocher est clôturée afin de remédier aux courants d'air. Entre 1746 et 1756, les grilles en bois qui ferment le chœur et plusieurs chapelles sont remplacées par des grilles en fer forgé, et les tapisseries sont soumises à un nettoyage afin de raviver leurs couleurs. Une cinquième et une sixième cloche sont installées en 1752 et 1786. Les fonts baptismaux sont remis à neuf en 1753.

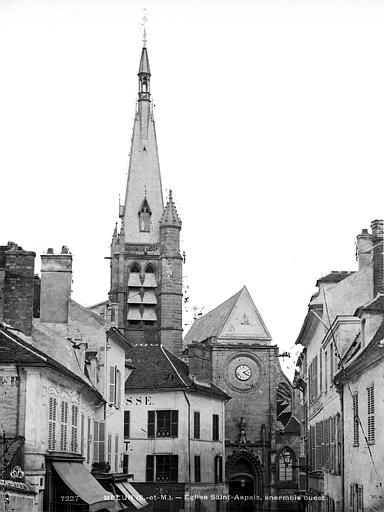
Vue de l'église avec la flèche de 1868.

Vers 1832, la sacristie au fond du double bas-côté sud est agrandie, et masque la partie basse de deux grandes baies vitrées. La tribune d'orgue et le tambour du portail sont reconstruits en 1845. Entre 1847 et 1859, les constructions parasites accolées contre l'élévation nord depuis 1607 sont supprimées par intervention judiciaire. Elles avaient successivement été augmentées d'étages jusqu'en 1823, de sorte à obturer plusieurs fenêtres. Le maître-autel est remplacé en 1864 et plusieurs autres autels neufs sont installés jusqu'en 1877. La sacristie néo-gothique au nord du collatéral nord est bâtie sous l'architecte melunais Buval en 1868. Il restaure également les maçonneries de la tour et persuade le maire de substituer le dôme à une flèche de charpente recouverte d'ardoise surmontée d'un lanternon. En 1875, le service des monuments historiques désapprouve ces travaux menés sans concertation ; l'ornementation de la sacristie est jugée ridicule et la flèche inadaptée à une tour du XVe siècle. Considérant l'église Saint-Aspais comme un monument de quatrième ordre, elle refuse toute subvention. Le classement définitif aux monuments historiques n'est donc obtenu qu'en 1914, à la demande du Touring club de France. Entretemps, de nouvelles verrières historiées sont posées dans la plupart des baies à la fin du XIXe siècle ; pratiquement rien n'en subsiste. Entre 1925 et 1981, Henri Heurtel (futur organiste de la basilique Saint-Denis) et sa sœur Marie Heurtel sont organistes à Saint-Aspais.
Dès l'éclatement de la Seconde Guerre mondiale, les vitraux du XVIe siècle sont démontés et placés dans des boîtes stockées sur place. Ces précautions s'avèrent judicieuses, car en juin 1940, l'explosion du pont de Seine le plus proche de l'église Saint-Aspais occasionne des dommages collatéraux sur les toitures et vitraux. Ces dommages sont peu importants face à ceux qu'inflige à l'édifice la bataille de Melun, le 25 août 1944. Sous le bombardement américain, la charpente du clocher flambe « comme une torche annonciatrice de la délivrance prochaine de la ville » (chanoine Barrault). La toiture du bas-côté nord est entièrement anéantie, et celle des autres vaisseaux partiellement ; un arc-boutant au nord s'effondre, et deux se disloquent ; l'orgue de 1728-1730 est réduit en cendres ; et presque tous les vitraux encore en place sont soufflés. Dans la nuit du 7 au 8 février 1945, les voûtes des deux premières travées de la nef s'écroulent, comme déjà le 6 août 1677, ainsi que les voûtes voisines du bas-côté nord. Albert Bray, architecte en chef des monuments historiques, constate que certaines voûtes ne tenaient plus que grâce à des tirants de fer posés depuis le XVIIe siècle et que les liernes des hautes-voûtes étaient seulement plaqués devant les voûtains, au lieu d'y pénétrer, et tenaient grâce à des ferrures. Pour Albert Bray, l'église Saint-Aspais est « le type d'édifice mal conçu au point de vue structure et mal traité au point de vue exécution ». Des mesures immédiates sont prises pour protéger les parties intactes de l'édifice et éviter de plus gros dégâts. La restauration commence dès 1945, mais avance lentement, car les crédits annuellement sont insuffisants. Au début de l'année 1951, le portail depuis longtemps bouché sur la rue Saint-Aspais est dégagé et le bas-côté nord est rouvert au culte, sauf la première travée. À partir de 1956, la direction des travaux est assurée par Jean Creuzot, le nouvel architecte en chef des monuments historiques. Les voûtes des trois dernières travées du vaisseau central, en partie suspendues à la charpente, sont démontées puis réassemblées, avec remplacement de nombreux claveaux moulurés et clés de voûte en pierre de Saint-Maximin. Malheureusement, les piliers et surfaces murales restés intacts ne sont pas débadigeonnés. La restauration et la remise en place des vitraux par les ateliers de Jean-Jacques Grüber s'échelonnent sur plusieurs années, jusqu'en 1962. Entretemps, l'église est entièrement rouverte au culte le 3 juillet 1960 et solennellement inaugurée le 20 novembre par Mgr Georges-Louis-Camille Debray.

## Description

### Aperçu général

Plan de l'église.

Orientée un peu irrégulièrement avec une déviation de l'axe vers le sud-est du côté du chevet, l'église répond à un plan également très irrégulier, qui est le résultat du manque de place et de la densité du tissu urbain, comme à Creil et Notre-Dame-du-Fort d'Étampes. Mais contrairement à ces dernières églises, l'église Saint-Aspais est stylistiquement homogène, et bâti selon un plan unique. Sa seule partie médiévale est le clocher, mais il est gothique flamboyant comme le reste. La porte principalement utilisée est aujourd'hui le portail au chevet du collatéral nord, qui donne sur la rue Saint-Aspais très animée, alors que les autres portes donnent sur des rues secondaires. Puisque l'accès par le chevet est inhabituel, que les bancs ne sont pas tous placés dans le même sens, et qu'il y a plusieurs autels, cette particularité peut semer la confusion dans l'esprit du visiteur, mais l'agencement de l'édifice est néanmoins logique, ce qui n'est pas le cas à Creil : l'on trouve un haut vaisseau central de cinq travées se terminant par un chevet à trois pans très peu saillants, les trois premières travées servant de nef et les deux dernières travées de chœur liturgique, et deux collatéraux, qui, en fonction de la place disponible, sont doubles, et même en partie flanqués de chapelles de faible profondeur. Le collatéral nord est plus régulier, et entièrement double. La travée à l'extrémité nord-ouest est la base du clocher. À partir de la troisième travée, le collatéral s'élargit successivement vers le nord, et les deux dernières travées sont pourvues de chapelles voûtées séparément (dans les deux travées précédentes, des murs de refend suggèrent également des chapelles, qui ne sont pas matérialisées sur le plan des voûtes). Le collatéral sud est très irrégulier, et presque trois fois plus large au chevet qu'à son début. Le deuxième vaisseau ne commence qu'avec la troisième travée. Ici, il se limite à une chapelle ; dans les deux travées suivantes, il se partage entre la fonction de collatéral et la fonction de chapelle, du fait de la présence de murs de refend. L'ensemble de l'église est voûté d'ogives. La largeur intérieure de l'édifice est de 24 m au niveau de la façade et de 31 m au niveau du chevet, ce qui est considérable, mais la longueur n'atteint que 30,70 m, ce qui correspond à une grande église villageoise. L'église compte cinq portails au total : dans la façade occidentale du clocher et de la nef ; dans la quatrième travée du sud ; et au chevet du premier vaisseau du collatéral sud et de la dernière travée du collatéral nord. Des tourelles d'escalier se trouvent au sud du clocher, au revers de la façade, et à droite du chevet du vaisseau central, englobée dans l'ancienne sacristie. La sacristie actuelle borde le collatéral nord à partir de la troisième travée.

### Intérieur

#### Vaisseau central

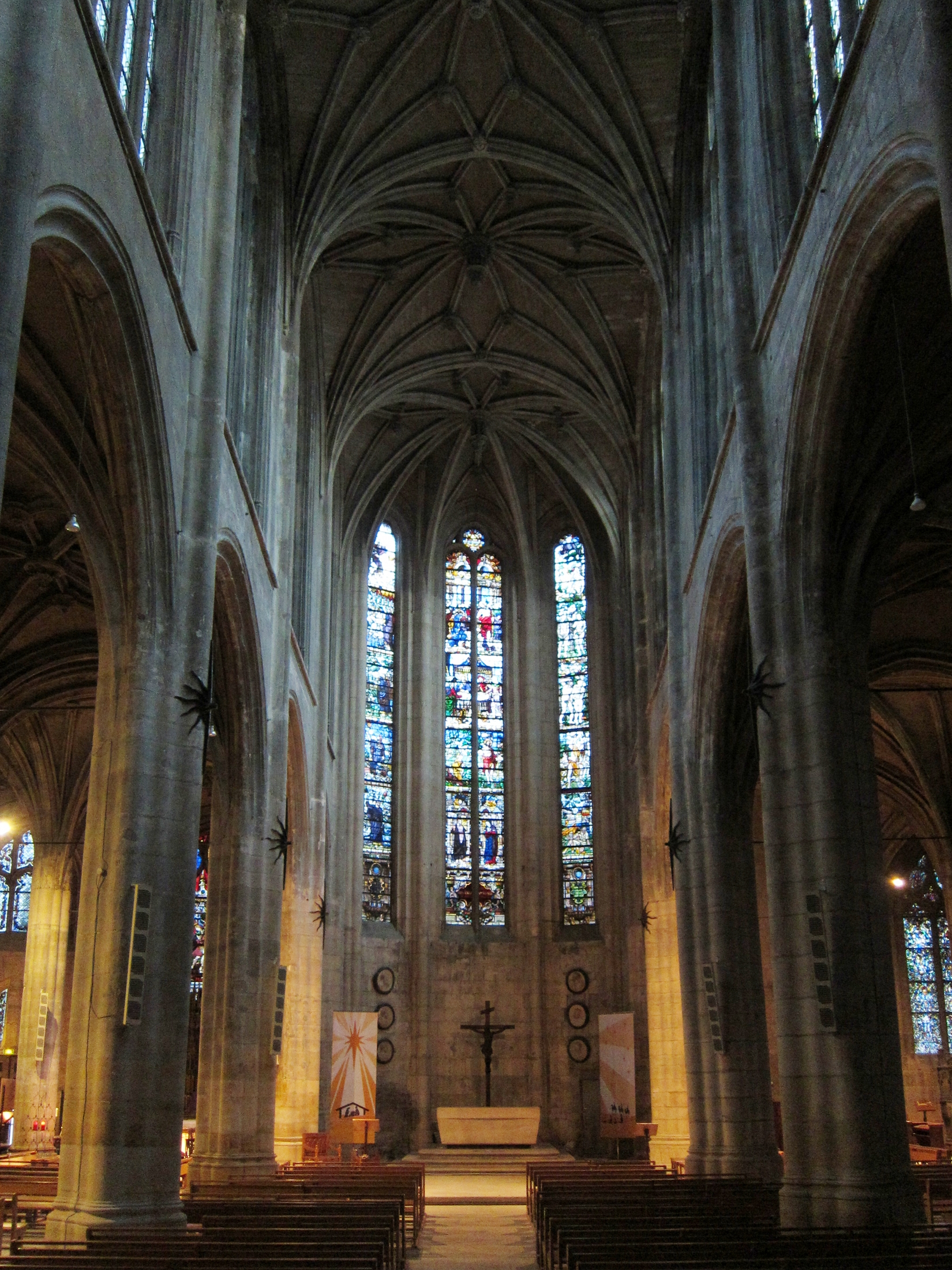
Vue générale vers l'est.

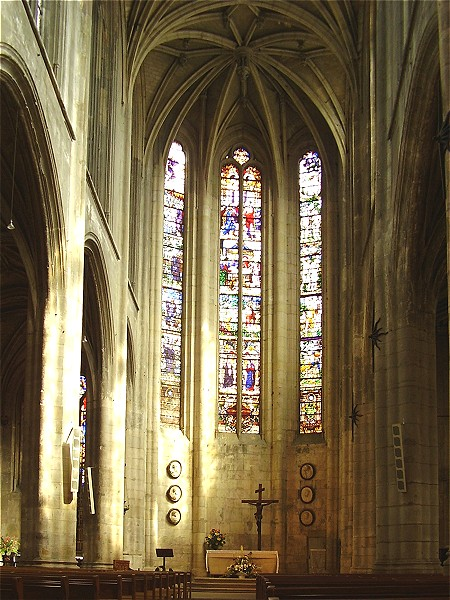
Chœur, vue vers l'est.

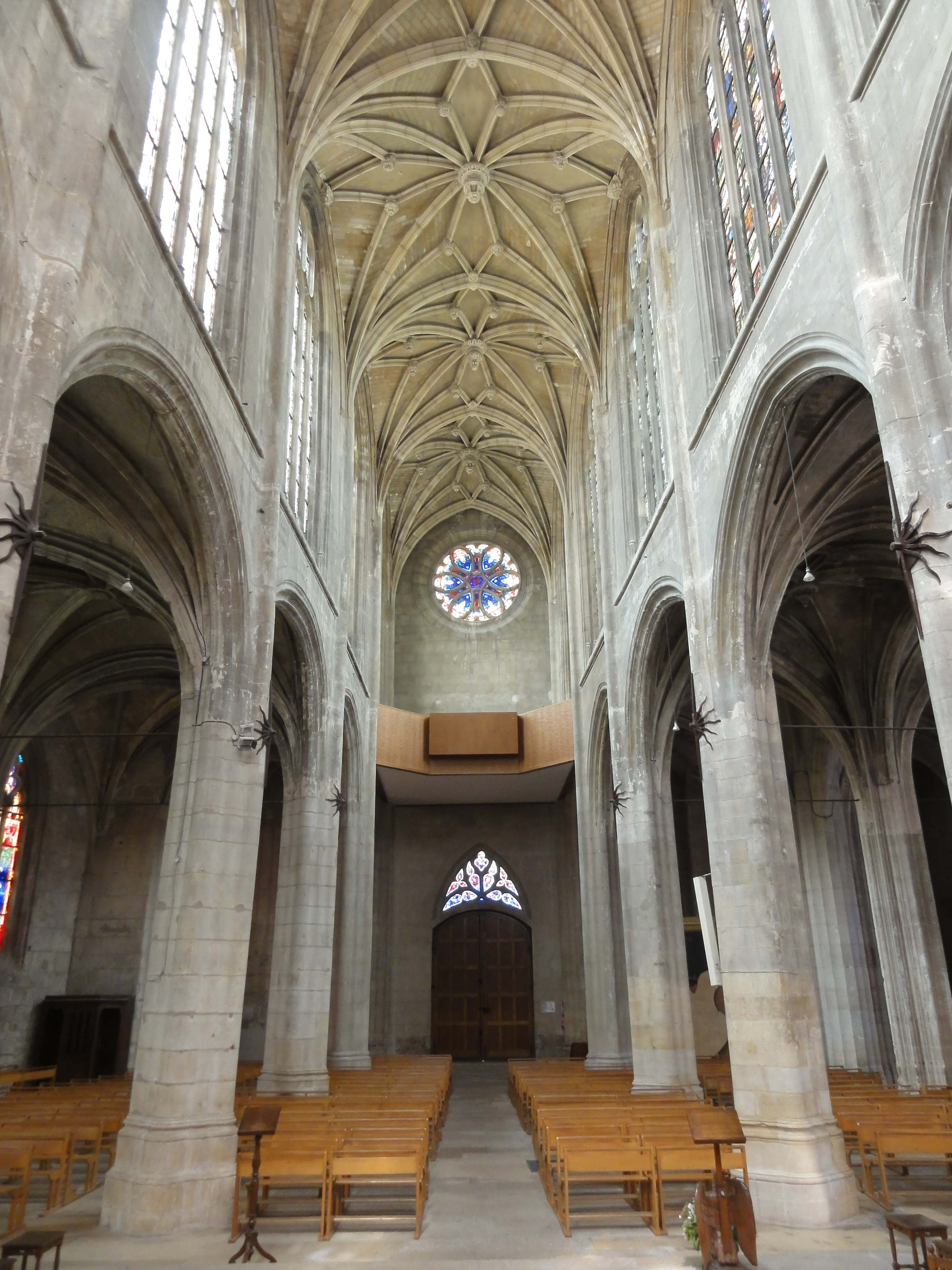
Vue vers l'ouest.

Le vaisseau central a une élévation à deux niveaux, avec l'étage des grandes arcades et l'étage des fenêtres hautes. Les grandes arcades représentent un peu plus que la hauteur totale sous les voûtes, qui cumulent à 19,30 m au-dessus du sol. La largeur entre deux piliers est inhabituellement faible pour une importante église paroissiale, et n'atteint que 5,50 m. La raison est de toute évidence la récupération des fondations des piliers de la précédente église, démontrée par des sondages en 2011. Une autre particularité, déjà mentionnée, est le plan du chevet, qui représente un compromis entre le chevet plat et le chevet polygonal. Par ailleurs, le chevet est légèrement oblique, et la profondeur est de 60 cm plus important à droite qu'à gauche. En raison de la faible profondeur, l'abside ne forme pas une travée à part, et est voûtée ensemble avec la cinquième travée. En revanche, l'implantation légèrement oblique de la façade a donné lieu à l'insertion d'une courte voûte supplémentaire avant la première travée. Sinon, le vaisseau central se caractérise surtout par des grandes arcades en arc brisé surbaissé ou en cintre surbaissé, proche de l'anse de panier, et par le très faible écart entre le sommet des grandes arcades et le bandeau torique, qui sert d'appui aux fenêtres hautes. Ce faible écart est rendu possible grâce à la faible hauteur des toitures des bas-côtés. Il permet d'obtenir des surfaces vitrées importantes, et le tracé surbaissé des grandes arcades vise certainement le même but. L'inconvénient est une stabilité réduite. En raison des réfections nécessaires au dernier tiers du XVIe siècle et après la dernière guerre, il n'est plus possible de dire si le tracé en cintre surbaissé de certaines grandes arcades soit conforme au projet de Jehan de Félin. En tout cas, les deux arcs-doubleaux du chœur adoptent un tracé analogue, alors que les autres doubleaux sont en arc brisé. Les formerets et les fenêtres hautes sont en arc brisé surbaissé.
Les piliers engagés au début et à la fin des grandes arcades, ainsi que les quatre piliers isolés au nord et au sud, sont ondulés, avec quatre grands et quatre petits renflements, qui correspondent respectivement aux arcades et doubleaux, et aux ogives. Selon les cas, une seule ondulation monte jusqu'à la retombée des hautes-voûtes, où deux petites ondulations l'accompagnent. De part et d'autre des trois pans du chevet, les supports sont formés par une grande et deux petites ondulations. Les bases et socles sont ondulés à l'instar des piliers. Au revers de la façade, dans les angles nord-ouest et nord-est, des portions de piliers prismatiques aux bases gothiques polygonales sont visibles derrière les piliers ondulés. Ce sont vraisemblablement les seules traces de la campagne de construction de la façade et des trois travées de la nef, sous un architecte local anonyme à partir de 1506. Les grandes arcades affectent un profil prismatique complexe. Elles sont dépourvues de chapiteaux ou frises, et conformément à l'esprit flamboyant, les nervures des voûtes sont également pénétrantes et se fondent directement dans les piliers, à l'exception toutefois des formerets, qui sont reçus sur de minuscules culs-de-lampe.
Toutes les voûtes sont ornées de huit liernes et de douze tiercerons, avec un même dessin qui se répète invariablement de la première à la dernière travée. Malgré la date d'achèvement postérieure au milieu du XVIe siècle, le profil est toujours prismatique et aigu, mais les clés de voûte pendantes sont de style Renaissance. Plusieurs clés principales se présentent comme de petits temples à quatre arcatures en plein cintre abritant des génies. En dessous, elles prennent la forme de culs-de-lampe, où se profilent des têtes de chérubins entre deux ailes ou des oves, et quatre volutes. Les huit clés secondaires par voûte sont également pendantes et diversement sculptées de feuillages ou d'oves. Les doubleaux ont des clés d'arc agrémentées de têtes de chérubins, et les formerets sont également pourvus de clés d'arc, qui sont décorées de feuillages. Il reste à revenir sur la voûte de la dernière travée, qui ne compte pas six voûtains, comme il aurait paru logique, mais huit. Les deux voûtains supplémentaires n'ont ni liernes ni tiercerons, et se trouvent à l'est des fenêtres latérales, qui sont à trois lancettes au lieu de quatre. Le remplage, de type Renaissance, se caractérise par des lancettes en plein cintre, dont celles au centre sont surmontées d'oculi de forme ovale, avec des écoinçons ajourés de forme losangée. Trois fenêtres allongées et étroites éclairent les trois pans de l'abside. Ici, le remplage est de type flamboyant, et prévoit des lancettes aux têtes trilobées. Les deux baies latérales sont à lancette unique, et la baie axiale est à deux lancettes, qui sont surmontées d'un soufflet. En haut du mur occidental, l'on trouve une rosace qui se substitue à l'horloge détruite lors des bombardements d'août 1944.

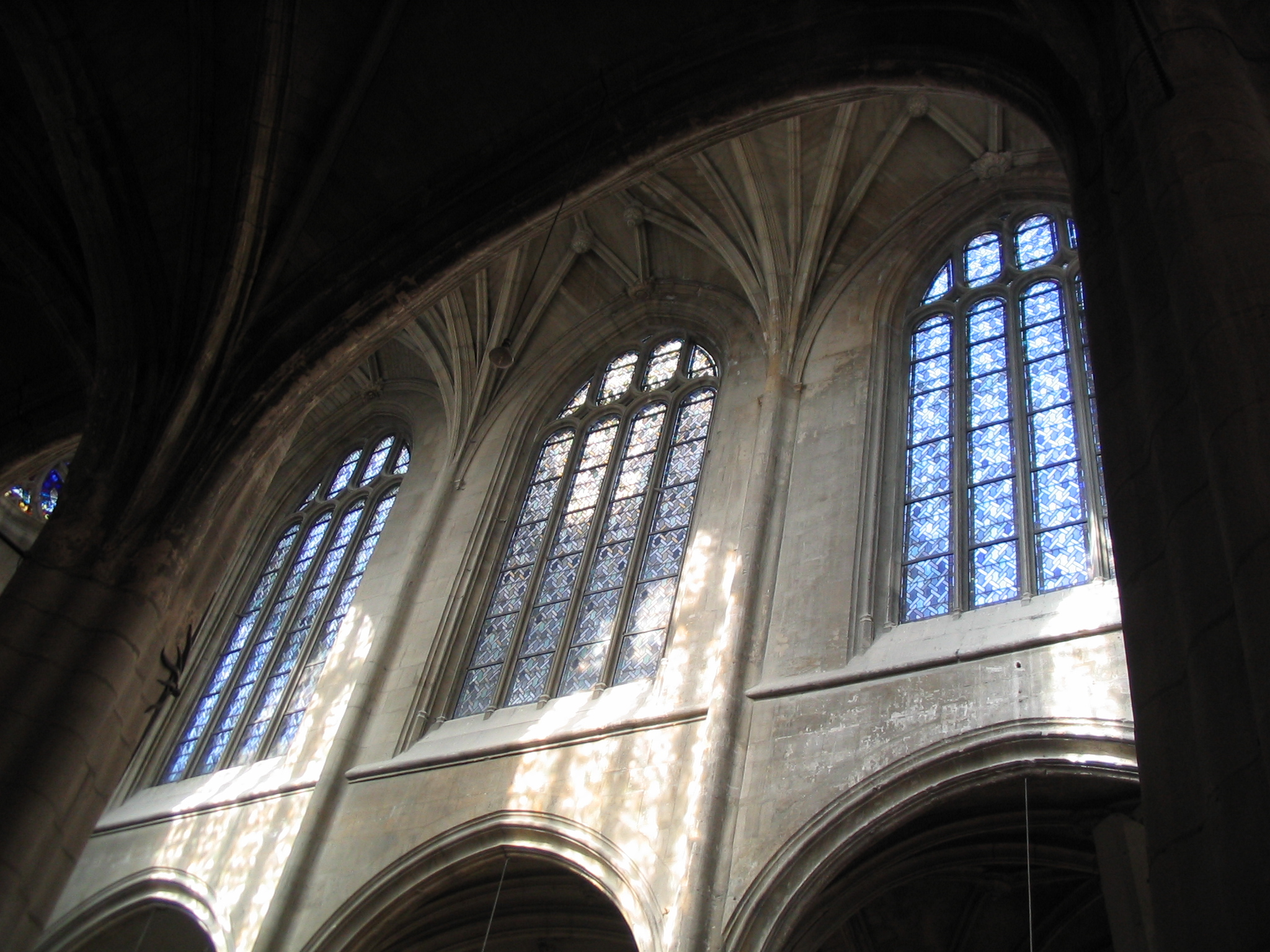
Parties hautes côté sud.
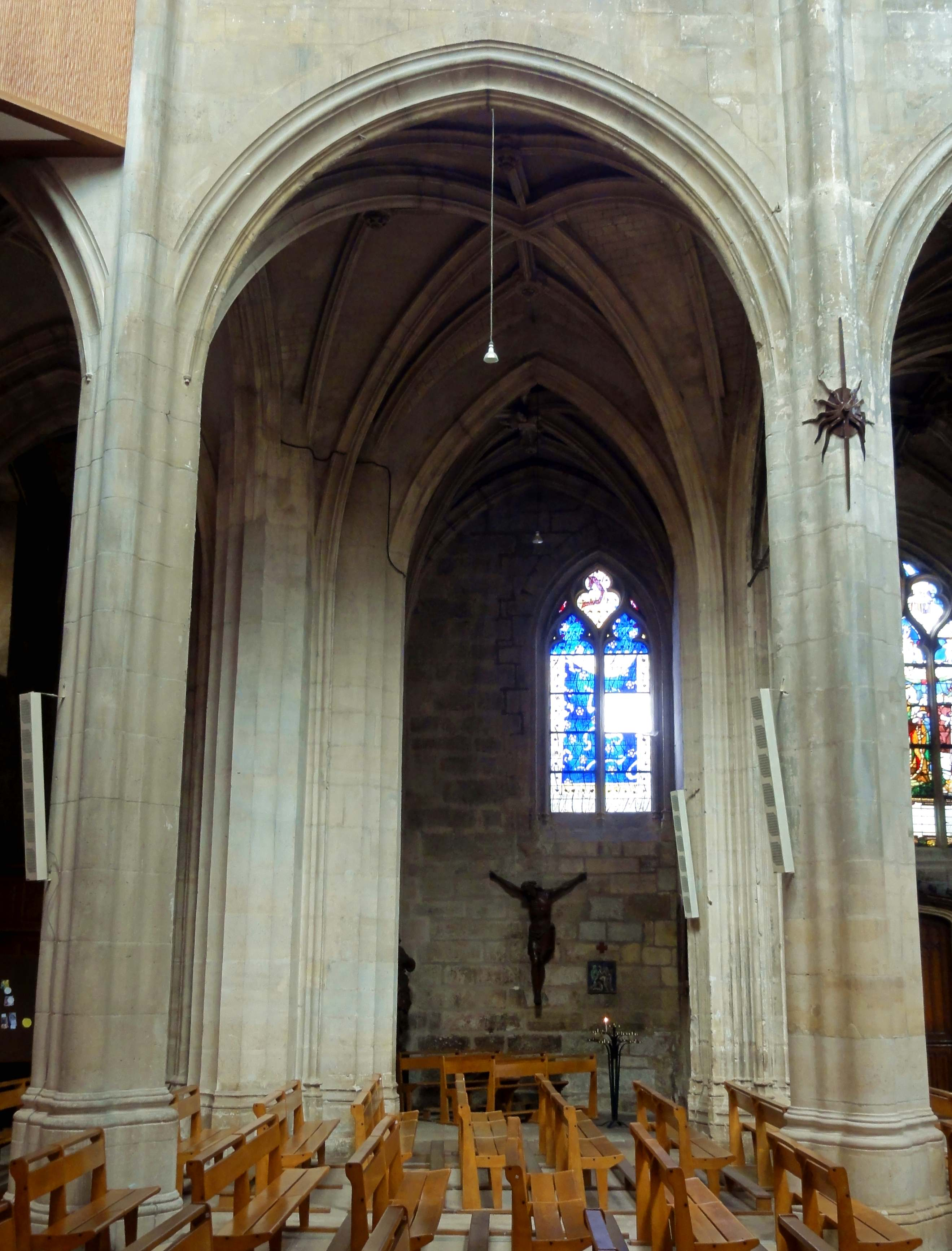
2e grande arcade du nord.
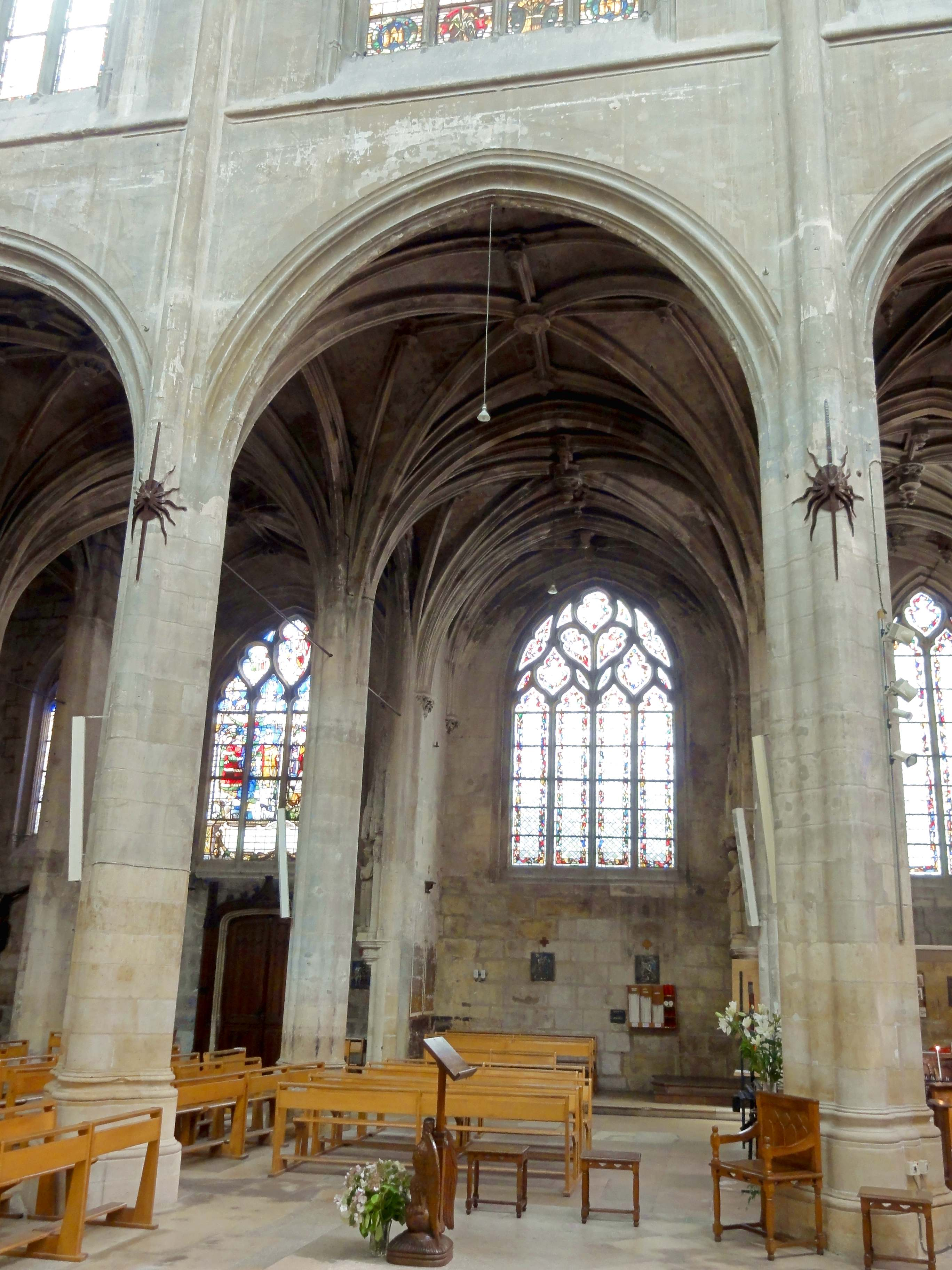
4e grande arcade du nord.
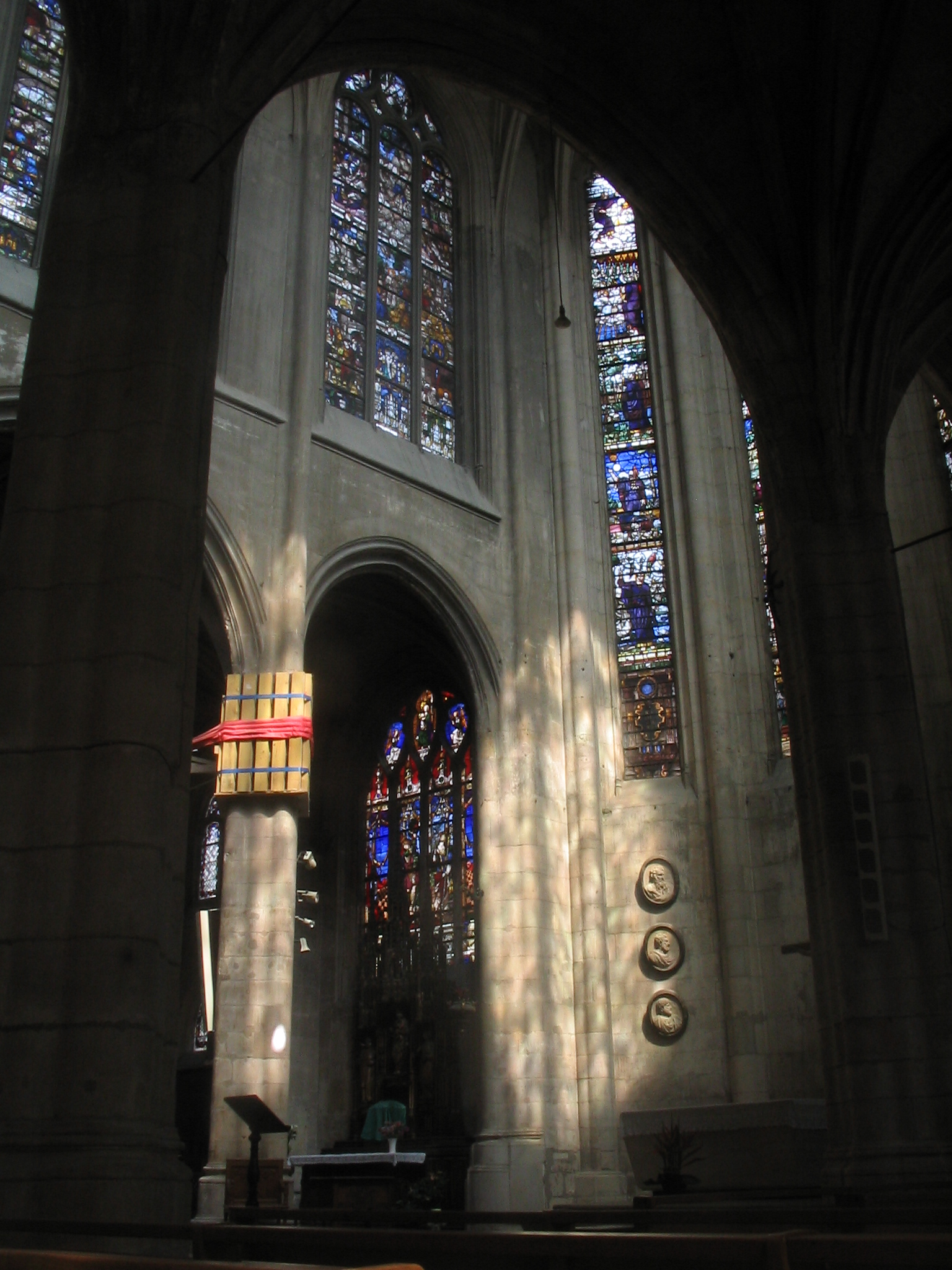
Vue depuis le collatéral sud.
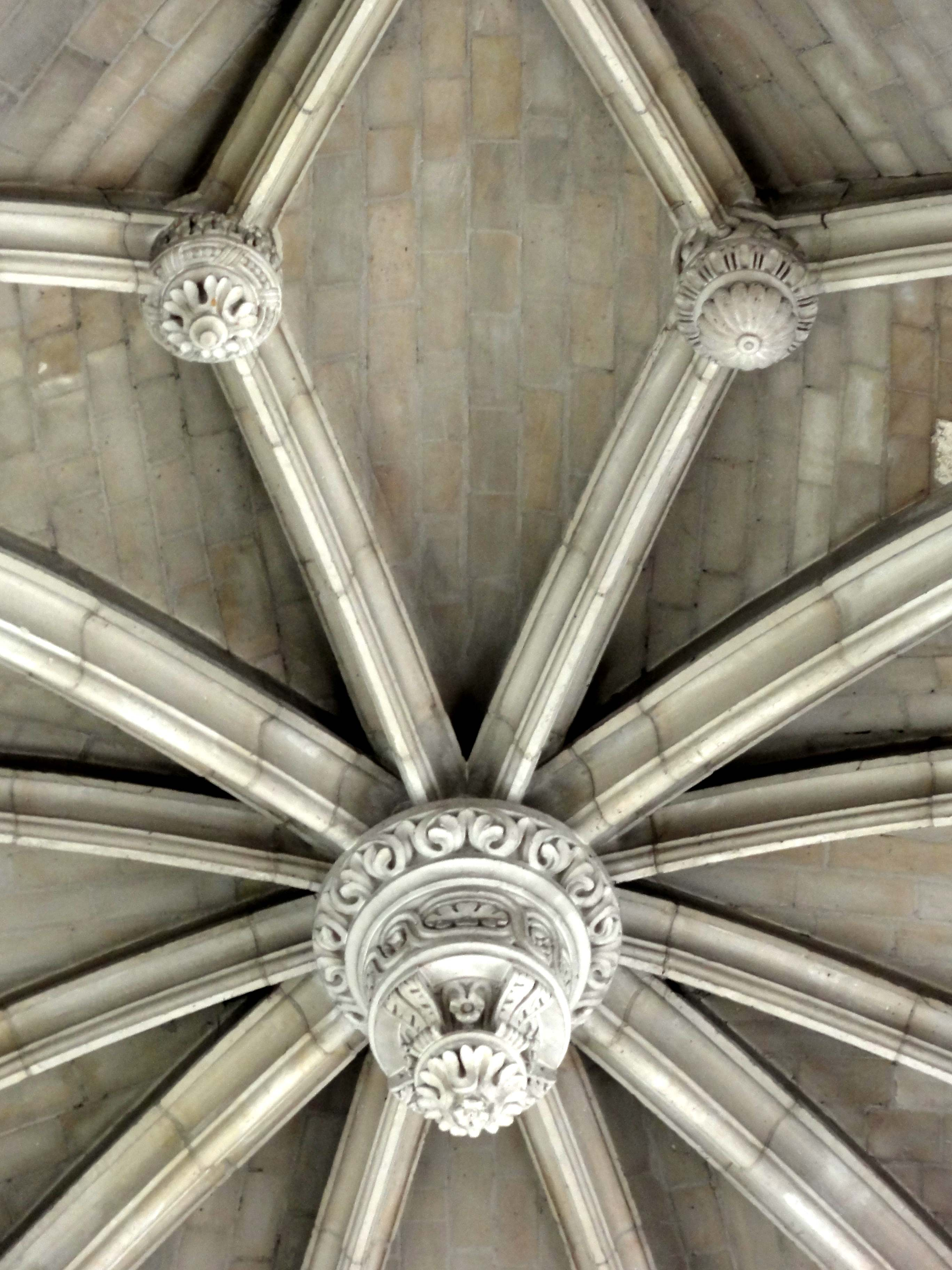
Clés de voûte.
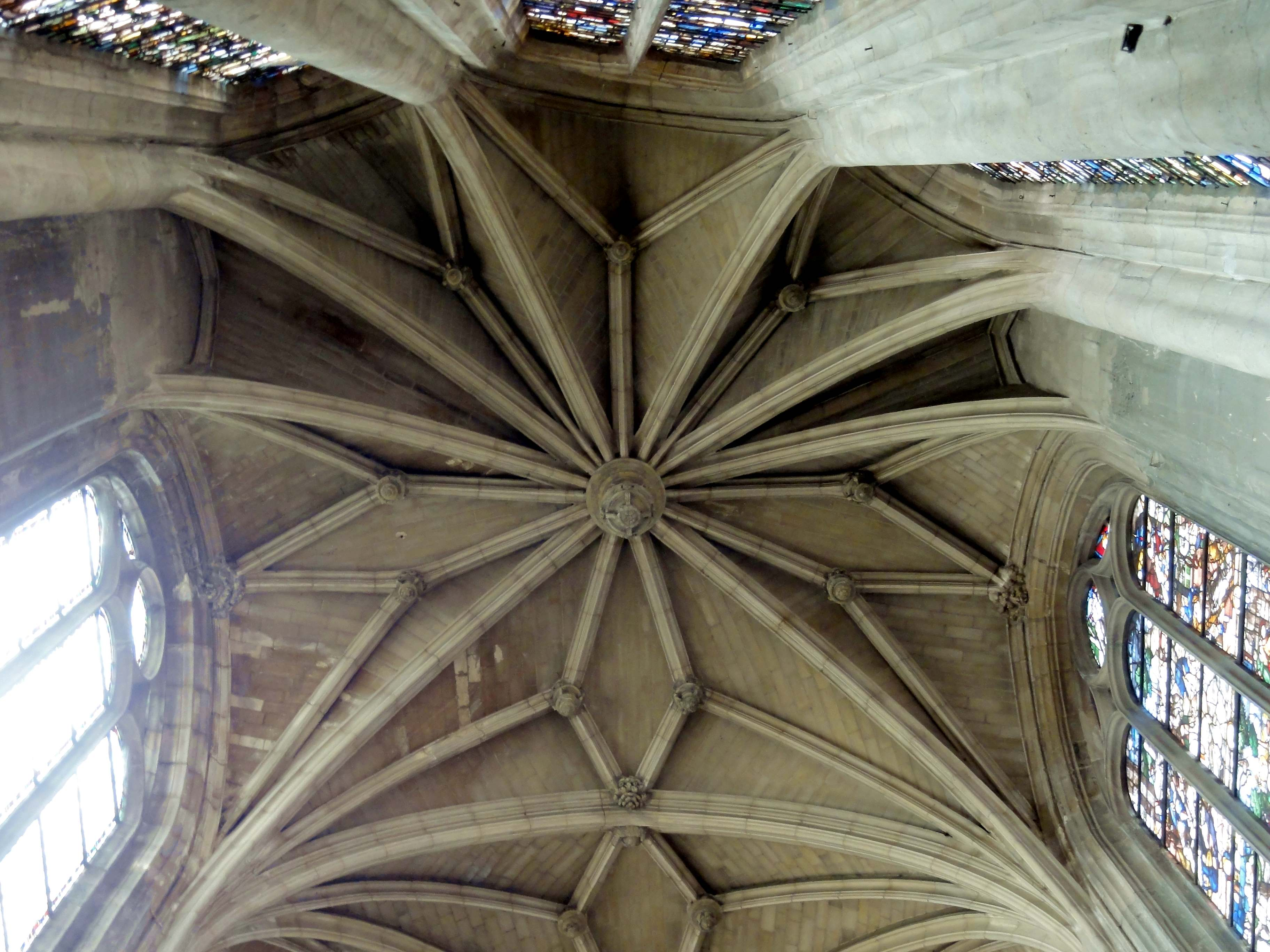
Voûte de la 5e travée.

#### Bas-côté nord

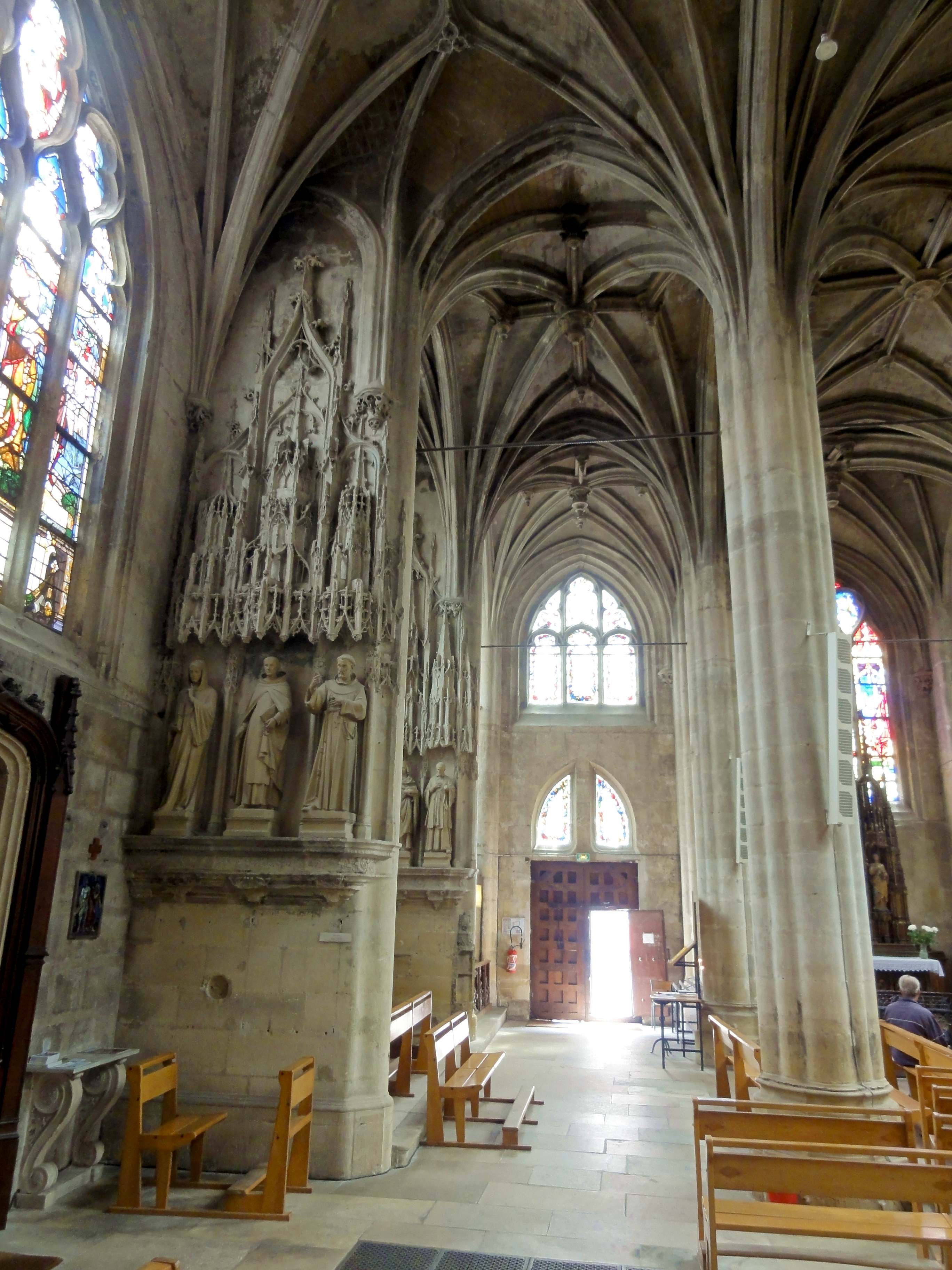
3e travée, vue vers l'est.

Le double bas-côté nord est une construction élégante et élancée, généreusement éclairée par de larges baies vitrées, sauf à l'ouest, où la base du clocher et les épais piliers et contreforts réduisent l'ampleur des baies et créent un espace sombre peu séduisant. Dans les deux dernières travées, l'on trouve les voûtes les plus anciennes de l'église, qui n'ont apparemment jamais été concernées par des effondrements et reconstructions. Par le remplage des fenêtres, des clés de voûte sous la forme de disques, écussons ou découpages flamboyants, et l'emploi plus systématique de l'arc brisé, le collatéral sud reflète le style flamboyant à son apogée, ce qui n'empêche pas que certaines clés pendantes annoncent déjà la Renaissance. L'architecture est relativement homogène, et l'on retrouve les mêmes piliers ondulés que dans le vaisseau central, mais les deux premiers piliers isolés sont différents des autres. Le premier est la pile sud-ouest du clocher, qui est renforcée par des contreforts. Ici, comme souvent sous les clochers, la modénature est un peu rudimentaire, et les arcades sont simplement moulurées d'un double biseau légèrement concave de part et d'autre d'un méplat central. Le second pilier isolé affiche un profil prismatique particulièrement complexe, et ses bases sont assorties. La période de construction de cette partie du collatéral n'étant pas documentée, la ressemblance avec les segments de piliers prismatiques au revers de la façade donne à penser que la construction remonte au début du XVIe siècle.
Les piliers engagés des arcades de la base du clocher, ainsi que les arcades elles-mêmes, sont d'un profil analogue à la pile sud-ouest du clocher. Au nord, entre la seconde et la dernière travée, les murs de refend se substituent aux piliers engagés, et les nervures des voûtes, sauf les doubleaux, retombent sur des minuscules culs-de-lampe, à l'instar des formerets dans la nef. Au chevet, à la fin des doubleaux vers les chapelles et entre les deux vaisseaux, deux piliers ondulés sont engagés dans le mur. Les voûtes affichent généralement le dessin à liernes et tiercerons de base, avec autant de liernes que d'ogives. Les deux chapelles voûtées à part possèdent des voûtes à losange central, relié aux extrémités par un total de huit liernes. La voûte sous le clocher est percée d'un trou de cloches, et dépourvue de nervures décoratives. Quant aux fenêtres, elles sont à deux lancettes à têtes tréflées, surmontées de soufflets et mouchettes, dans les deux premières travées, tant à l'ouest qu'au nord, et au nord de la dernière travée. Au nord de la troisième et de la quatrième travée, ainsi qu'au chevet du premier vaisseau, elles sont à quatre lancettes à têtes tréflées, et la fenêtre restante au chevet du second vaisseau est à trois lancettes. Ici les parties supérieures présentent des dispositions diverses. La modénature des meneaux est analogue à la nef. Les trois portes se situent en dessous des fenêtres, et réduisent leur hauteur. Sur le plan de la décoration, il convient de signaler les vestiges d'une piscine liturgique Renaissance, à la sculpture très délicate, sur l'angle sud-ouest du dernier mur de refend,.

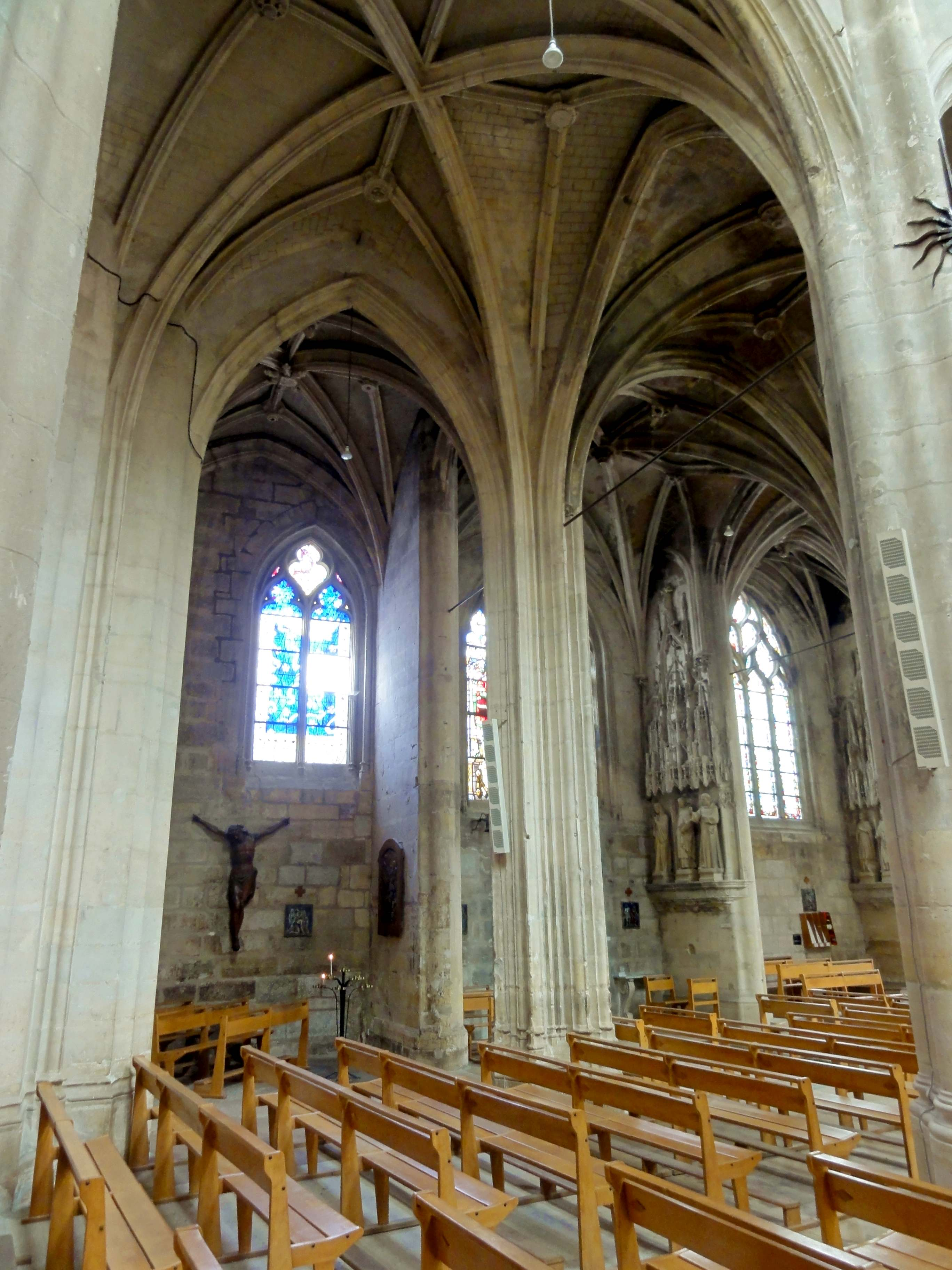
1er vaisseau, 2e travée, vue diagonale vers le nord-ouest.
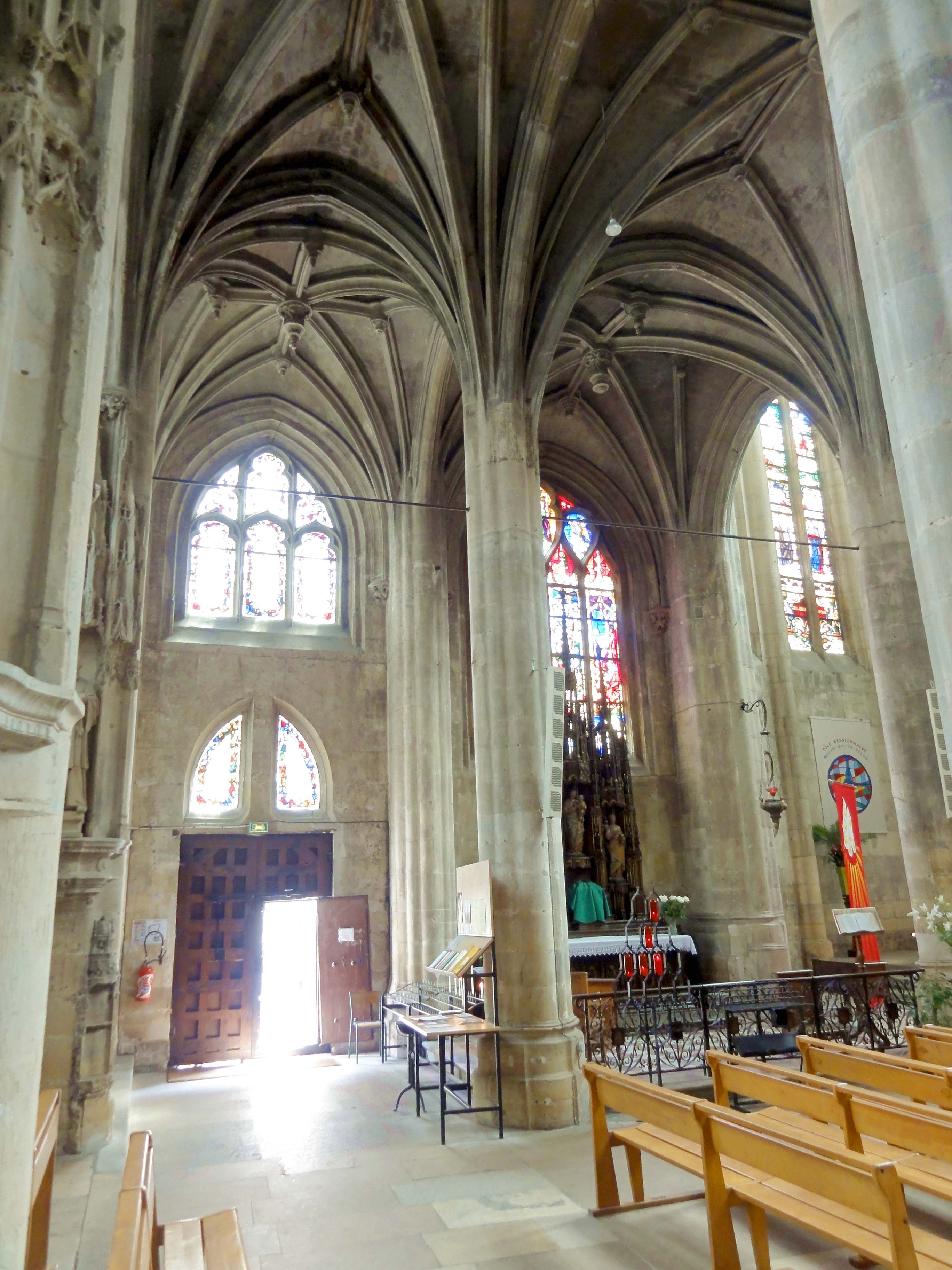
2e vaisseau, 4e travée, vue vers l'est.
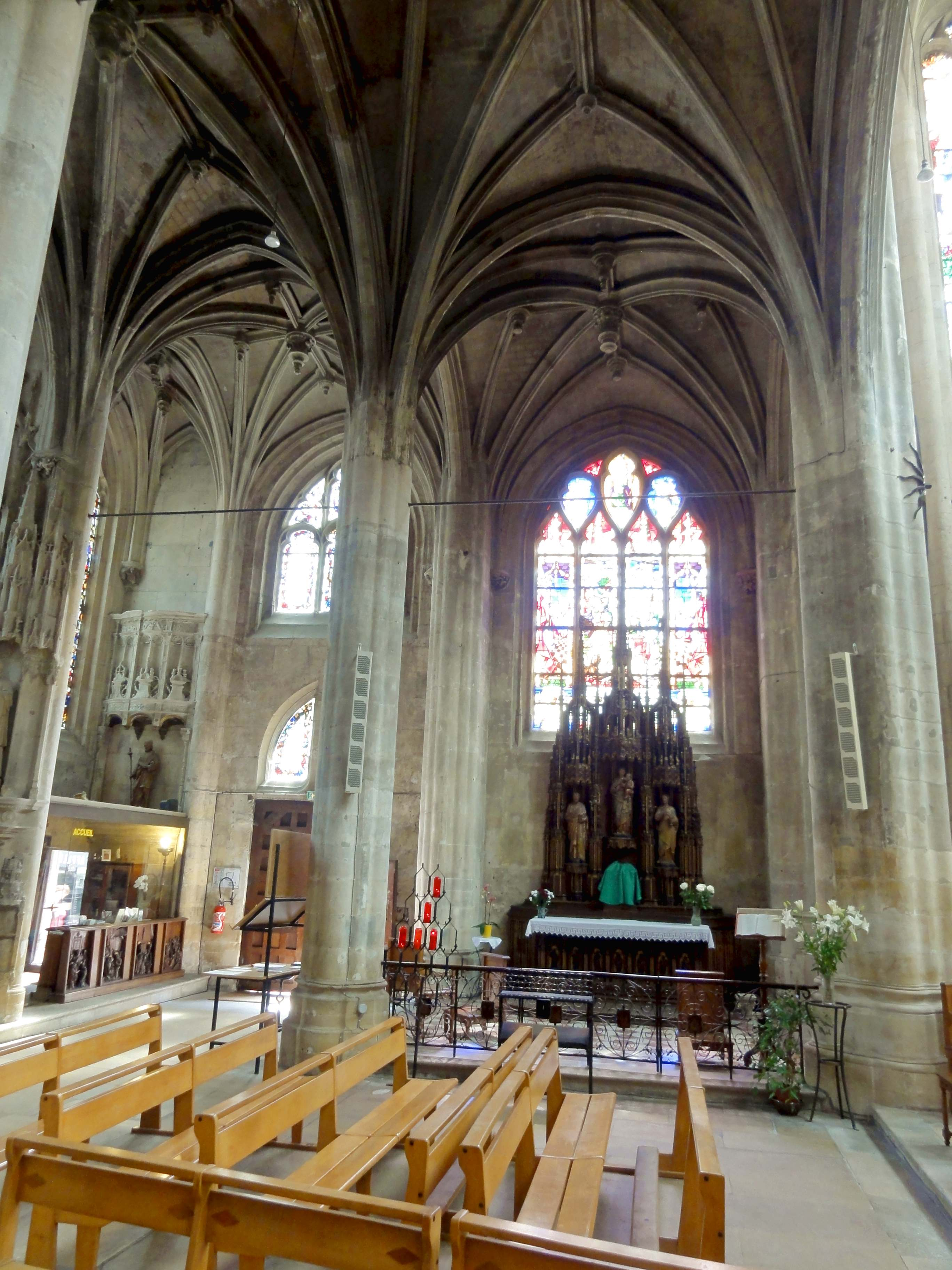
1er vaisseau, 4e travée, vue vers l'est.
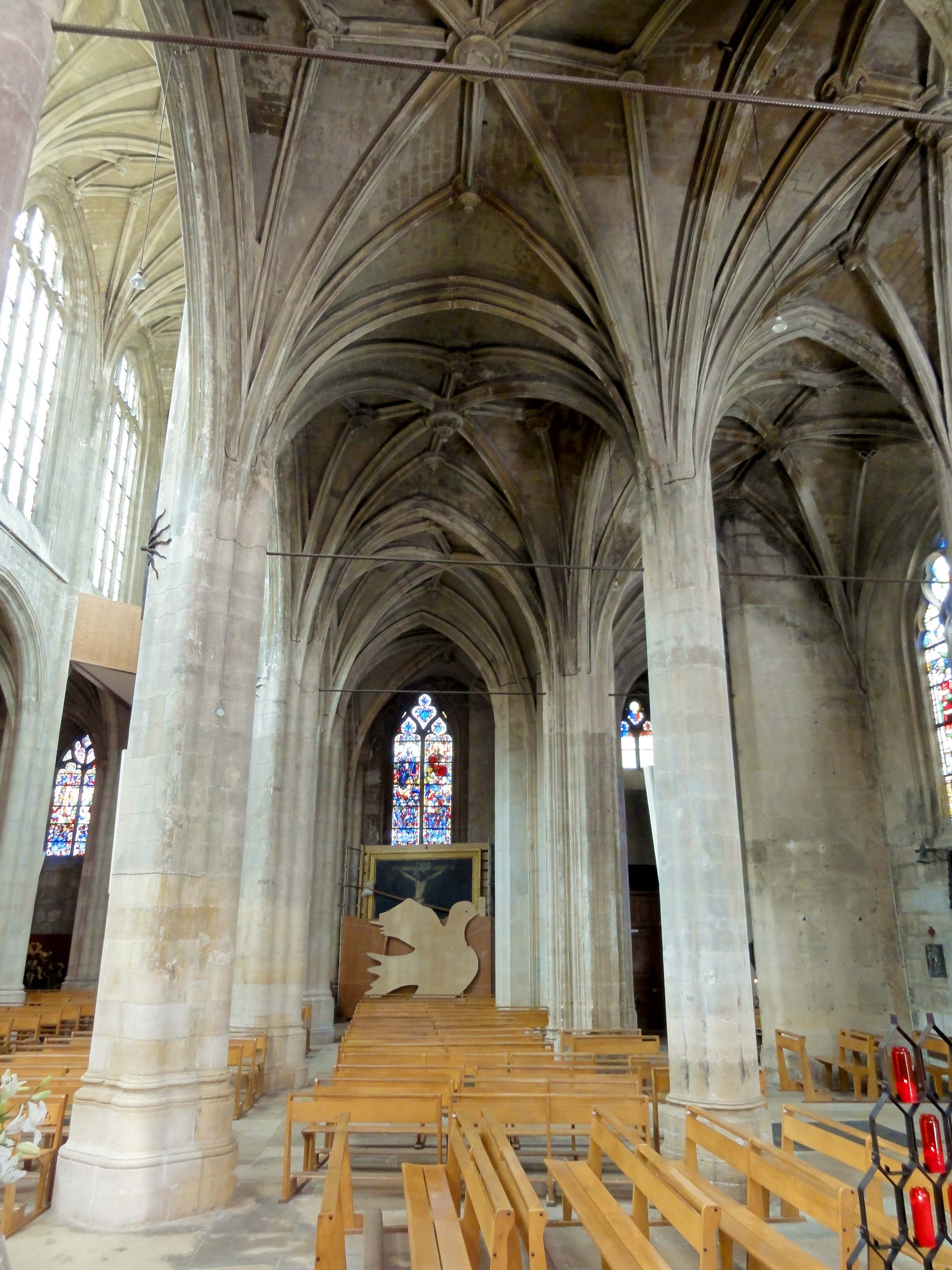
2e vaisseau, 4e travée, vue vers l'ouest.
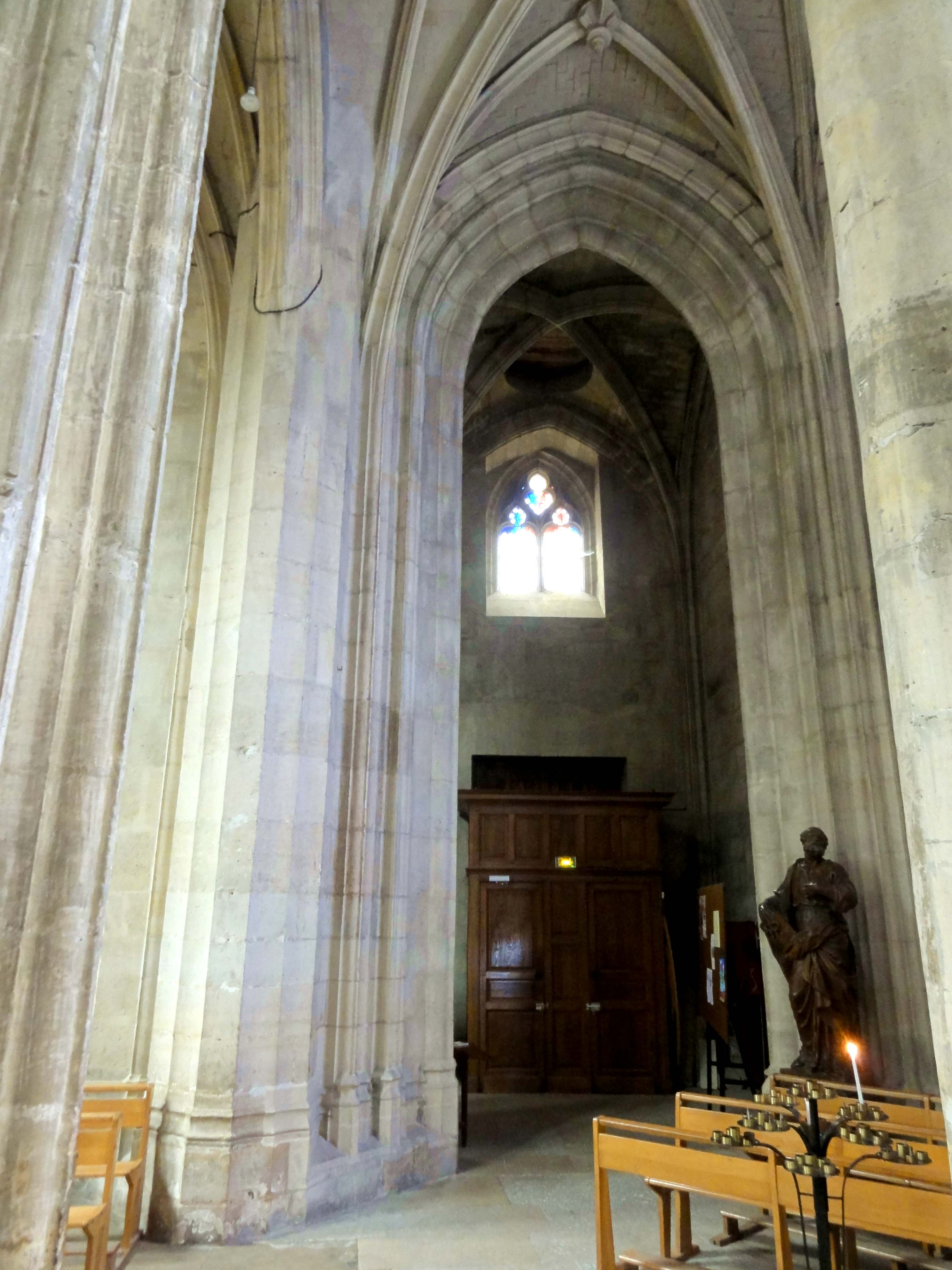
2e vaisseau, 2e travée, vue vers l'ouest dans la base du clocher.
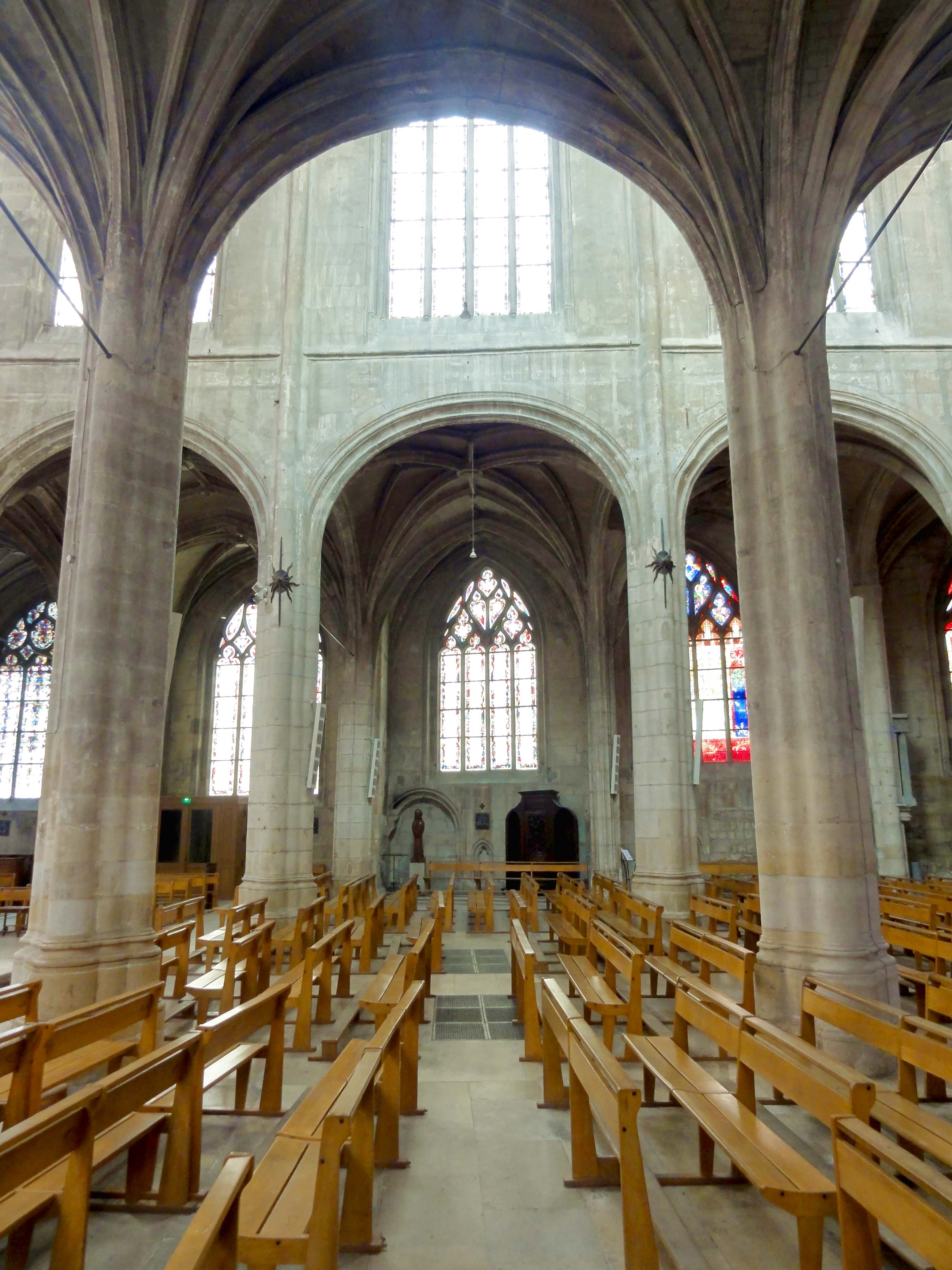
Vue par la 3e grande arcade vers le sud.

#### Bas-côté sud

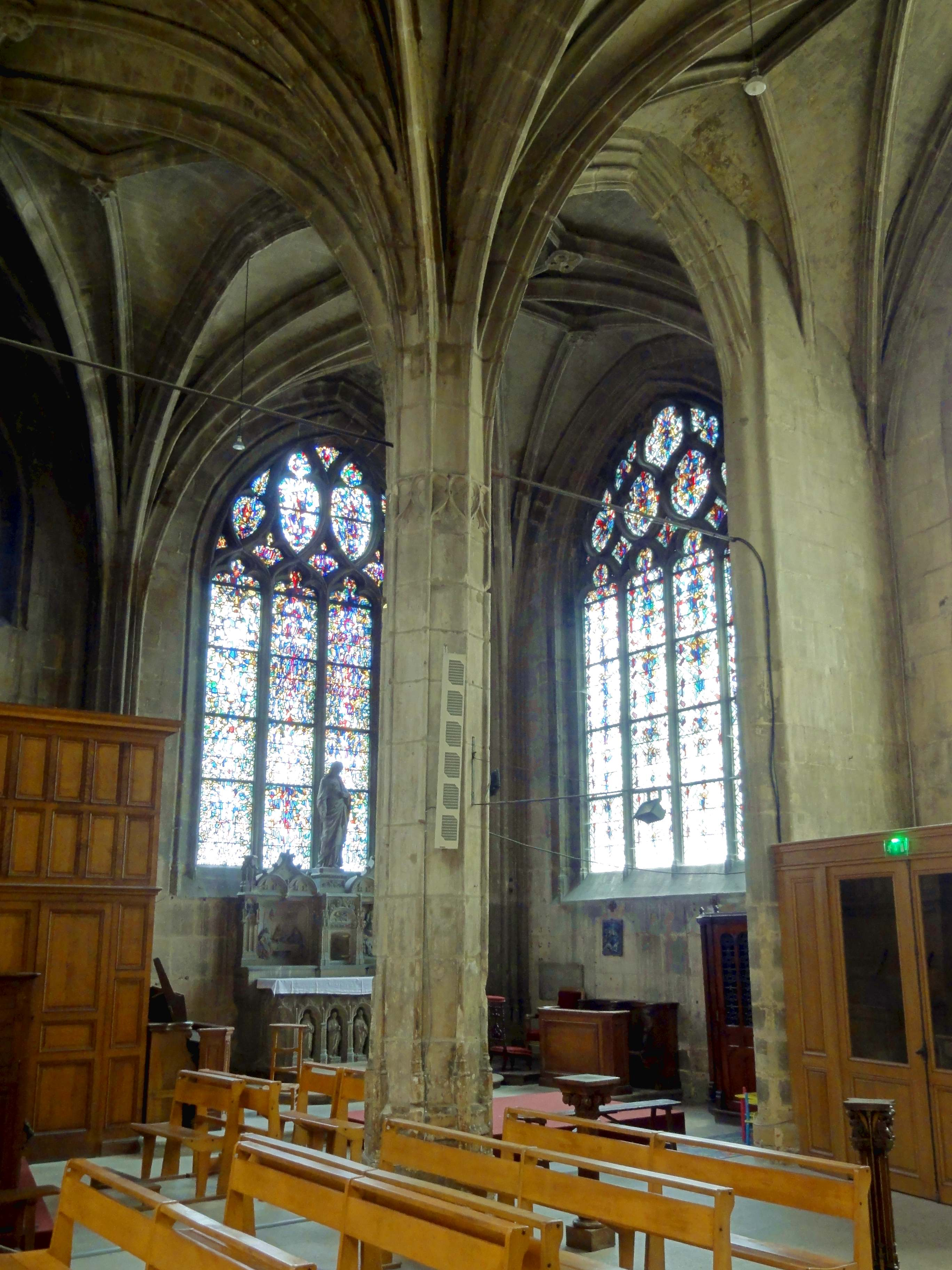
Vue sur la travée d'angle sud-ouest.

Le bas-côté sud n'est pas fondamentalement différent de son homologue au nord, mais il ne partage pas son caractère élancé, car les voûtes épousent une forme surbaissée assortie aux grandes arcades de la nef et aux voûtes du chœur. Le premier vaisseau est plus large qu'au nord, et au niveau de la dernière travée, la largeur totale est également plus importante qu'au nord, mais les chapelles définies par les murs de refend ne sont jamais voûtées séparément. Les doubleaux séparant les deux vaisseaux sont parallèles aux grandes arcades au lieu de départager le bas-côté en deux vaisseaux de largeur comparable, ce qui met particulièrement en exergue l'obliquité du mur méridional. Certains doubleaux sont déformés. À l'ouest, il n'y a pas de base de clocher avec son lot de contraintes imposant des compromis sur le plan esthétique, mais le maître d'œuvre a pris le parti de faire précéder la première travée par un réduit s'ouvrant par une arcade étroite, et n'a pas saisi l'opportunité pour créer une large baie occidentale. À l'est, l'harmonie du chevet est perturbée par un local fermé de murs à droite du sanctuaire. Il subsiste de la première sacristie, et enferme une tourelle d'escalier intérieure. Avec le grand tambour de porte à côté de l'ancienne sacristie, la dernière travée du premier vaisseau est entièrement encombrée, et à côté, la travée d'angle sud-ouest avec ses deux immenses baies vitrées permet de deviner ce que pourrait être la beauté du chevet sans ces dispositions malencontreuses. Il n'y a que deux piliers isolés. Ils font apparaître un quatrième type de pilier flamboyant dans l'église Saint-Aspais, qui est de plan octogonal, et aux arêtes garnies d'un filet saillant, qui représente la prolongation des ogives et doubleaux. Ce type de pilier est assez rare, et se rencontre par exemple dans l'église Saint-Merri de Paris, dans l'église Saint-Martin de Montjavoult, ou avec une variante, dans la collégiale de Montereau. Le second pilier isolé est orné, en hauteur, d'arcatures trilobées plaquées, qui sont surmontées de deux soufflets asymétriques. En avant du premier pilier isolé, un pilier engagé fait corps avec le mur de refend entre la deuxième et la troisième chapelle. Ce pilier est prismatique, et crée ainsi la symétrie avec le bas-côté nord, où l'on trouve un pilier prismatique isolé au même endroit. Les fenêtres sont généralement à quatre lancettes, sauf à l'ouest et au chevet du premier vaisseau. Les parties supérieures des réseaux mettent en scène des mouchettes et soufflets selon des arrangements divers. Trois piscines gothiques subsistent dans les chapelles, ainsi que les vestiges d'un enfeu dans la seconde chapelle.

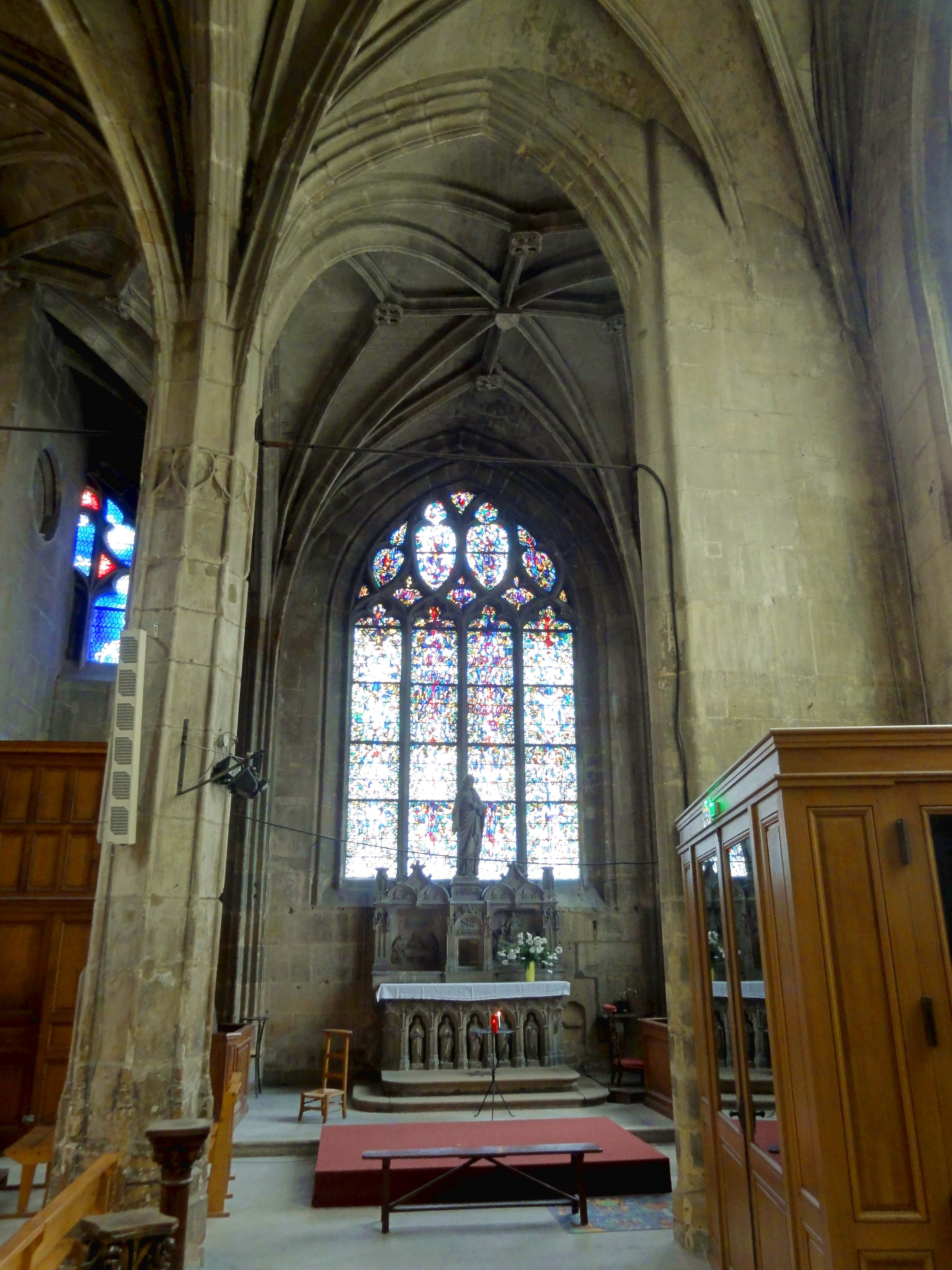
2e vaisseau, 4e travée, vue vers l'est.
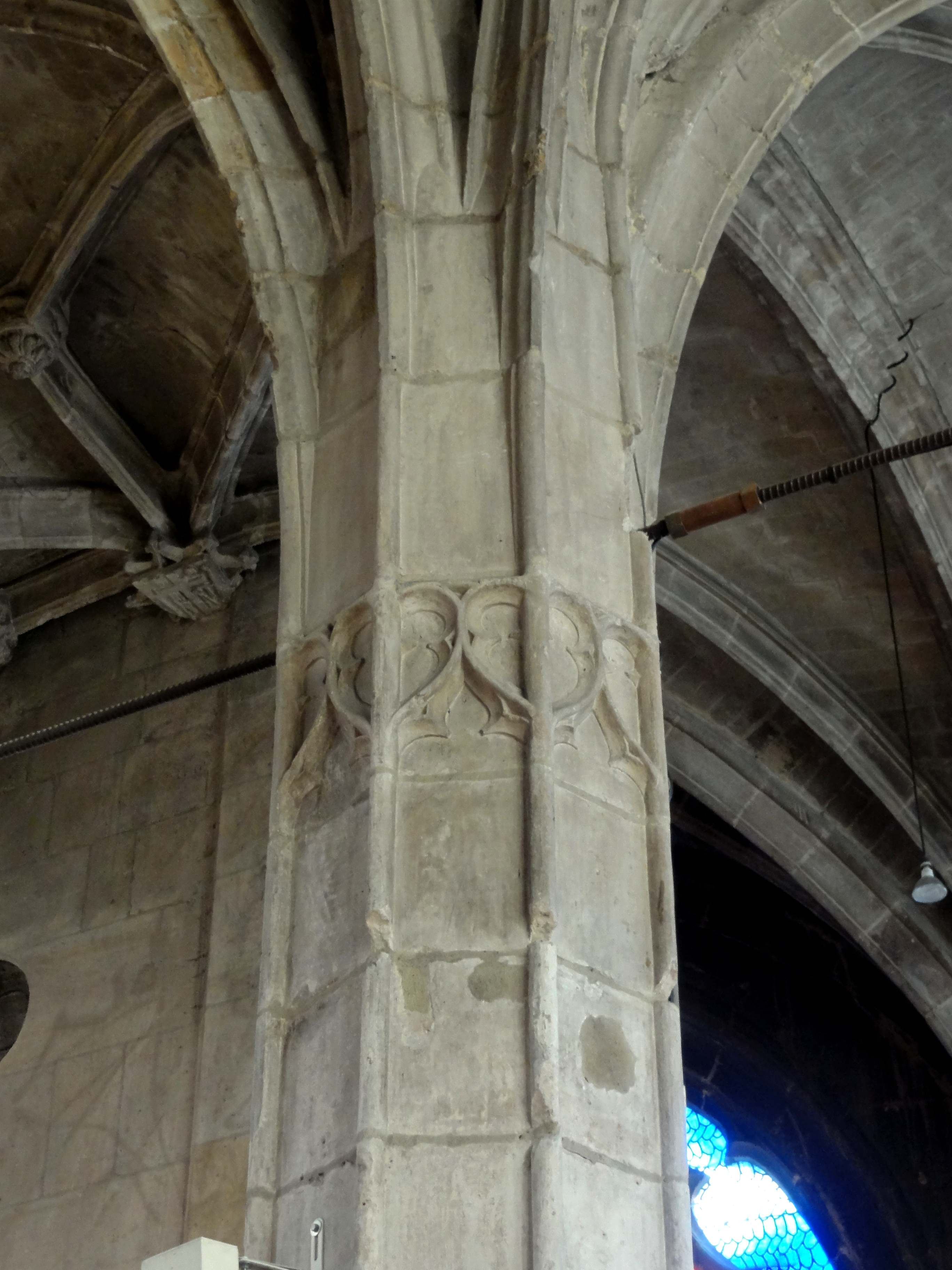
Pilier octogonal à arcatures plaquées.
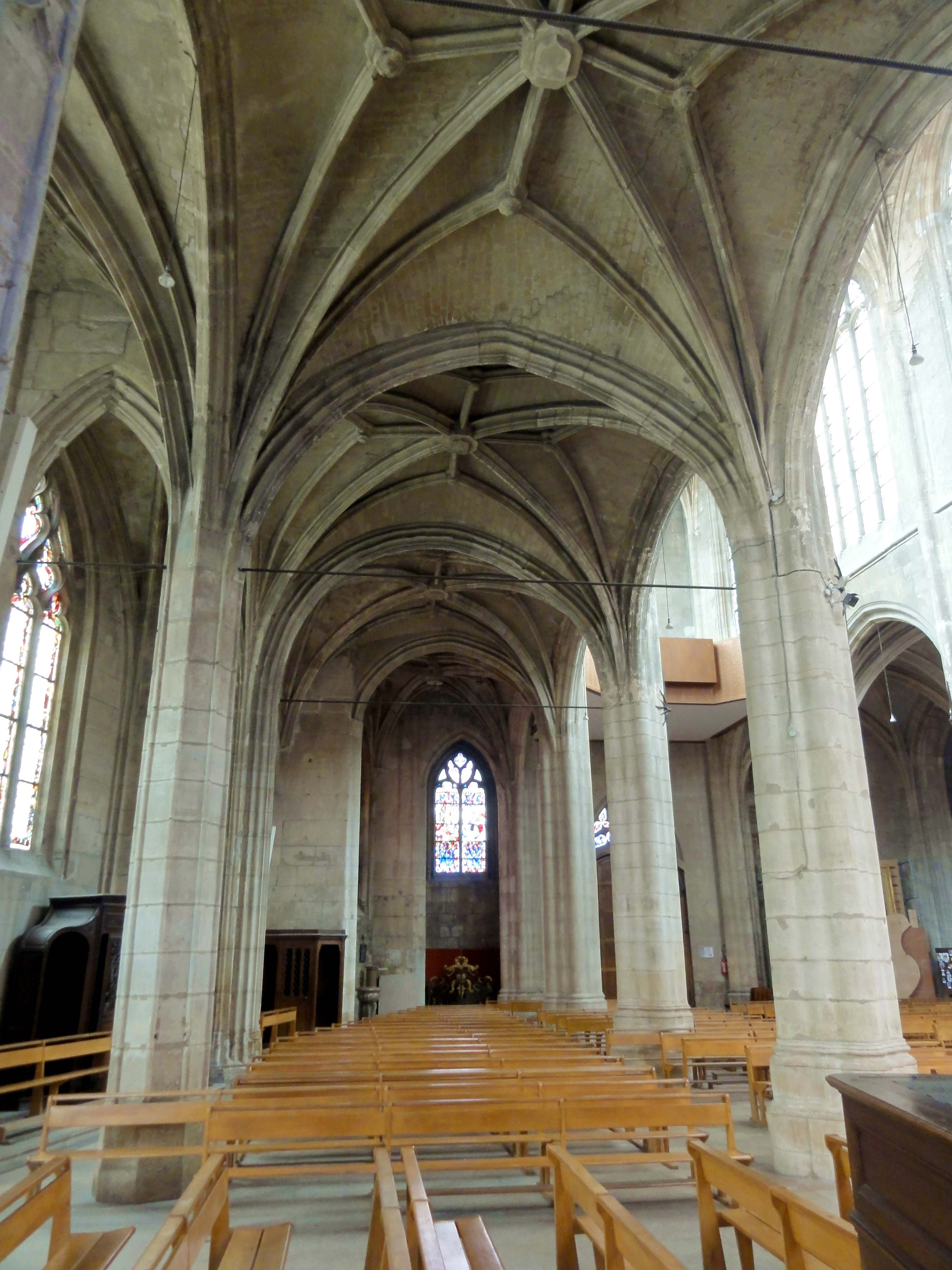
1er vaisseau, 4e travée, vue vers l'ouest.
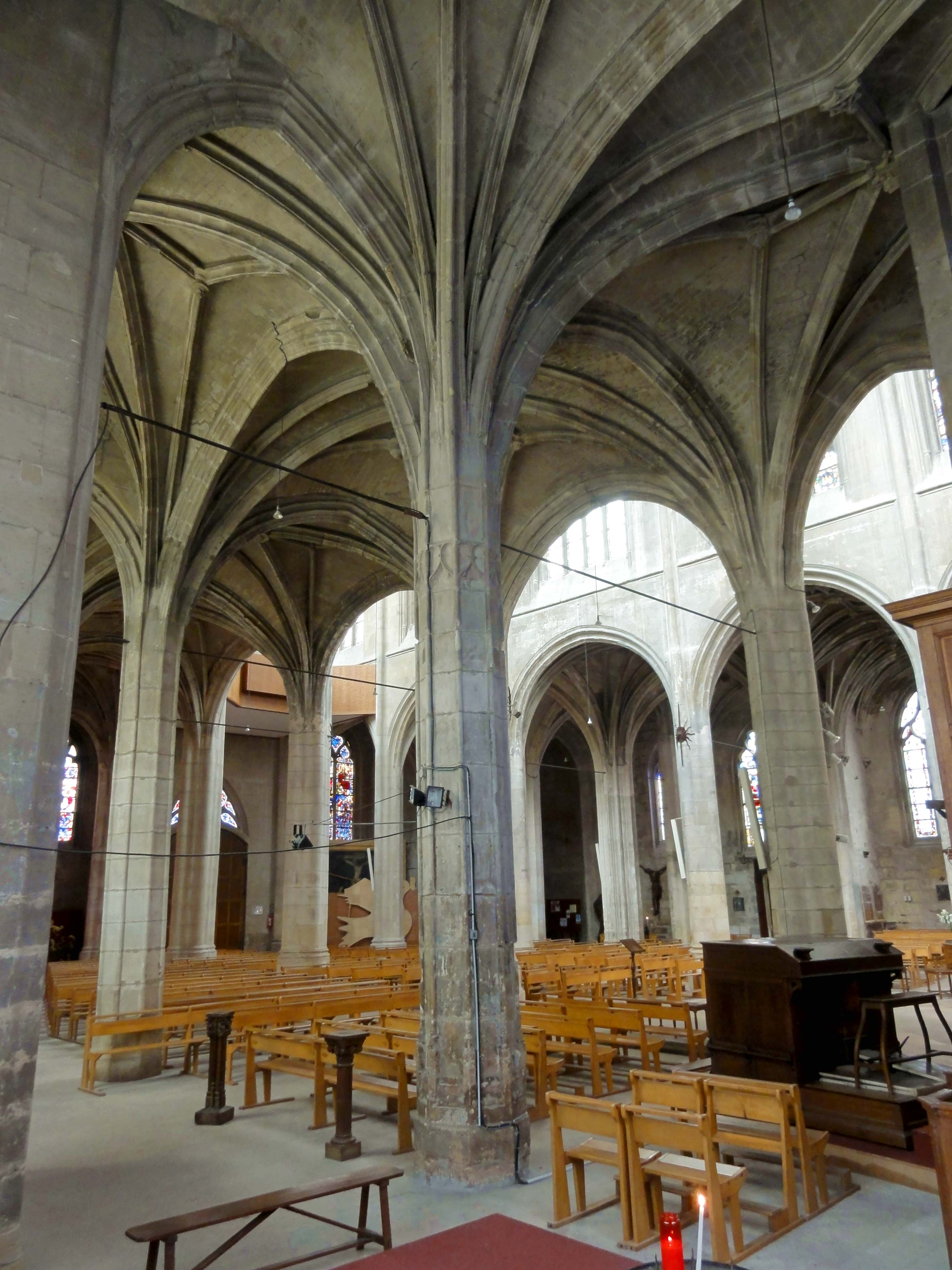
Vue diagonale depuis l'angle sud-ouest.
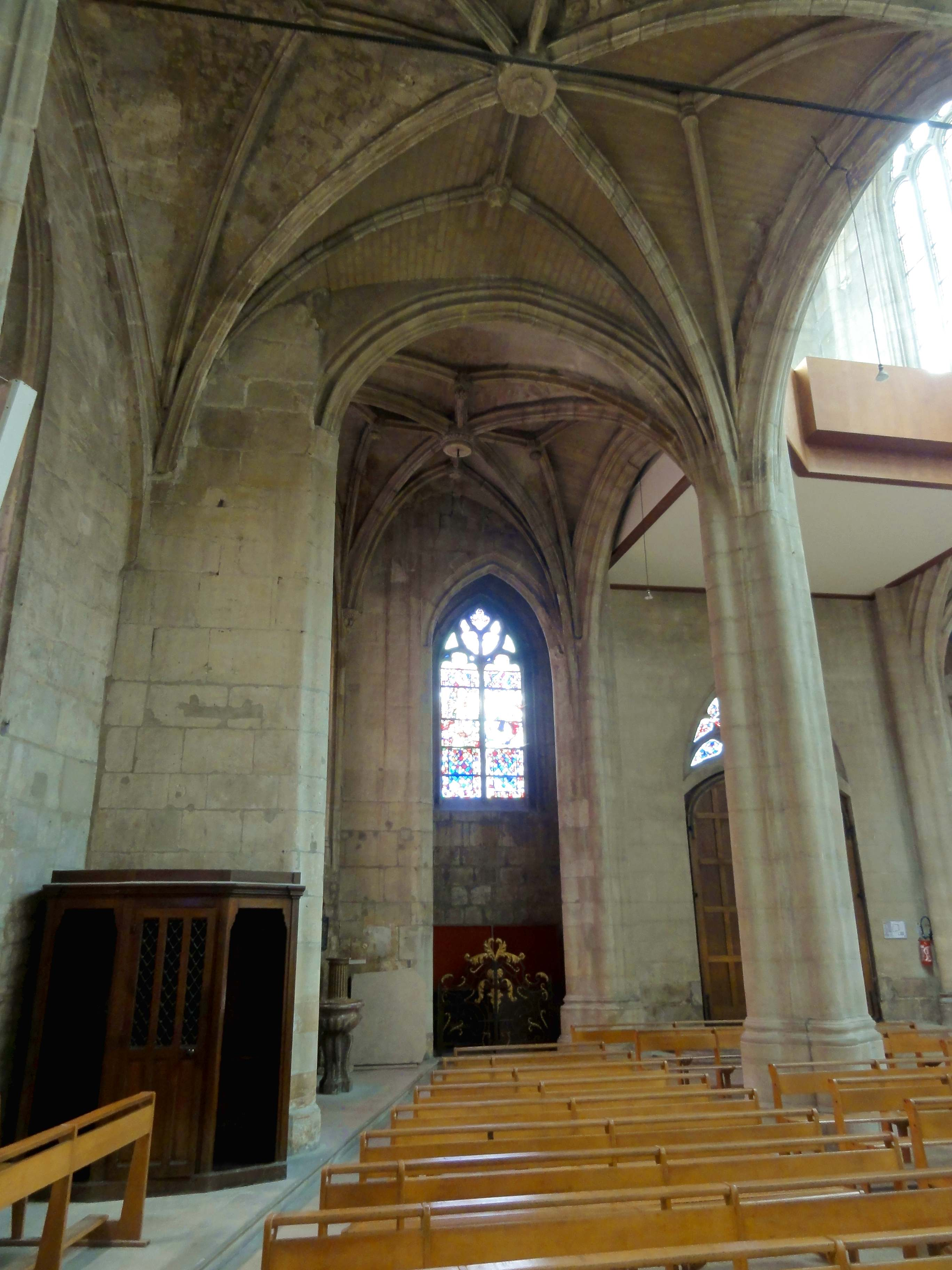
Vue sur l'extrémité occidentale.
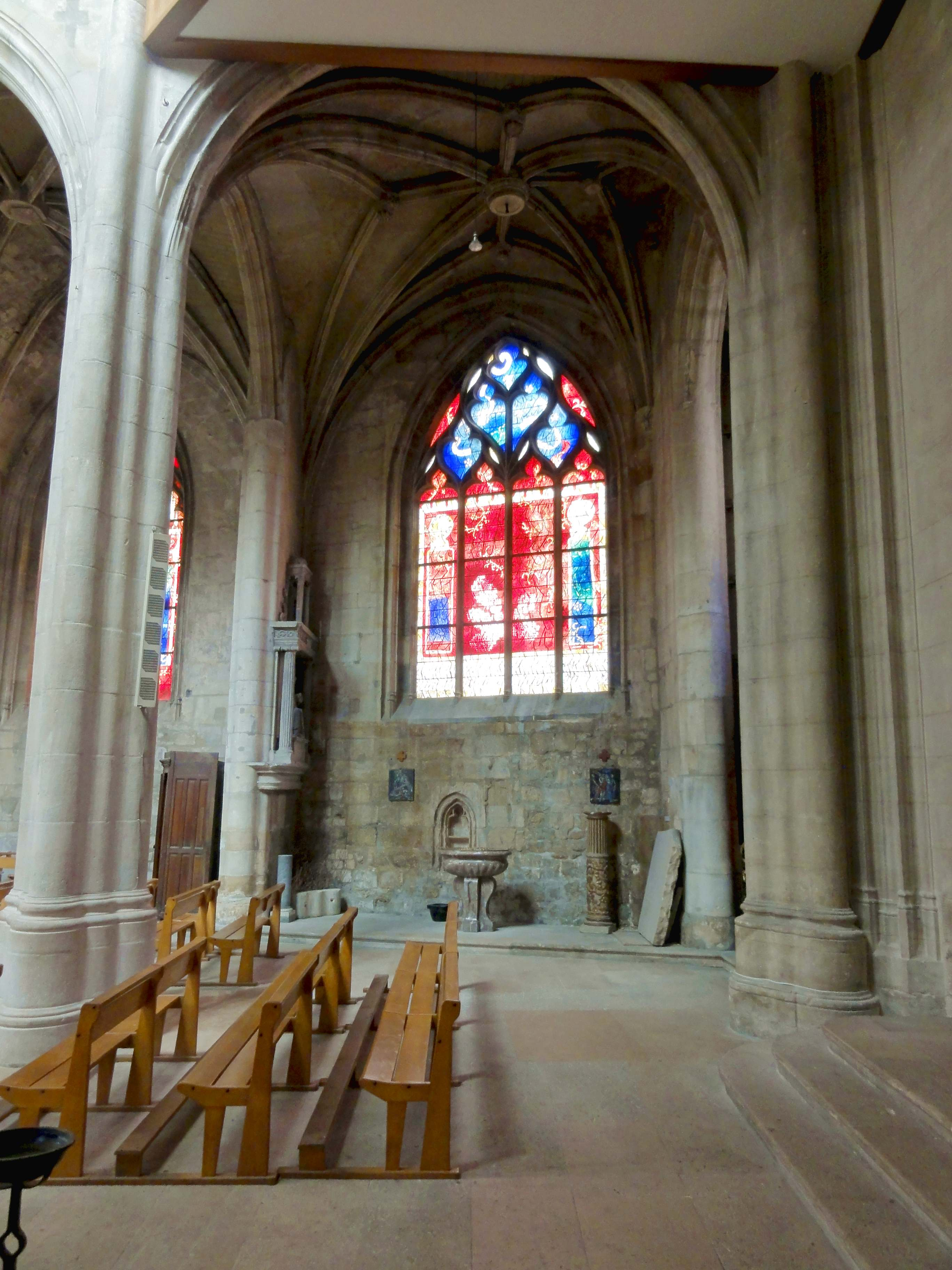
1re travée, vue depuis la nef.

### Extérieur

#### Chevet

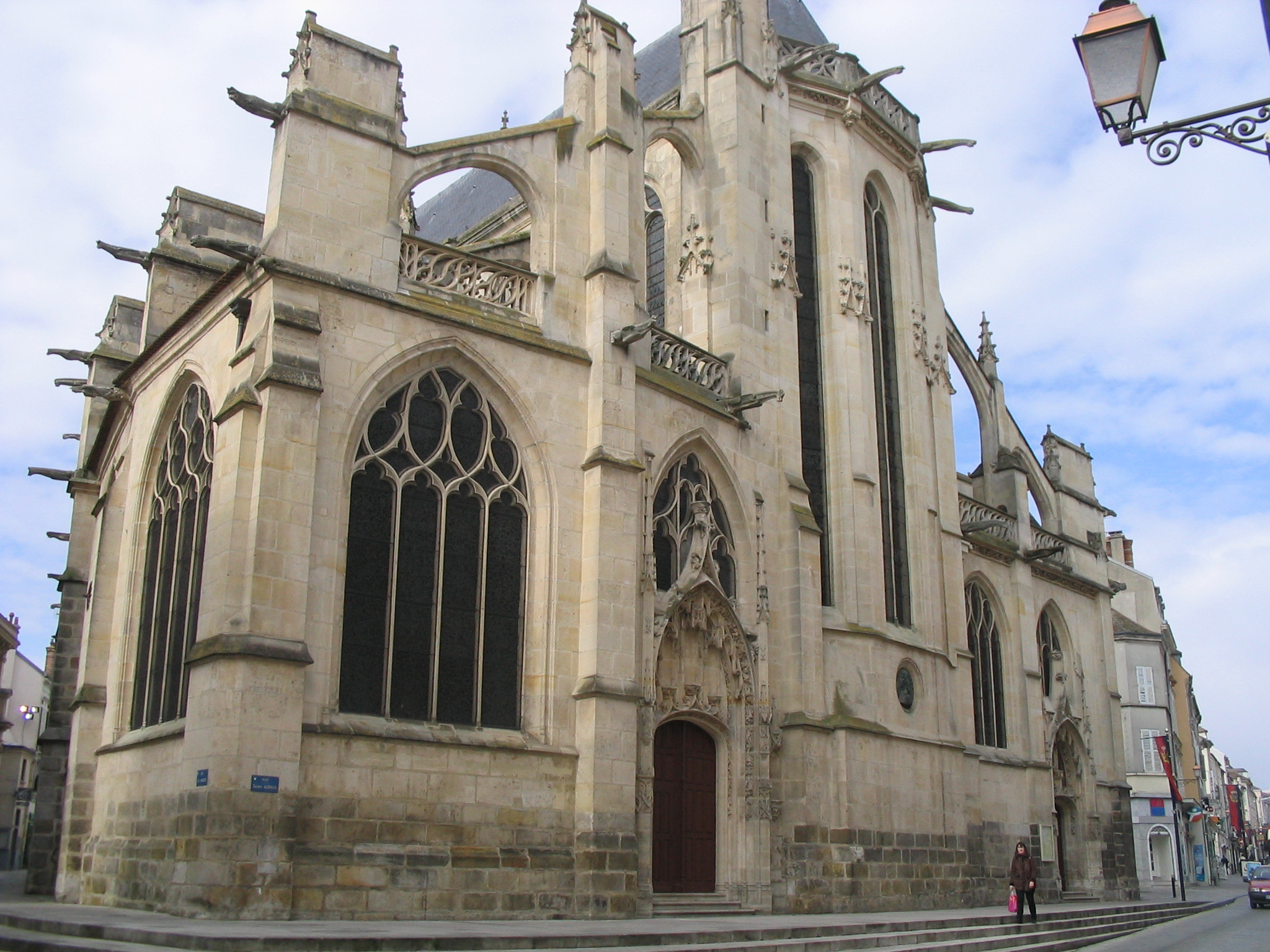
Chevet, rue Saint-Aspais.

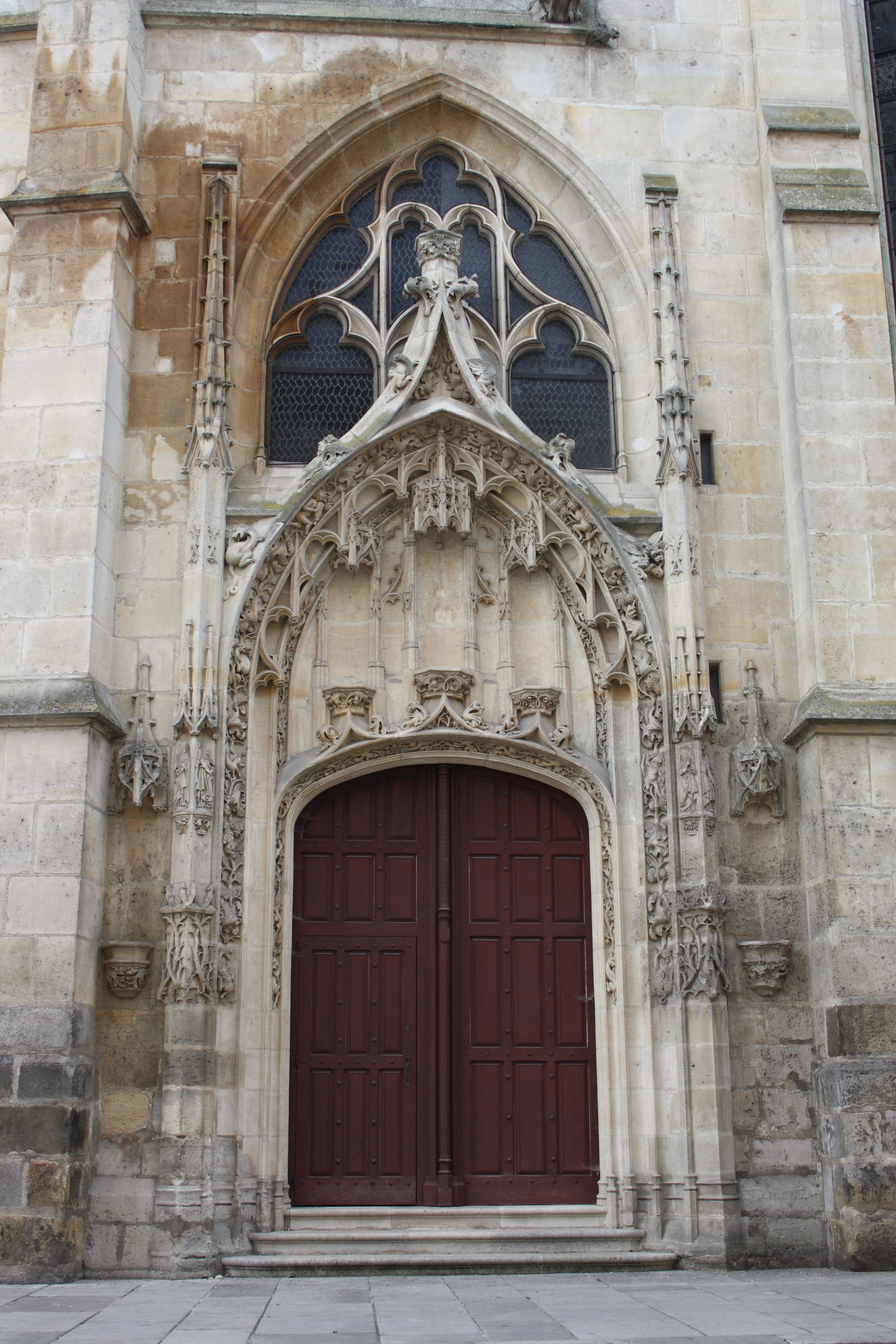
Portail latérale de gauche.

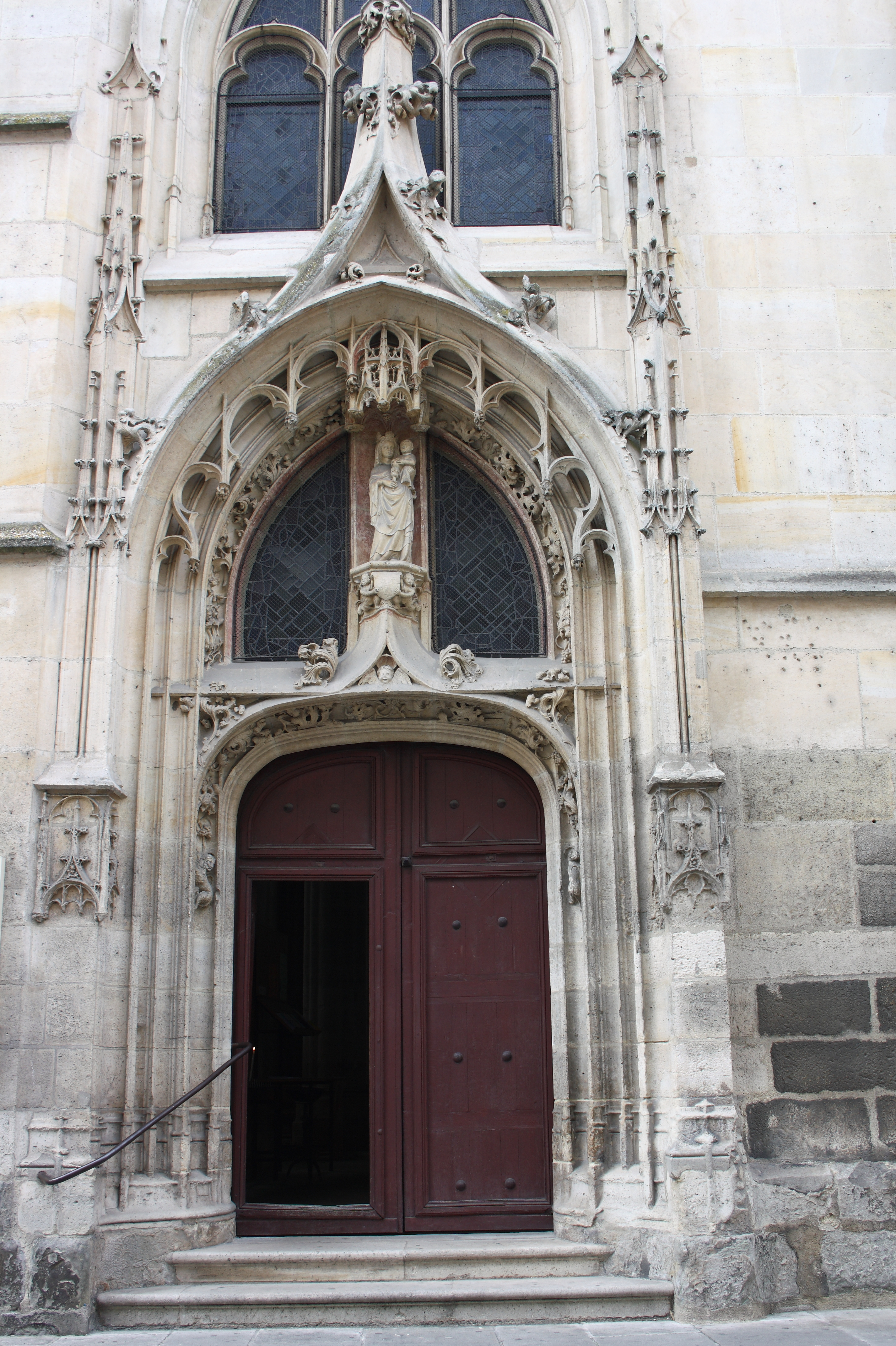
Portail latérale de droite (porte au Coq).

La composition du chevet est assez remarquable et homogène, et il paraît comme construit d'un seul jet. Ses deux portails richement décorés soulignent le rôle de façade assurée par cette élévation, qui donne sur l'ancienne Grande-Rue. La partie centrale correspond à l'abside. Elle est délimitée par deux contreforts à larmiers presque plats, qui s'amortissent par des pinacles plaqués garnis de crochets à deux tiers de la hauteur des étroites fenêtres. Des pinacles analogues et des larmiers apparaissent également sur les trumeaux des fenêtres, mais les contreforts à proprement parler y fond défaut. Les fenêtres prennent appui sur un mur-bahut terminé par un glacis formant larmier. Plus bas, un autre larmier scande le mur, et entre ces deux larmiers, s'opère la transition du plan à pans coupés vers un plan au chevet plat, qui se matérialise au niveau du soubassement. En haut, les murs se terminent par une corniche en encorbellement, dans l'échine est sculptée d'une frise de feuillages. Aux angles du pan central du chevet, deux culs-de-lampe sculptés occupent les emplacements habituels des couronnements des contreforts. Au-dessus des culs-de-lampe, des gargouilles sous la forme de chimères font saillie. Enfin, la corniche supporte une balustrade à jour, dont le motif sont des fleurs à quatre festons. À gauche, l'abside est flanquée d'une tourelle d'escalier de plan octogonal, qui n'est visible qu'au-delà du chevet du collatéral sud. Les contreforts sont intégrés dans les murs de la tourelle et cherchent à dissimuler sa présence, mais proche du sommet, elle est mise en valeur par des clochetons richement décorés.
Les chevets des collatéraux sont comparables, presque identiques, mais les contreforts présentent des différences mal motivées, et le soubassement des fenêtres est plus élevé au nord qu'au sud. D'autres différences existent au niveau des culées intermédiaires des arcs-boutants, ce qui pourrait résulter d'une reprise du côté sud. Les arcs-boutants sont parfaitement intégrés dans l'architecture du chevet. Ils sont à simple volée, mais utilisent la totalité de la largeur des collatéraux, et sont constitués de deux arceaux successifs. Les culées principales, près des murs gouttereaux, sont des massifs de maçonnerie rectangulaires, qui sont scandés par un larmier, et munis d'un chaperon en bâtière. Les flancs latéraux sont agrémentés de pinacles, et des gargouilles font saillie au-dessus de la rue du Miroir et de la rue Sébastien-Rouillard. Contrairement à ce qui est le plus souvent le cas, ces culées ne représentent pas le prolongement des contreforts, car grâce aux murs de refend agissant comme des contreforts intérieurs, ceux-ci sont également plats au nord et au sud. La culée intermédiaire ressemble à la culée principale au sud, et est épaulée par un petit contrefort de section carrée, alors que la culée intermédiaire au nord se résume à un pinacle reposant sur un contrefort. Sous les arceaux, des balustrades à jour servent de garde-corps. Ici, le motif sont des soufflets asymétriques simples et accouplés en alternance.
Deux portails flamboyants donnent accès à l'intérieur. Ils sont entourés de plusieurs voussures pourvues de moulures prismatiques, et flanqués de deux petits contreforts agrémentés de clochetons plaqués richement décorés, qui s'amortissent par des pinacles extrêmement aigus. Un linteau en anse de panier sépare la porte proprement dite du tympan, qui est garni de trois niches à statues vides sur le portail de gauche (collatéral sud) et ajouré à droite (collatéral nord). Ici, une accolade relie le linteau au sommet de la baie par une large niche à statue abritant une Vierge à l'Enfant. Sur les deux portails, la multiple archivolte en tiers-point est surmontée d'une accolade, dont les flancs extérieurs sont garnis de petits animaux fantastiques et de crochets végétaux. Des arcatures trilobées ajourées sont suspendues devant la voussure médiane. Hormis ces points en commun, les deux portails sont décorés de façon différente. Le portail de gauche, dont l'une des deux portes donne sur la petite sacristie, se distingue par ses frises de pampres sur le linteau, dans la voussure inférieure et dans la voussure supérieure ; et par les dais ajourés finement ciselés des niches à statues. En plus du décor du portail, deux autres niches à statues sont ménagées dans le mur à sa gauche et à sa droite. Le portail de droite, appelé autrefois porte du Coq car faisant face à l'hôtel du Coq aujourd'hui disparu, avait été bouché en 1877, et a été rouverte en 1951 pour donner accès à la seule partie de l'église ouverte au culte après les premiers travaux de restauration. Ce portail se distingue par ses frises de feuilles de vigne sur le linteau et dans la voussure inférieure. Quelques détails annoncent la Renaissance, dont l'angelot maladroitement sculpté sur la voussure supérieure du portail de gauche, et la tête de chérubin entre deux ailes au centre de l'accolade de la porte au Coq.

#### Élévations latérales nord et sud

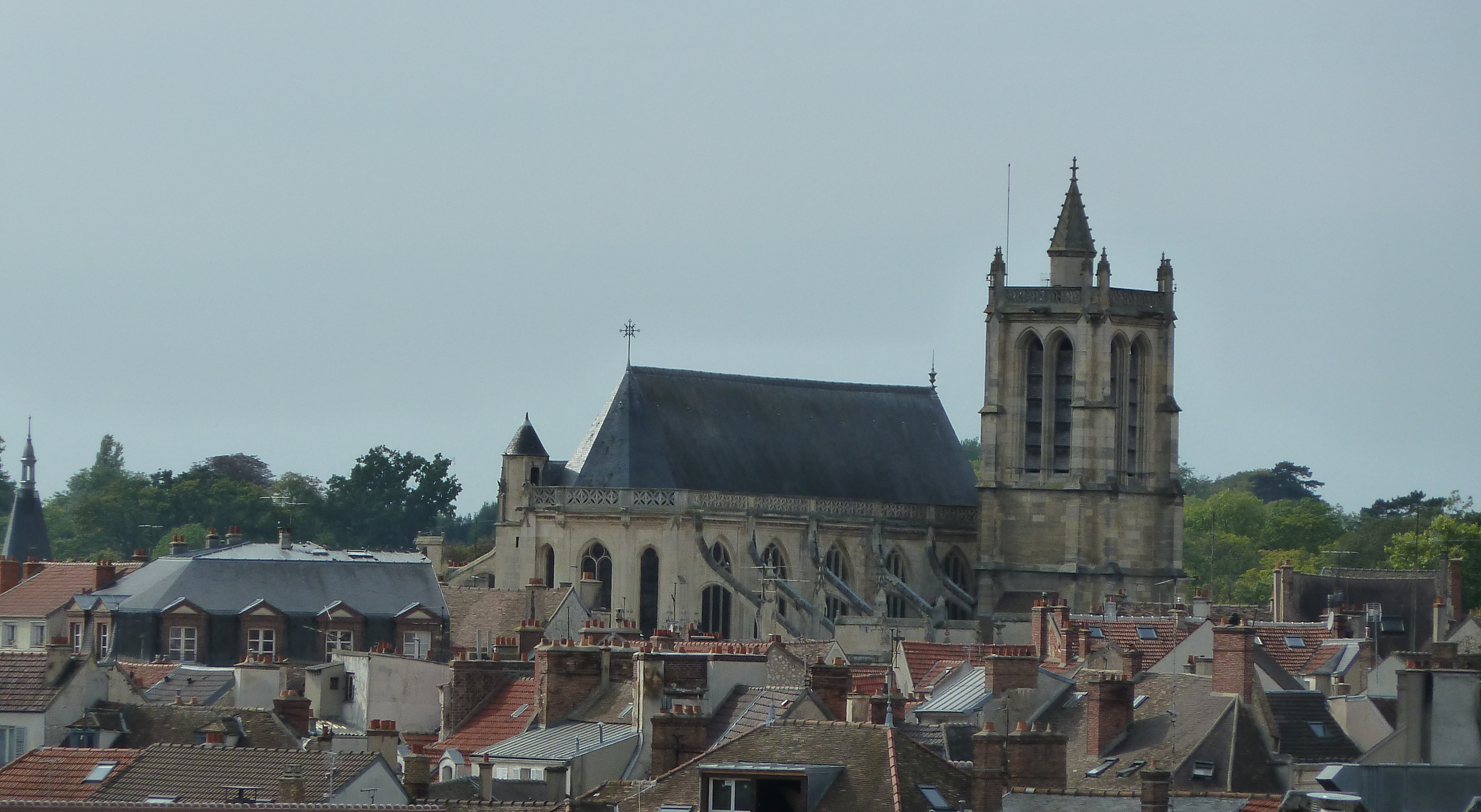
Vue depuis le nord-est.

Par manque de recul, les élévations latérales du vaisseau central ne sont pratiquement pas visibles. Elles sont épaulées par les arcs-boutants déjà décrits, tous refaits après la guerre, qui s'associent à des contreforts plats. Chaque arc-boutant est dominé par une gargouille, et muni d'un chéneau pour l'évacuation des eaux pluviales. Les murs sont terminés par des balustrades à jour analogues au chevet, conformément au marché conclu avec Jehan de Félin. L'aspect des élévations latérales des collatéraux est très différent. La partie basse de l'élévation sud est bâtie « tout de guingois », selon le chanoine Barrault, alors que l'élévation nord est plus ou moins régulière. Le collatéral sud possède une toiture à deux versants, dans l'axe de l'édifice, qui se termine par des croupes à l'est et à l'ouest. La quatrième travée comporte une petite porte inutilisée. Les contreforts sont peu saillants et scandés par des larmiers, comme au chevet. Au-dessus, les culées des arcs-boutants constituent la prolongation des murs de refend. Elles sont reliées par des balustrades à jour. Cette élévation manque, malgré tout, d'harmonie. Au-dessus du bas-côté nord, a été utilisée la technique des combles transversaux, qui couvrent les travées des collatéraux avec leurs chapelles. Globalement les contreforts, balustrades et arcs-boutants sont analogues au sud. La sacristie élevée en 1868 remplace des bâtiments accolés jusque-là à l'édifice. D’une utilité incontestable, elle imite jusqu'à l'excès le style flamboyant avec ses pinacles, crochets, frises et balustrades.

#### Clocher

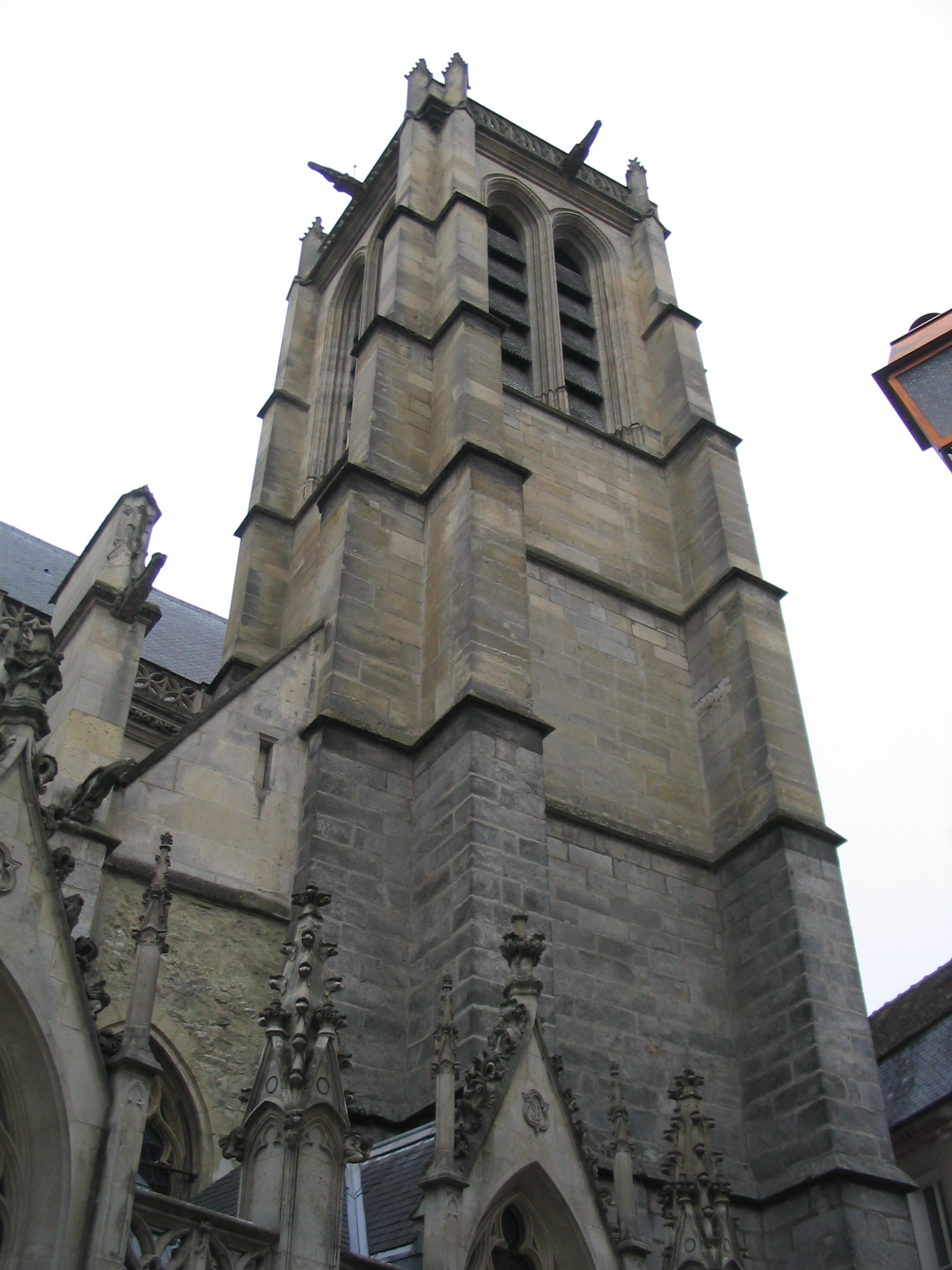
Clocher, côté nord.

Le clocher, terminé vers 1480, est la partie la plus ancienne de l'église. Son intérêt architectural est faible. L'angle sud-ouest est flanquée d'une tourelle d'escalier polygonale sur toute sa hauteur, qui permet également l'accès à la tribune occidentale de la nef. Les autres angles sont épaulés par deux contreforts orthogonaux, qui se retraitent deux fois au début et au milieu de l'étage de beffroi, et qui sont scandés par de nombreux larmiers. L'élévation porte sur quatre niveaux, soit la base du clocher, en même temps première travée du second vaisseau du collatéral nord ; un étage intermédiaire aveugle ; le second étage comportant une salle anciennement voûtée ; et l'étage de beffroi. Le rez-de-chaussée possède des portes en anse de panier aux piédroits très simples. Au-dessus, s'ouvrent les deux baies à deux lancettes aux têtes tréflées déjà signalées, qui sont entourées de plusieurs moulures. Le second étage possède des fenêtres analogues, plus élevées car leur hauteur n'est pas diminuée par les portails. L'étage de beffroi est ajouré, sur chaque face, de deux baies abat-son gémelées en arc brisé, qui sont entourées de plusieurs moulures à l'instar des autres fenêtres du clocher. L'étage se termine actuellement par une corniche en encorbellement comparable à celle du chevet, mais sans frise. Des balustrades à jour entourent la terrasse du sommet, et des pinacles garnis de crochet figurent à trois angles, tandis qu'au sud-ouest, la tourelle d'escalier s'amortit par un clocheton de diamètre moindre, qui est coiffé d'une petite flèche de pierre. La plate-forme se situe à 31 m au-dessus du niveau du sol. La toiture actuelle est plate. La flèche néogothique de 1869 cumulait à 75 m de hauteur. Il n'a pas été rétablie après la guerre, pas plus que les voûtes à l'intérieur. À l'origine, le clocher était probablement muni d'un toit en bâtière ; puis entre 1671 et 1869, il était surmonté d'un dôme d'un goût douteux.

#### Façade occidentale

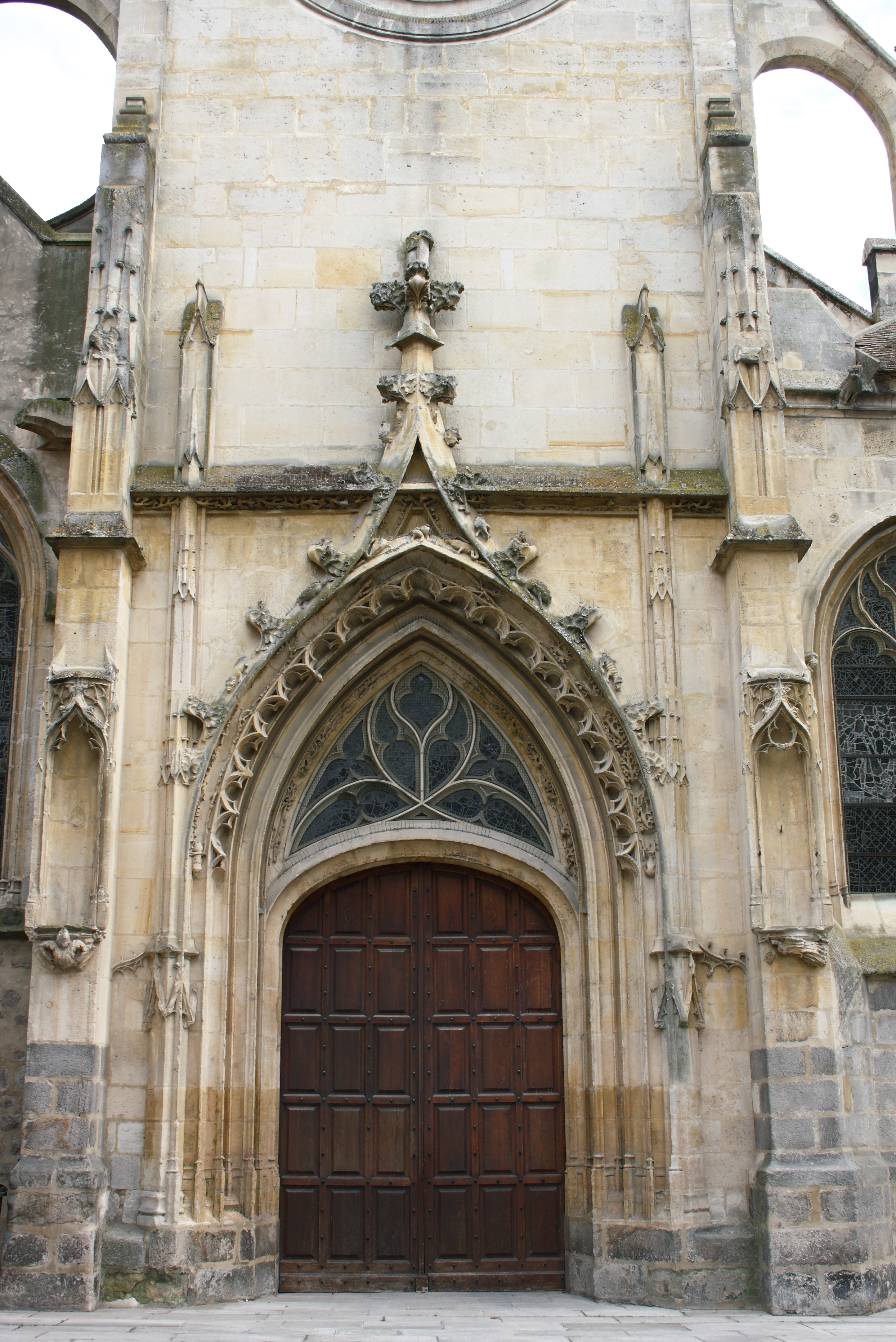
Portail occidental.

La façade occidentale, à droite du clocher, suggère une nef accompagnée de bas-côtés simples, et une église de dimensions médiocres. En effet, le second collatéral nord derrière le clocher ne se devine pas, et le début du collatéral sud ne comporte effectivement qu'une seule travée. L'étroitesse de la nef est pleinement mise en évidence par l'absence de contreforts latéraux, qui auraient pu suggérer une largeur plus importante. Ils n'ont pas été jugés nécessaires du fait de l'existence des arcs-boutants et ont été remplacés par des pilastres, sans doute au dernier tiers du XVIIe siècle, comme le donnent à penser les deux pots-à-feu qui flanquent la balustrade pleine en haut du mur occidental de la nef. Derrière, la toiture de la nef se termine par une croupe, où plutôt un pignon légèrement incliné, qui est couvert d'ardoise. Au début des années 1960, l'on y trouvait encore un pan de bois revêtu de plâtre. La partie haute de la façade est ajourée d'une rosace, dont le remplage peut être qualifié de néo-gothique. Il représente une fleur à huit pétales, aux extrémités apparentées à des soufflets, et dessinées par une ligne continue. En bas, le portail des années 1506-1510 est de bon niveau, mais par ses dimensions assez importantes, il fait apparaître la façade comme étriquée. Toute sa largeur est en effet occupée par le portail, et le décor qui l'accompagne. Ce sont, tout d'abord, deux contreforts de section carrée, dont la partie supérieure a été supprimée. Ils sont munis de niches à statues, avec des consoles dont l'une est encore sculptée d'un buste humain, et des dais flamboyants richement ouvragés ; puis ils sont scandés par un larmier ; et présentent enfin des clochetons plaqués. Presque immédiatement à côté, le portail lui-même est flanqué de minces contreforts orné de clochetons analogues, sur plusieurs niveaux. Les quatre archivoltes du portail en tiers-points sont séparées par des gorges très profondes. Elles sont ornées de la même façon que les voussures des portails du chevet. L'archivolte inférieure supporte un linteau en cintre surbaissé, qui date de 1735. En cette année, le trumeau portant une statue de saint Aspais fut supprimé. Le tympan est ajouré, et présente un réseau flamboyant complexe, sur la base de soufflets dissymétriques et de fleurs à quatre festons. Comme d'accoutumée à la période flamboyante, l'archivolte supérieure est surmontée d'une accolade, qui en l'occurrence est particulièrement développée, et peuplée de petits animaux fantastiques, qui alternent avec des feuilles frisées. Le couronnement est formé par un fleuron. L'accolade, ainsi que les deux contreforts du portail, sont interceptés par un larmier horizontal, qui présente une frise de feuillages dans l'échine.

## Mobilier

### Reliques

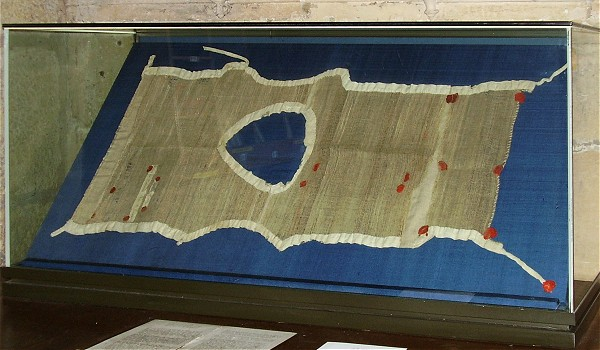
Cilice de saint Louis.

L'église abrite le cilice de saint Louis. Il s'agit d'un des trois vêtements royaux du XIIIe siècle conservés en France. C'est un gilet scapulaire réalisé dans une étoffe grossière de crin et de chanvre, qui a été datée des alentours de 1260. Une petite étiquette en parchemin porte l'inscription suivante : « C'est la haire saint Louis roy de France ». L'écriture évoque le XVe siècle, et les trois derniers mots ne sont pas de la même main que les premiers. En 1292, Philippe le Bel offre le gilet à l'abbaye du Lys, sur la commune voisine de Dammarie-les-Lys. Avec la canonisation de Louis IX cinq ans plus tard, le vêtement devient une relique. Sous la Révolution en 1792, un officier municipal, M. Foix, sauve la précieuse relique. Devenu juge au tribunal de Melun, il rend la relique solennellement à l'église en date du 23 septembre 1820. Son témoignage et celui de plusieurs anciennes religieuses permettent d'établir qu'il s'agit bien de la même chemise que celle qui fut conservée jadis dans une cassette dite de Saint-Louis dans l'abbaye du Lys. La relique est partagée en deux pièces en 1832, l'autre moitié étant destinée à la cathédrale de Meaux. Des morceaux en sont prélevées en 1891 et 1949 à l'intention d'autres paroisses, selon l'usage dans l'Église catholique, mais sans respect pour l'intégrité du vénérable souvenir. Le classement au titre objet par arrêté du 16 avril 1954, à la demande de J. Hubert, assure sa préservation. La présentation se fait dans un cadre,.
Une châsse en bois taillé abrite les reliques de saint Aspais et de saint Liesne depuis le 6 septembre 1806. Elle est de style néo-classique, et partiellement dorée. Les reliquaires d'origine avaient été envoyés à la fonte en 1794, et les reliques avaient été enterrées dans le cimetière paroissial par le sonneur Germain-Aspais Pasquier, puis exhumées après le Concordat et le rétablissement de la liberté du culte en 1803.

### Mobilier liturgique

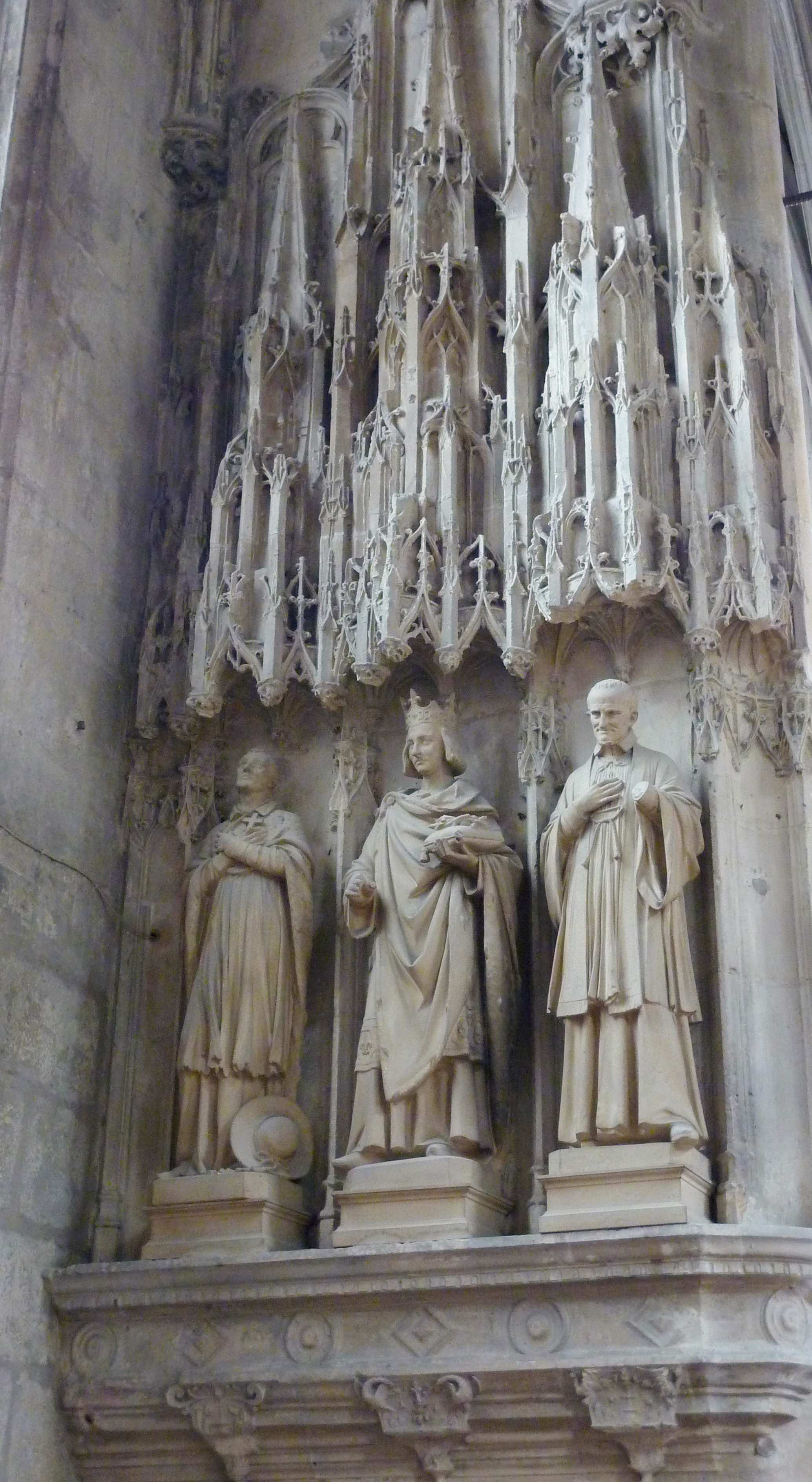
Retable flamboyant de la 4e travée du nord.

Quatre éléments du mobilier liturgique est classé monument historique au titre objet, dont notamment un retable de la seconde moitié du XVIe siècle. Trois autres retables de pierre sont classés au titre immeuble. Les stalles sont inscrites au titre objet.
- Les fonts baptismaux en marbre rouge, dans la première travée du collatéral sud, sont l'œuvre du melunais Jean Bierjon, dite La Marche, et datent de 1753, sauf le couvercle moderne en cuivre, qui est de 1960. La grille en fer forgé de l’école de Jean Lamour a été déposée[27],[28].
- Quatre retables de pierre sont adossés aux murs de refend, et font partie intégrante de l'édifice. À la troisième et quatrième travée du nord, les deux retables sont de style purement flamboyant, sauf la console commune aux trois niches à statues, qui est de style Renaissance, et s'appuie sur des culs-de-lampe évoquant des chapiteaux mi-corinthiens, mi-ioniques. Ces retables sont particulièrement remarquables, et ont été exécutés vers 1520 par un même atelier parisien, selon le procès-verbal dressé par Jehan de Félin. Ils occupent toute la largeur des murs, et leurs dais effilés montent presque jusqu'à la voûte. Ils sont étages sur trois à quatre niveaux, ajourés et finement ciselés, garnis de pinacles et festons, et entourées d'arcatures plaquées, dont celle du milieu s'amortit par une accolade. Les statues actuelles sont modernes, et s'accordent mal avec le décor architecturé du XVIe siècle. À la cinquième travée du nord, un troisième retable reflète le style de la Renaissance italienne. En raison du local d'accueil vitré qui occupe la chapelle, il n'est pas très bien visible. Son organisation est fondamentalement différente, et le dais commun aux trois emplacements des statues se compose d'arcatures en plein cintre, qui retombent sur des culs-de-lampe au milieu, et sur des balustres à gauche et à droite. Au-dessus, se situe un édicule assez volumineux, où d'étroites niches en plein cintre accouplées s'insèrent entre deux pilastres corinthiens, qui supportent un entablement complet. Le quatrième retable, placé dans la première chapelle du bas-côté sud, est du style antiquisant de la seconde moitié du XVIe siècle. Il se compose de deux péristyles superposés, dont le premier est d'ordre ionique, et le second, nettement plus petit, d'ordre corinthien. Ce retable est classé au titre objet depuis 1984, en raison de la statue de saint Aspais provenant du portail occidental, qui a été placé sous le péristyle inférieur. Il paraît que les autres chapelles possédaient également des retables de pierre[29],[30],[31],[32],[33].
- Le chemin de croix moderne, fait d’émaux grand feu sur des plaques de lave polychromes, a été offert par le ministre Marc Jacquet[34],[35] (sans illustration).
- Les quatre dernières stalles subsistantes datent de 1740, et ont été exécutées par Plet, artisan d'origine parisienne installé à Seine-Port[36],[35] (sans illustration).
- Le maître-autel, dessiné par l'architecte Jean Creuzot, a été inauguré le 5 novembre 1963. C'est un monolithe de travertin d’Italie pesant six tonnes, taillé en forme concave. Il est posé sur une plinthe en marbre rouge[28] (sans illustration).
- Le fauteuil de célébrant en bois doré date du premier quart du XIXe siècle, et s'accompagne de deux tabourets assortis pour les enfants de chœur. Cet ensemble a été classé au titre objet en 1984[37].
- La lampe éternelle en cuivre repoussé, doré et argenté, à gauche du maître-autel, a été offerte par une paroissienne en 1840[35] (sans illustration).

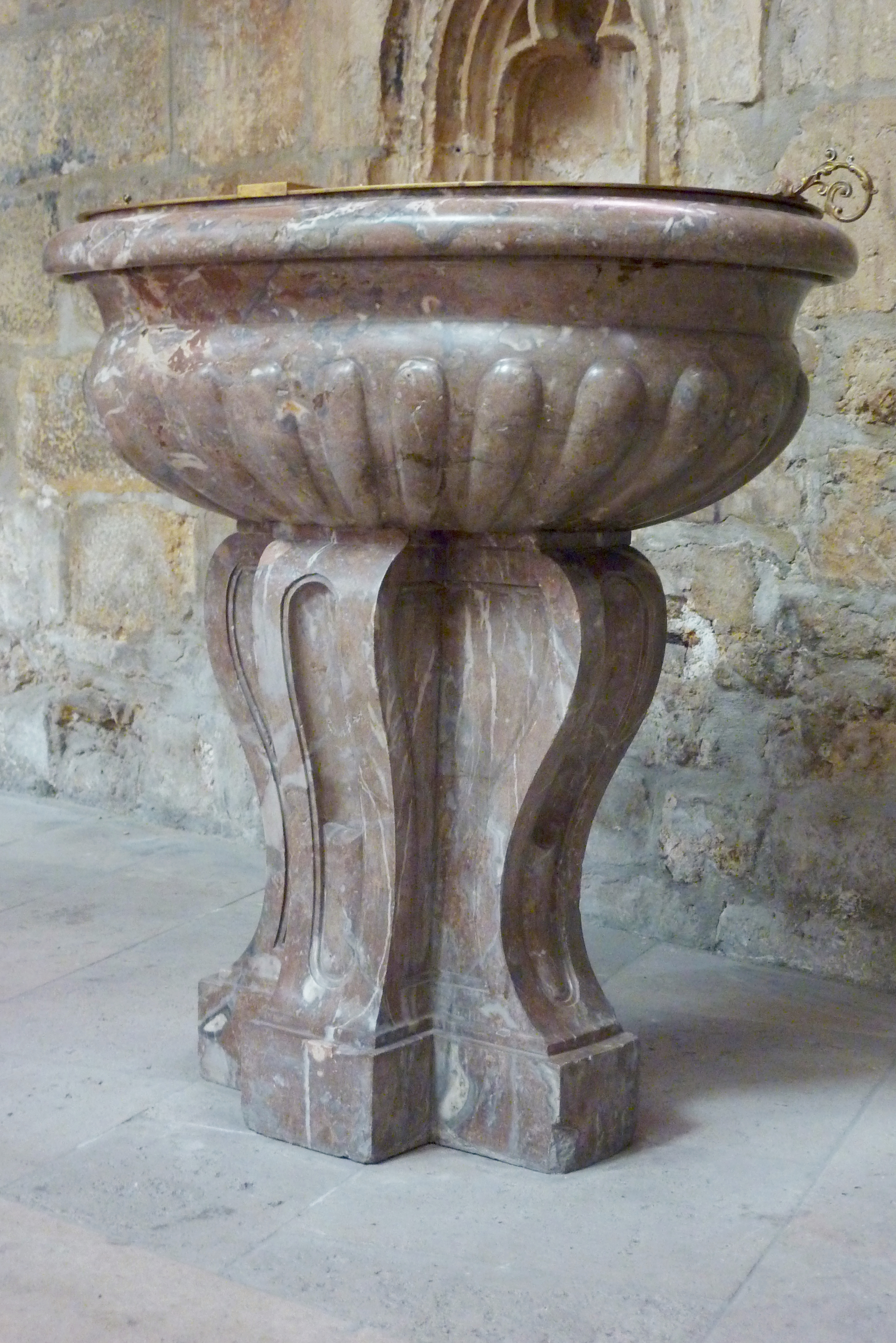
Fonts baptismaux.
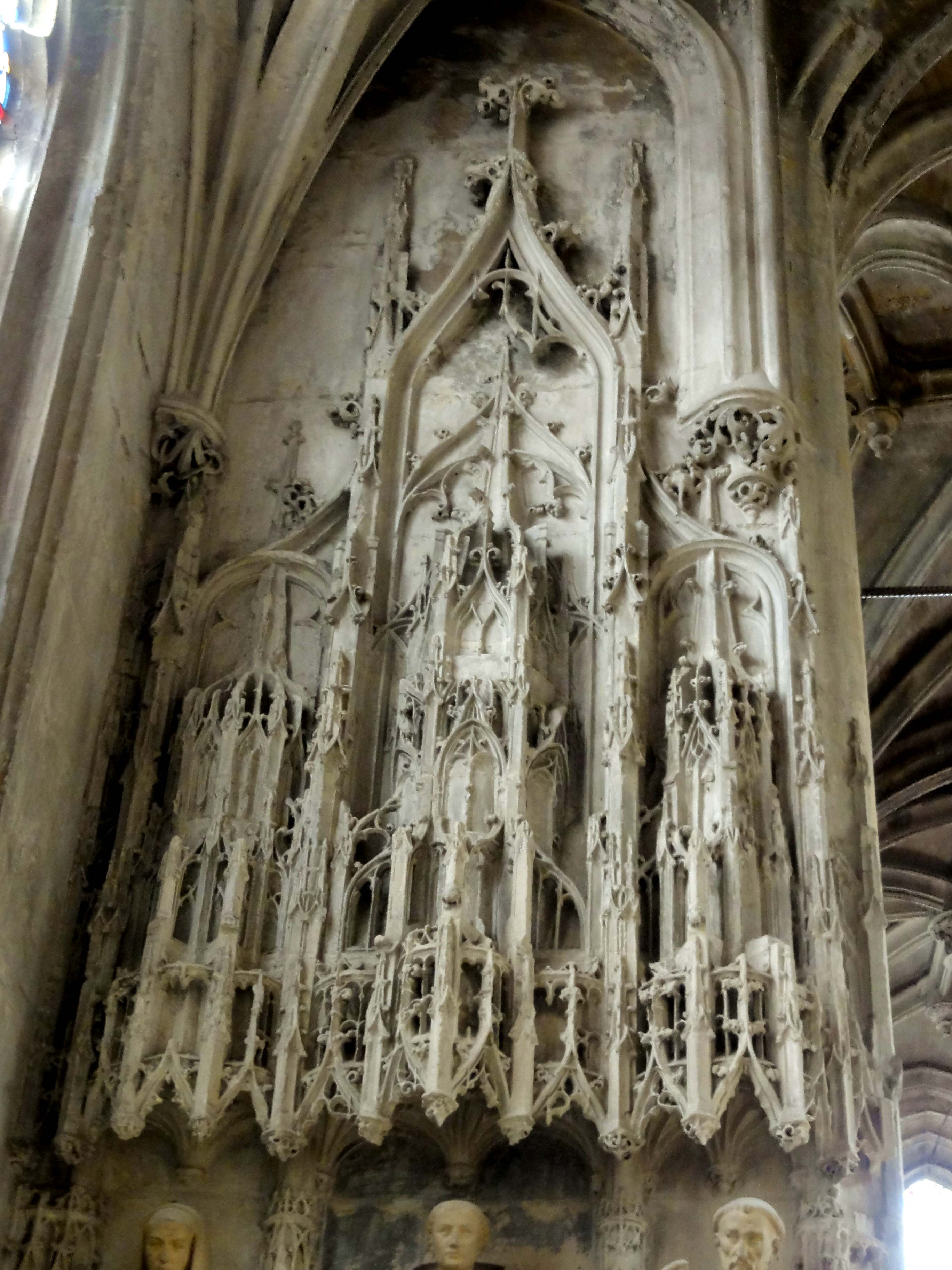
Dais flamboyant de la 4e travée du nord.
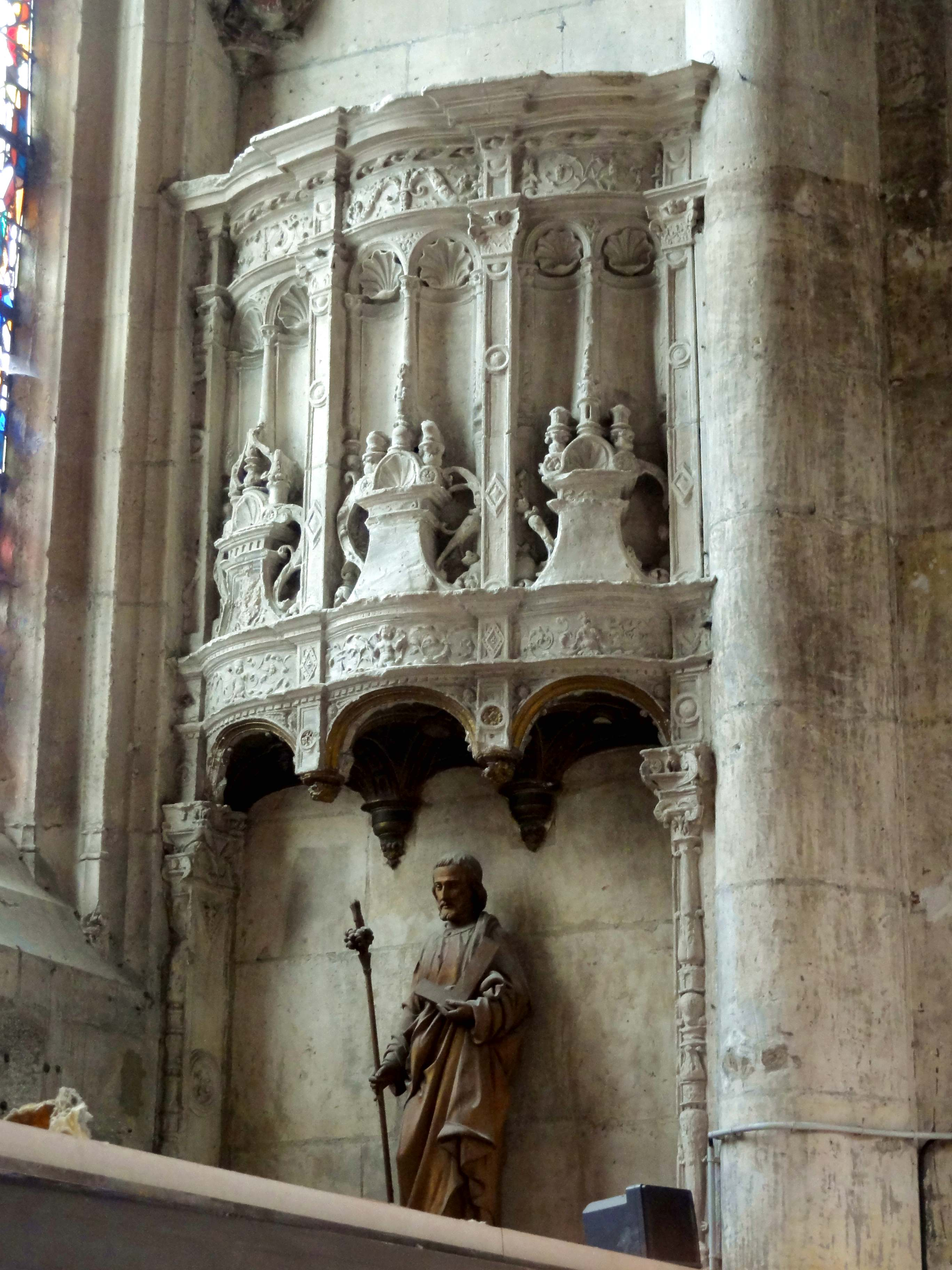
Retable Renaissance de la 5e travée du nord.
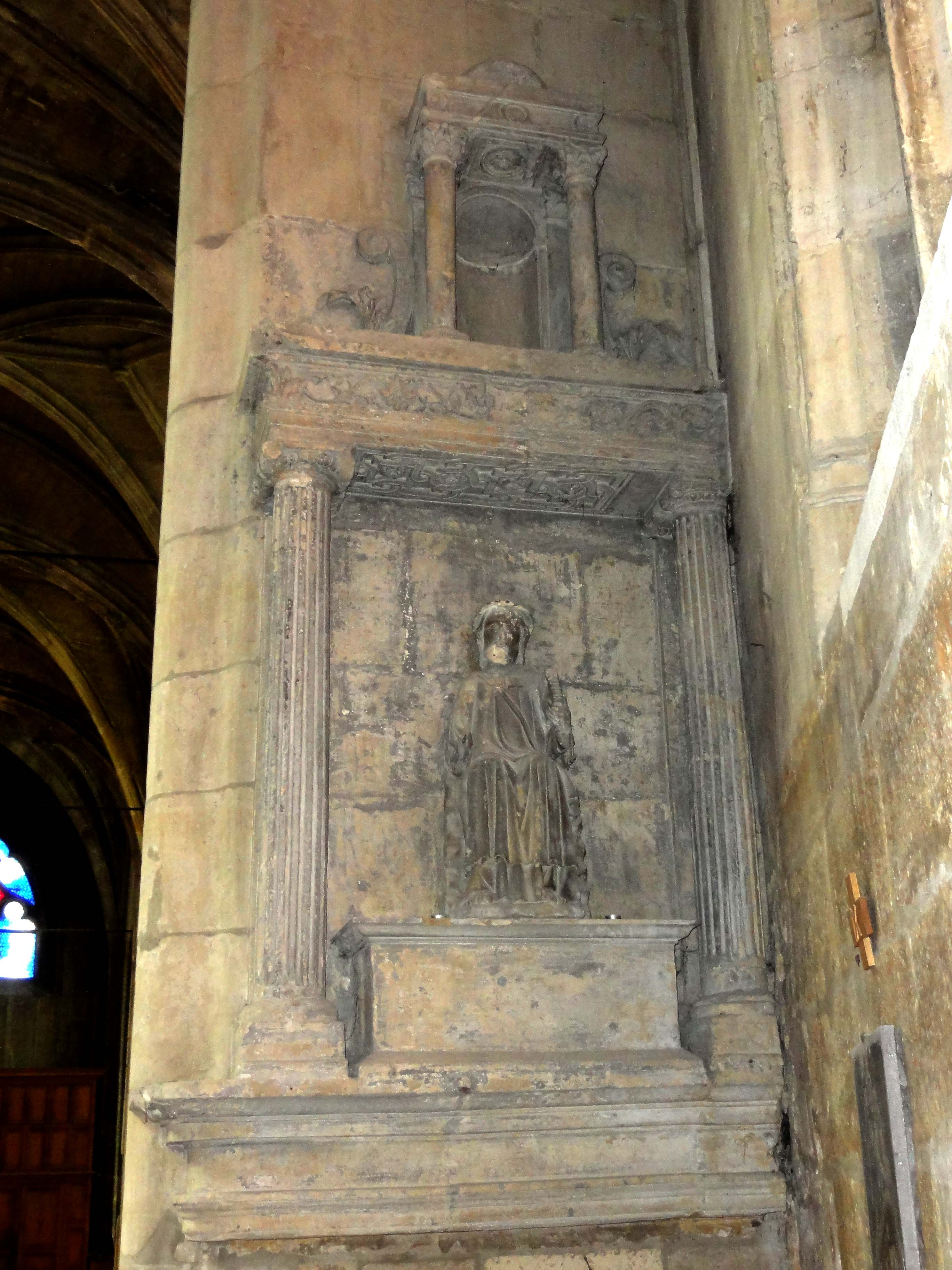
Retable Renaissance de la 1re travée du sud.
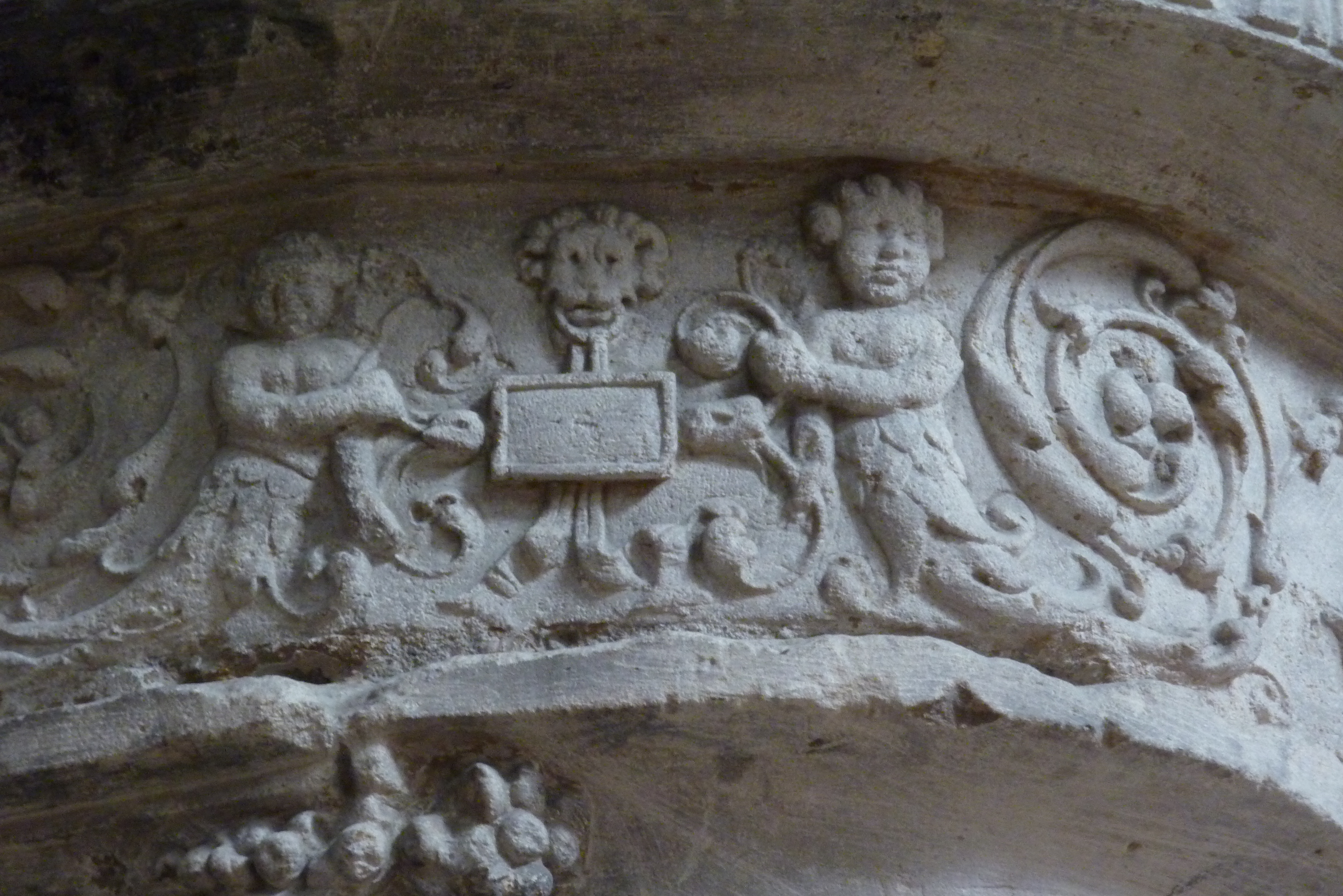
Frise Renaissance sur la console d'un retable.

### Sculpture

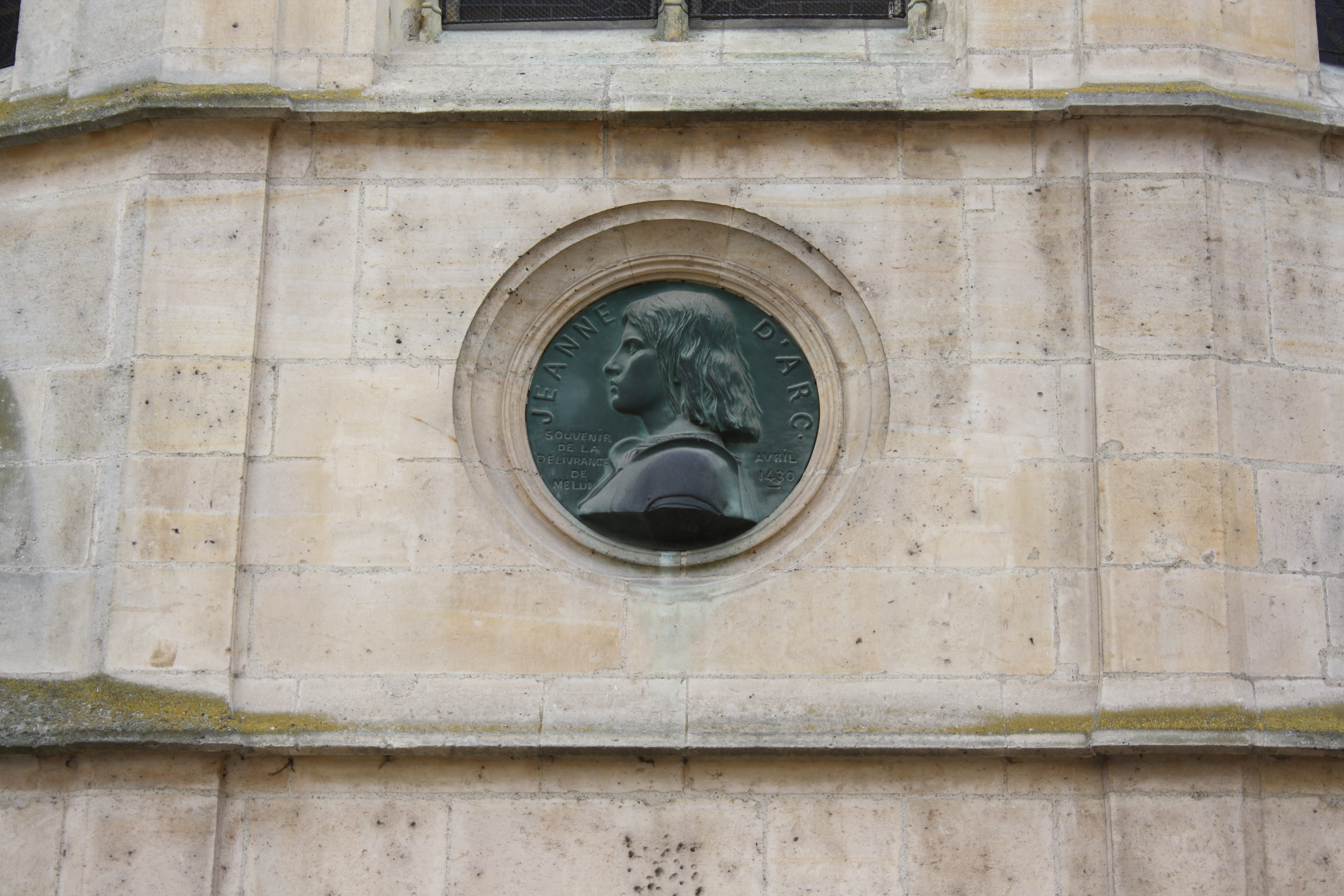
Médaillon de Jeanne d'Arc.

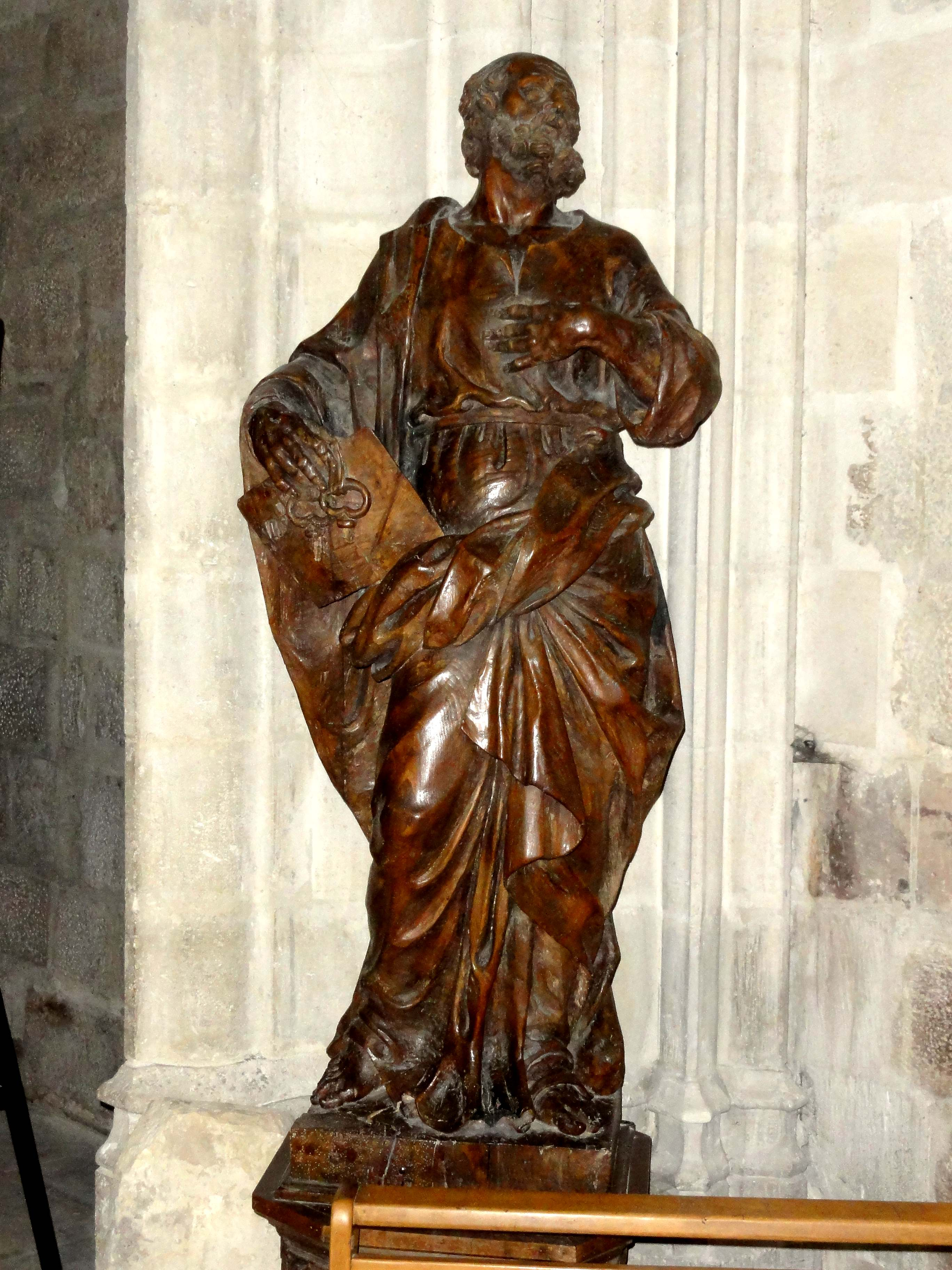
Saint Pierre.

- Le bas-relief en bronze de Jeanne d’Arc, à l'extérieur au chevet, est une œuvre du sculpteur Henri Chapu inaugurée en 1868. Le médaillon rappelle le souvenir de la délivrance de Melun, et le séjour de la sainte dans la ville durant la semaine pascale de cette année, entre le 16 et le 23 avril. Une version en marbre existe de cette même œuvre. Un exemplaire se trouve au musée du Louvre, l'autre au musée Condé au château de Chantilly[38],[39].
- Le Christ en croix du chœur date du XVIIe siècle, et était jadis placé dans la nef en face de la chaire, qui n'a pas été remontée après la guerre[40],[28].
- La statue en bois de saint Pierre date du XVIIe siècle, et mesure 180 cm de hauteur. Elle a été achetée par l'archiprêtre Pierre-Marie Defaut. Selon le chanoine Barrault, la statue est « particulièrement admirable par la noblesse expressive du visage, le geste de la main qui part du cœur et semble dire « Seigneur, vous savez bien que je vous aime », la souplesse des drapées de la tunique, l'envolée du manteau ». À côté se trouve un grand Christ de mission du XIXe siècle, qui a perdu sa croix et provient du chœur. C'est vers ce Christ que se tourne le regard de saint Pierre[41],[42].
- La statue en pierre polychrome de saint Aspais date du XVIe siècle, et mesure environ 70 cm de hauteur[31]. Aujourd'hui placée au milieu du retable Renaissance de la première travée du sud, elle provient du trumeau du portail occidental, qui a été supprimé en 1720.
- La statue en bois de sainte Thérèse de Lisieux, dans le bas-côté sud, est une œuvre en bois du sculpteur Chavigny. Tout en soulignant les qualités de ce sculpteur, le chanoine Barrault observe que la statue a meilleure allure de profil que de face[43],[39].
- Six médaillons en marbre blanc à l'effigie de saint Paul, saint Philippe, saint Simon et de trois autres personnages mesurent 55 cm de hauteur, et ont été exécutés en demi-bosse à la fin du XVIIe siècle par au moins deux artistes différents. Le médaillon de saint Paul est signé C. Alexandre, 1698 ; un autre est signé François Jacquot de Tillest, 1676. Si ce dernier artiste est inconnu, l'on sait qu'un sculpteur du nom de C. Alexandre a travaillé dans la chapelle du château de Versailles. Les trois apôtres sont identifiables grâce à leurs attributs, à savoir une glaive, une croix et une scie. Les trois autres personnages sont des pères de l'Église d'après le chanoine Barrault, dont saint Jérôme et saint Augustin. L'absence d'attributs ne permet pas une identification, mais l'un des hommes porte une étole richement brodée, et devrait être un prêtre. Néanmoins, l'on a émis l'hypothèse qu'il s'agit de saint Luc, saint Jacques et saint André. Placés dans le chœur depuis la restauration dans l'église dans l'après-guerre, les médaillons proviennent de la maison-mère des Frères de la Doctrine Chrétienne, qui s'étaient installés en 1777 dans une partie de l'ancien couvent des Ursulines[44],[45].
- La dalle funéraire de Radulphus (Raoul) date du milieu du XIVe siècle, et mesure 220 cm de hauteur pour 115 cm de largeur. Elle provient de l'hôtel-Dieu Saint-Jacques, où un frère de ce nom est mentionné comme administrateur en 1335. Depuis une époque indéterminée, elle a été utilisée comme table autel dans l'église Saint-Aspais. Elle a été identifiée comme dalle funéraire en 1866, et redressée contre un mur du collatéral sud en 1872. L'inscription en caractères gothiques est portée sur la bordure : « "Reg (...) / Sub pede Ranulphus jacet appulsus nece stratus/ Hujus dapsilitas discretio maxima regis/Hospicii probitas remanent quasi regula legis (...) / Pro tanto digno domino det quisque precamet. Coelesti regno sibi lucida vita sit. Amen ». Des armoiries occupent les angles. Le décor se limite à une grande croix, dont le centre arbore un médaillon représentant l'Agnus Dei, alors que les quatre symboles du Tétramorphe figurent aux extrémités[46],[28].
- La stèle funéraire ou colonne de cimetière de Marguerite Lamour, morte en 1548, mesure 147 cm de hauteur, et s'apparente à un stylobate surmonté d'un tambour de colonne, dont la brisure simulée symbolise la fin de la vie terrestre. L'inscription en vers français est la suivante : « Cy gist icy soubz ceste lame Marguarite de bon reno(m), de Jeha(n) Loyer troisie(me) fe(m) me son espouse d'affection mil cincq cens quarente huit, ainsy que le me reme(m)bre, à Dieu rendit son esprit, le second (jour du) moys d (...). Icelle est co(n)vertye en cendre, c'est le droict et cours de Nature ; il nous co(n)vie(n)t à Dieu nous re(n)dre, car ch(acu)n est sa créature. Prio(n)s Ih(es)us que vray pardo(n) luy face la sus en Paradis, disans par bonne devotion le psaume De profundis. Amen. Ih(es)us ». La stèle provient du cimetière paroissial, et a été redécouverte lors de la percée de la rue Sébastien-Roulliard en 1860[47],[28].

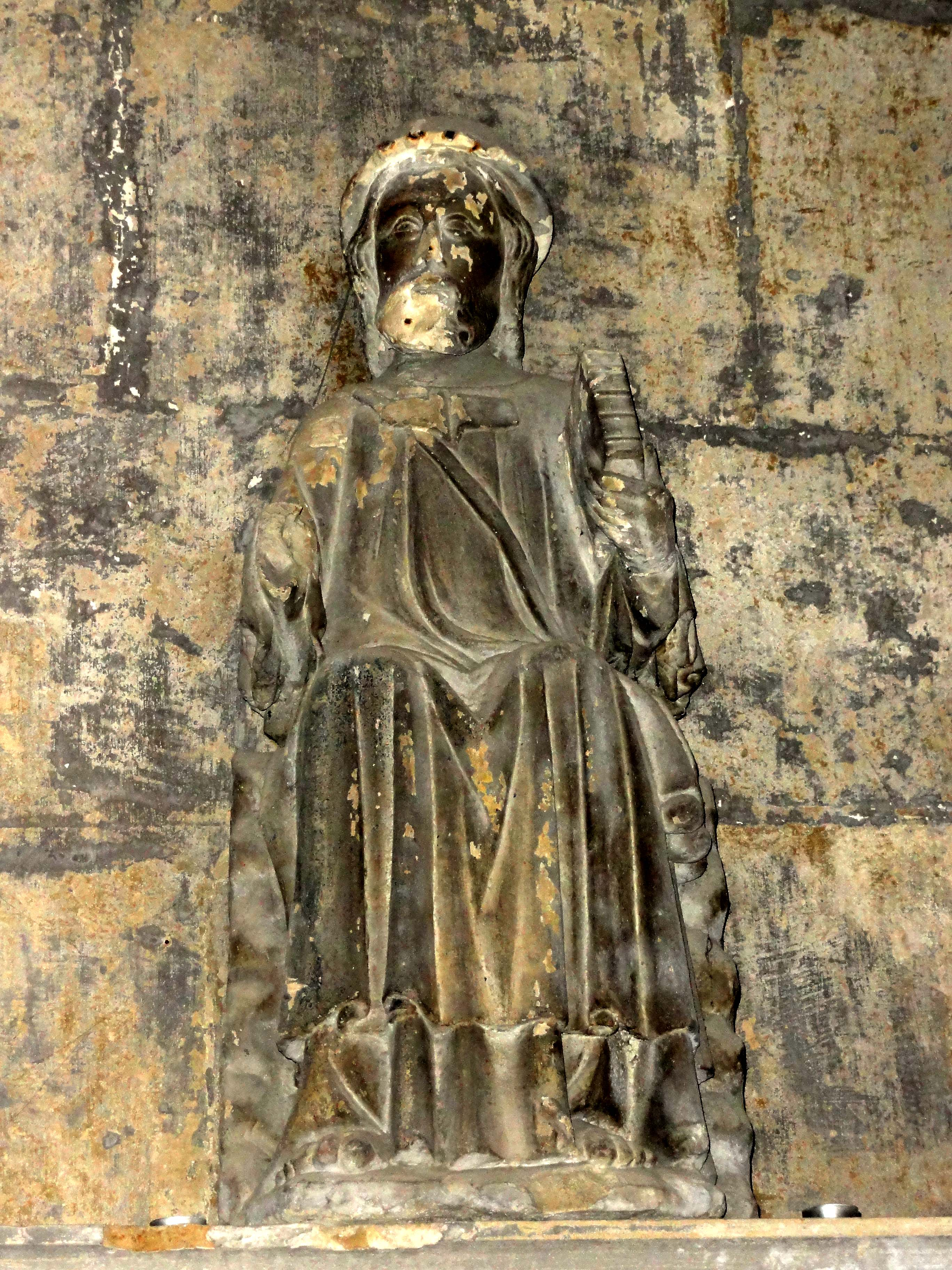
Saint Aspais.
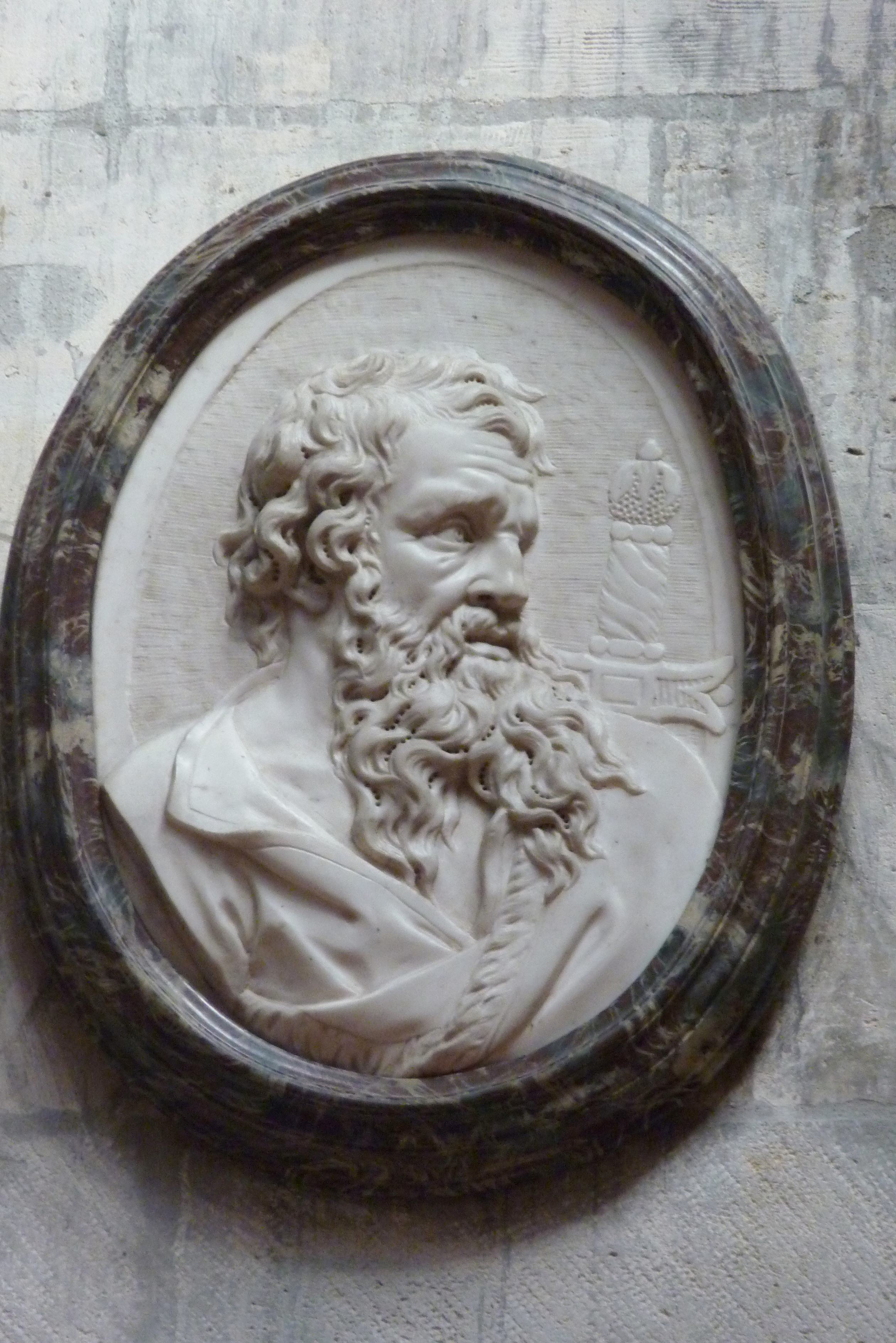
Médaillon de saint Paul.
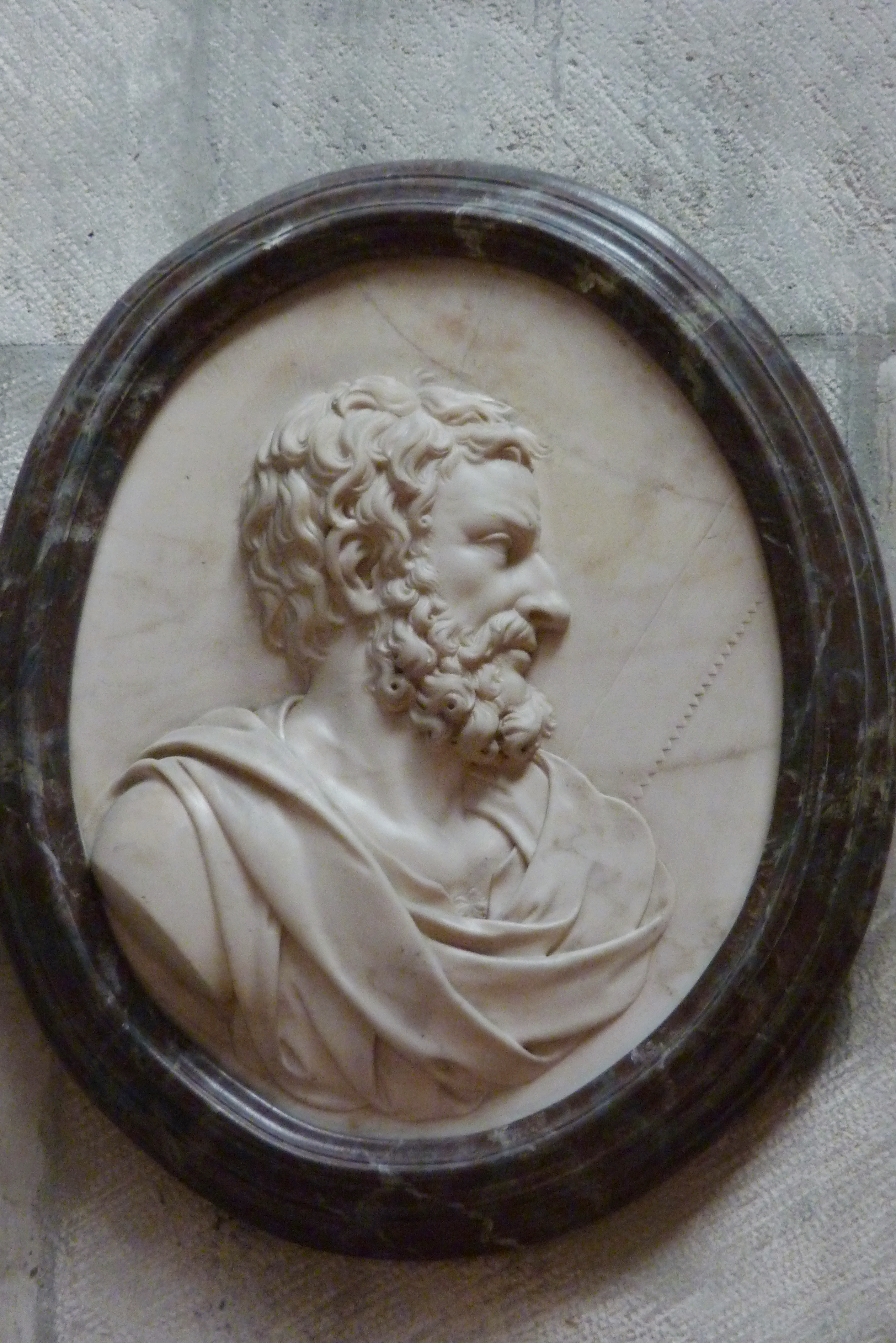
Médaillon de saint Simon.
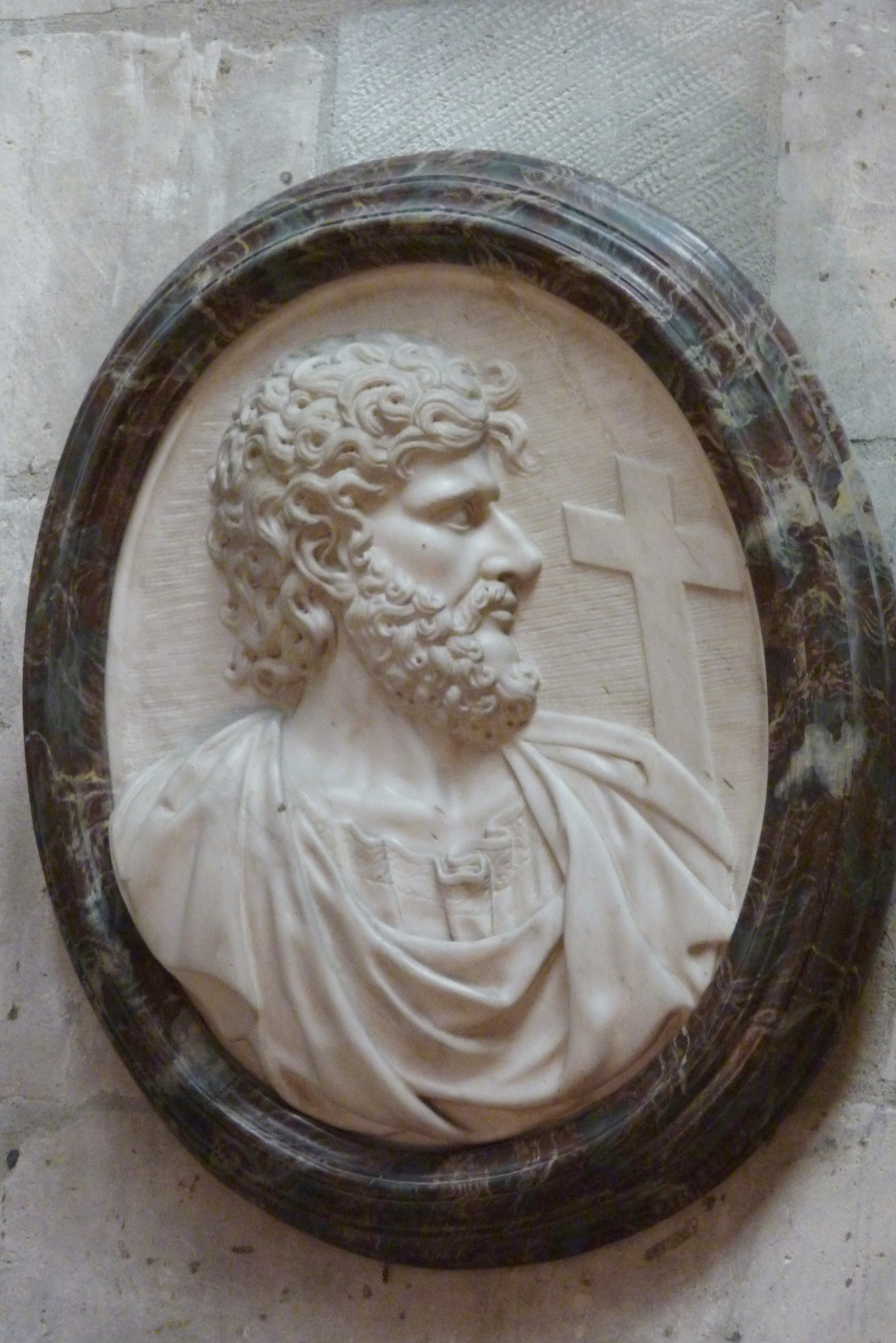
Médaillon de saint Philippe.
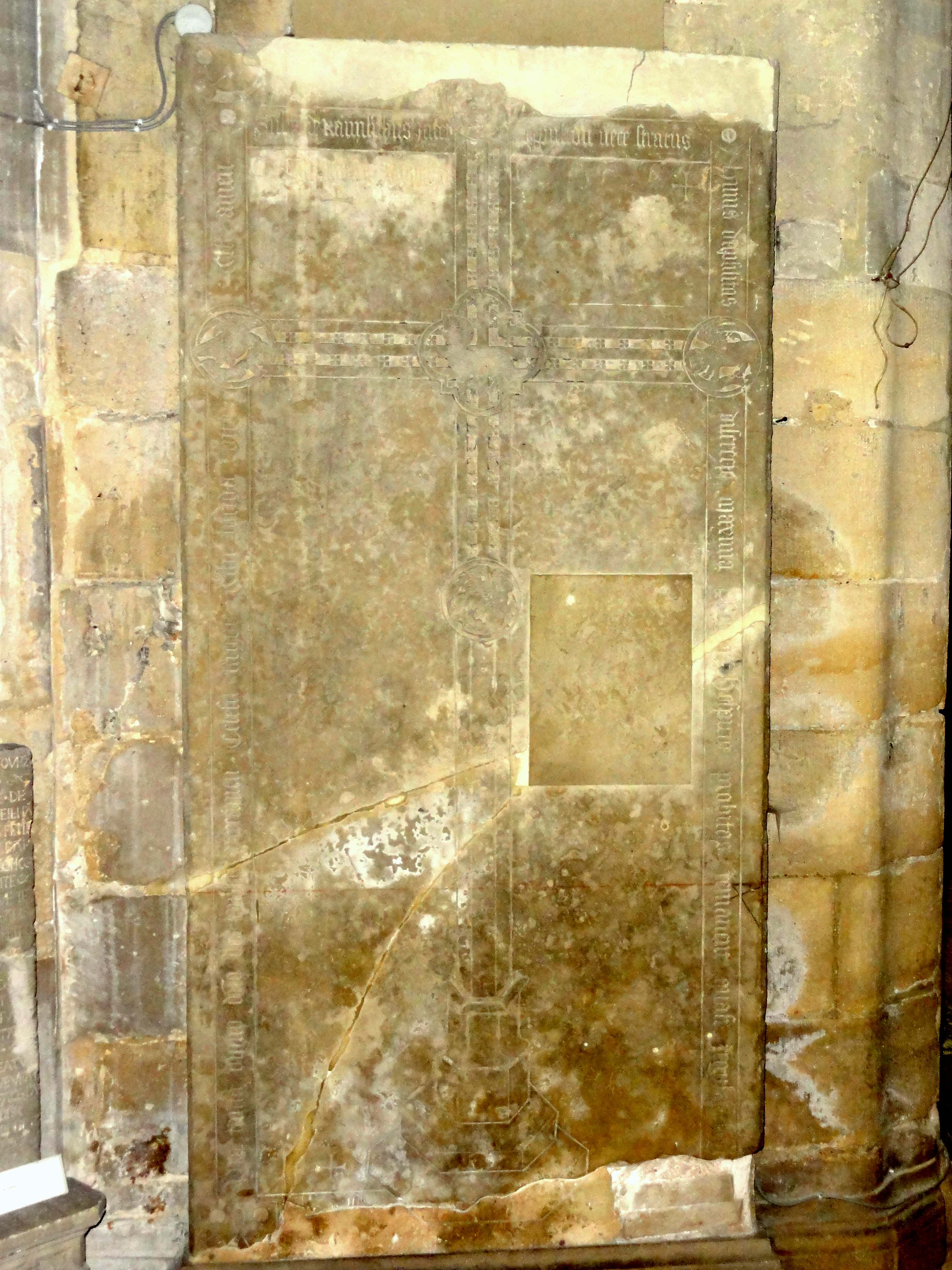
Dalle funéraire.
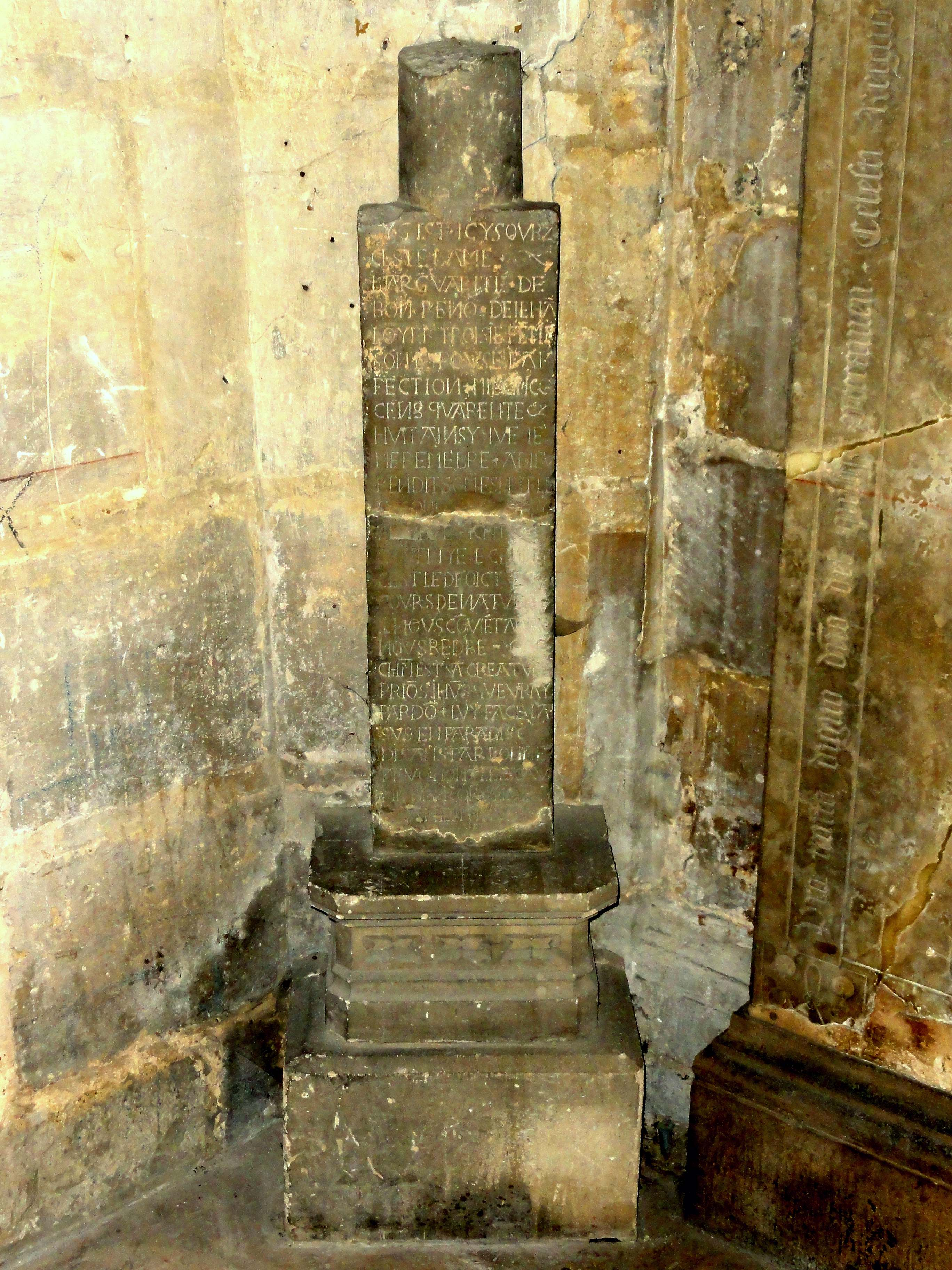
Colonne de cimetière.

### Tableaux
L'église possède plusieurs tableaux peints à l'huile sur toile et deux retables peints, qui ont tous été décrochés. Deux tableaux sont classés au titre objet.
- Le tableau représentant la Cène est attribuée à l'école de Fontainebleau, et date de la fin du XVIe siècle. Il mesure 90 cm de hauteur et 122 cm de largeur. Il est classé depuis 1905, et a été transposée d'un panneau de bois sur une toile de lin. En 2008, il a été restauré par Dominique Dollé. L'emplacement du tableau était sur le mur de la petite sacristie près du chœur[48],[49]. Le cadre date du XVIIe siècle et est classé au titre objet à part[50].
- Le tableau au titre Le miracle des trois enfants dans la fournaise ou les Hébreux dans la fournaise représente Nabuchodonosor suivi de trois cavaliers, et qui pardonne à trois adolescents, et date XVIIe siècle. Il mesure 115 cm de hauteur et 114 cm de largeur, et est classé depuis 1905. Son emplacement était dans la quatrième travée du bas-côté sud[51],[52].
- Le tableau représentant sainte Rose de Lima est probablement une œuvre de Cristobal Guerrero. Il date de 1767, et a été donné à l'église au XXe siècle. Son emplacement était dans la deuxième travée sud[42].
- Le retable connu comme le triptyque espagnol date du XVIIIe siècle, et comporte trois tableaux représentant saint Augustin, le Christ en Croix et saint Nicolas. Le tableau du Christ en croix est à la fois plus haut et plus large que les deux autres. Le retable mesure 113 cm de largeur et 95 cm de hauteur, et a été inscrit au titre objet en 1984. La provenance de l'œuvre est incertaine. Elle a été déposée en l'église Saint-Aspais par la ville de Melun, à titre provisoire, en 1953[53],[54].
- Le triptyque flamand est la copie d'une œuvre flamande du début du XVIe siècle, qui est conservée dans le trésor de la cathédrale de Meaux. Elle a été réalisée vers 1895 par l'abbé Jouy, prêtre du diocèse de Meaux, pour son ami l'archiprêtre Darras. Son emplacement était dans la deuxième travée sud[55],[42].

### Vitraux
L'église Saint-Aspais conserve cinq verrières du XVIe siècle qui sont classées monuments historiques au titre objet. S'y ajoutent six panneaux répartis sur trois verrières, qui ne sont ni classés, ni inscrits. Depuis la restauration dans l'après-guerre, l'emplacement de plusieurs panneaux a été modifié, et la description fournie par le chanoine Barrault en 1964 ne correspond plus en tout point à la réalité.

#### Verrières de l'abside

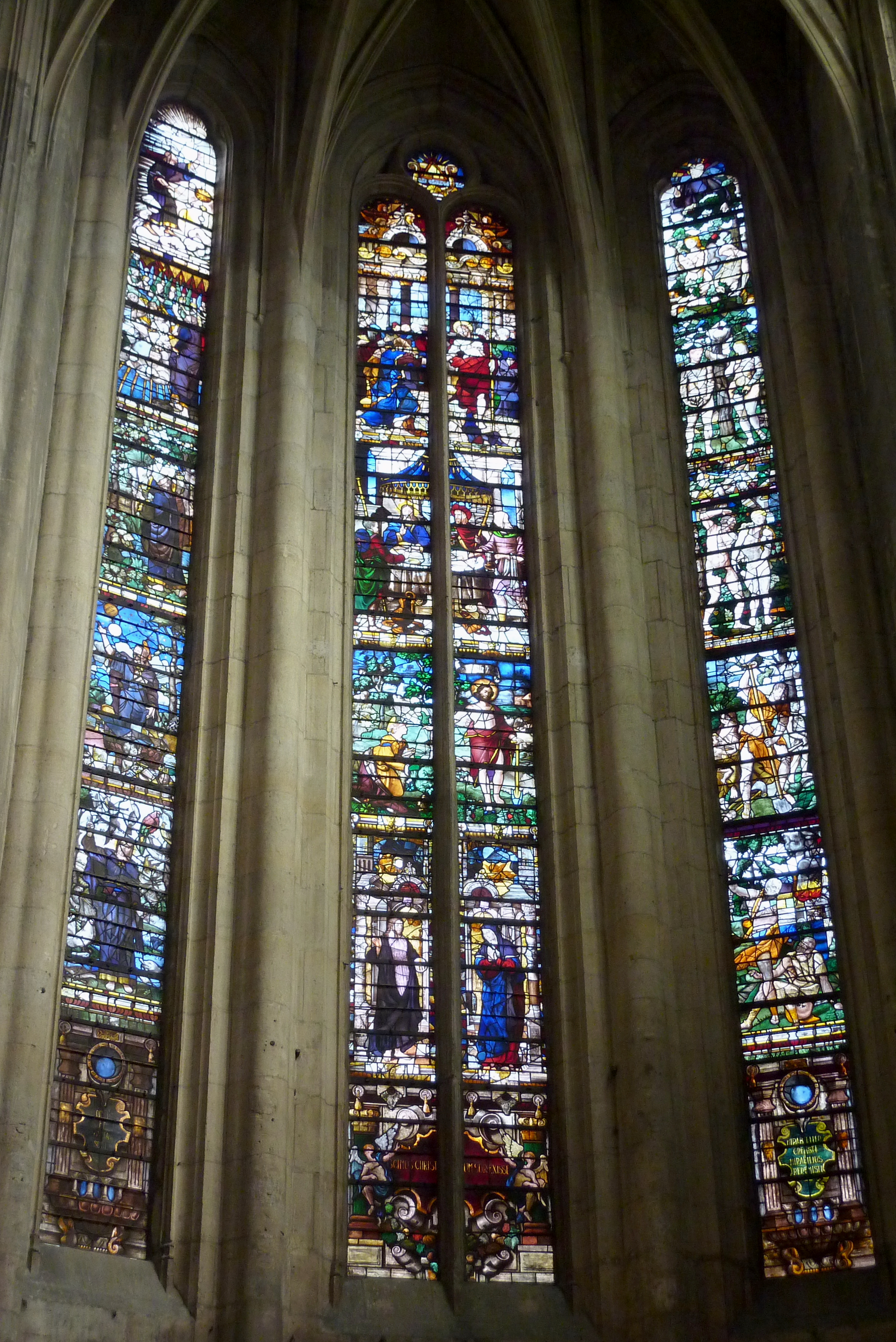
Verrières de l'abside.

L'abside possède un ensemble de trois verrières. Les baies y mesurent 11,00 m de hauteur, la largeur étant de 90 cm pour les baies sans remplage à gauche et à droite (n° 1 et 2), et de 170 cm pour la baie d'axe (n° 0). Il y a en principe cinq registres comportant des scènes figurées par baie, ainsi qu'en bas, un registre ornemental datant de la restauration de l'après-guerre, et remplaçant des panneaux inappropriés de 1807. La verrière n° 1 est dédiée à la Création. Les sujets sont du haut vers le bas : un cartouche avec l'inscription « DIXIT ET FACTA SUNT » (Psaume 33,9) ; la création de l'Univers ou de la lumière ; la création de la lumière ou des esprits célestes ; la création des végétaux ; la création des astres ; et la création des poissons et des oiseaux. La suite se trouve sur la baie n° 2, qui est dédiée à la Chute, et représente du haut vers le bas : la création d'Ève, la Tentation d'Adam et Ève, Adam et Ève chassés du Paradis terrestre, la punition d'Adam et Ève par le travail, le meurtre d'Abel par Caïn. Sur la baie d'axe, les sujets sont disposés du bas vers le haut : un cartouche porté par deux angelots et arborant l'inscription « SCIMUS CHRISTUM SURREXISSE » (nous savons que Jésus-Christ est vraiment ressuscité d'entre les morts, extrait du Victimæ paschali laudes) ; l'apparition de Jésus-Christ ressuscité à sa mère la Vierge Marie ; l'apparition à Marie-Madeleine ; les disciples d'Emmaüs ; l'apparition à saint Thomas ou l'incrédulité de Thomas. Le sujet fédérateur est donc la vie du Christ entre sa Résurrection et son Ascension. Un registre d'origine manque. Il a été remplacé par des fragments montrant le Christ bénissant devant un décor architecturé, après le second registre, et un demi-registre ornemental tout en haut. Les vitraux de l'abside ont été classés par arrêté du 29 décembre 1906. Ce sont les plus remarquables de l'église au point de vue artistique. Ils se situent stylistiquement entre le réalisme d'Île-de-France et la Renaissance, dont les panneaux des disciples d'Emmaüs et de Madeleine sont particulièrement représentatifs. La grisaille est employée sur verre clair ou blanc pour dessiner de nombreux détails et accentuer le relief les ombres,.

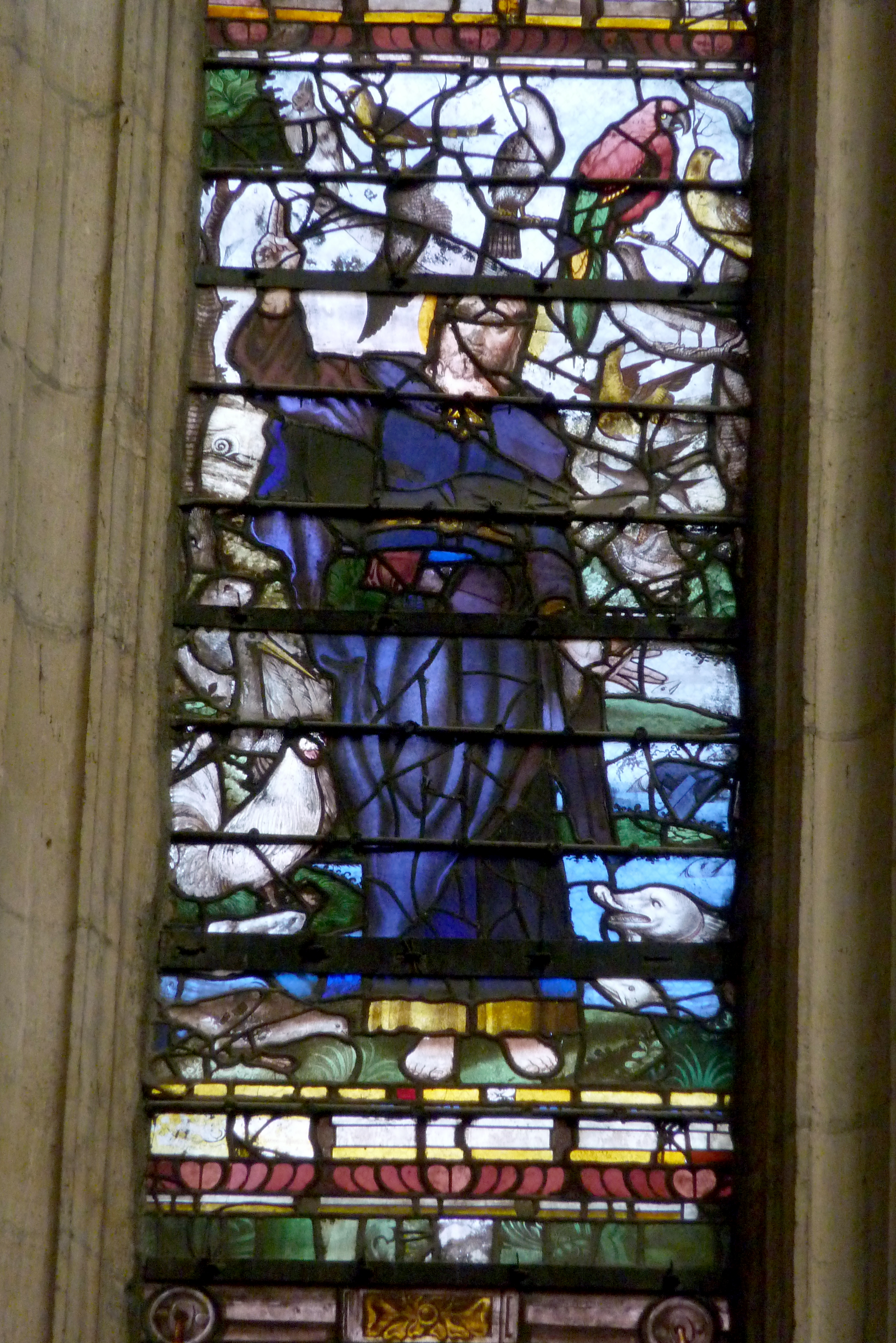
Création des oiseaux et des poissons.
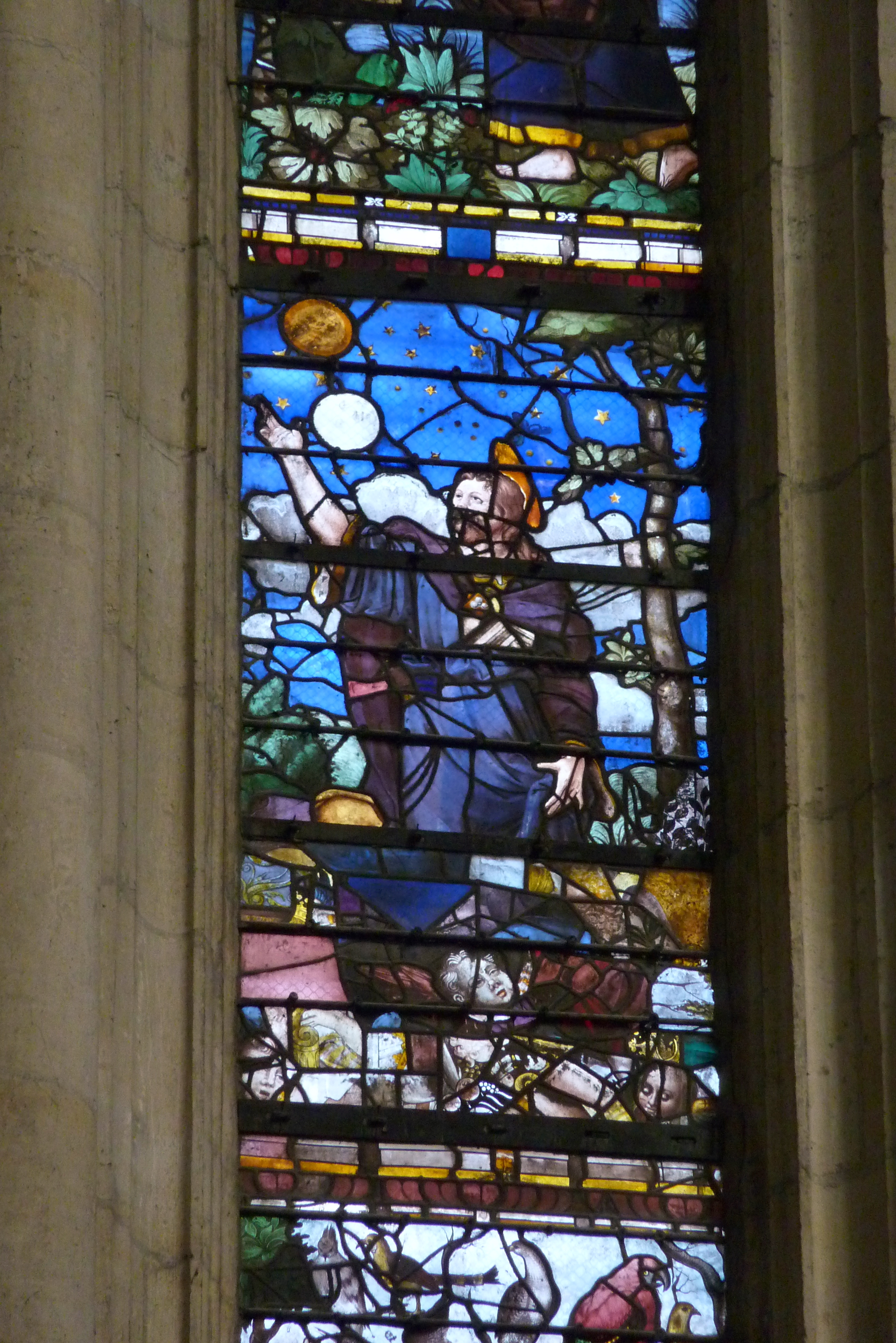
Création des astres.
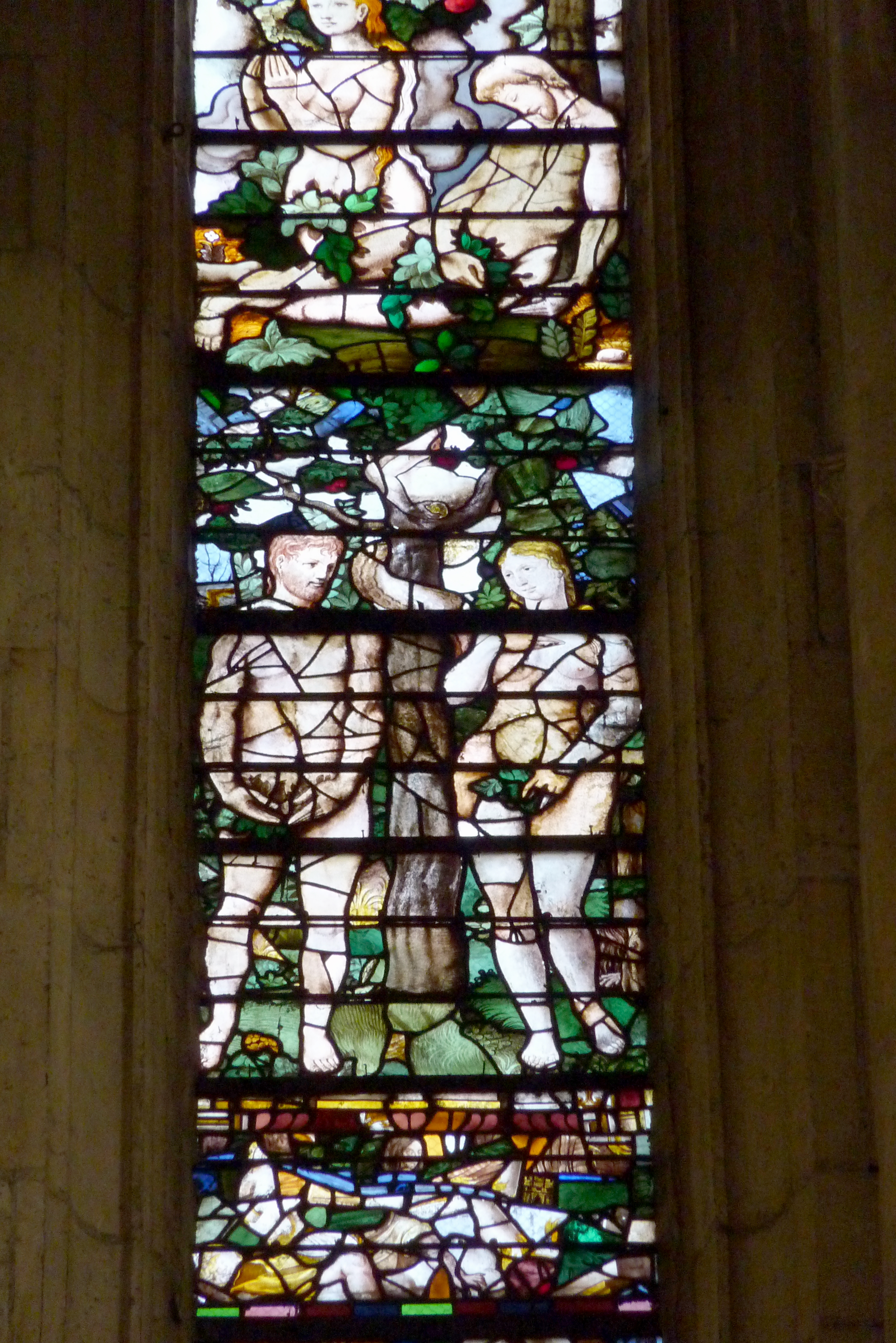
Adam et Éve au paradis.
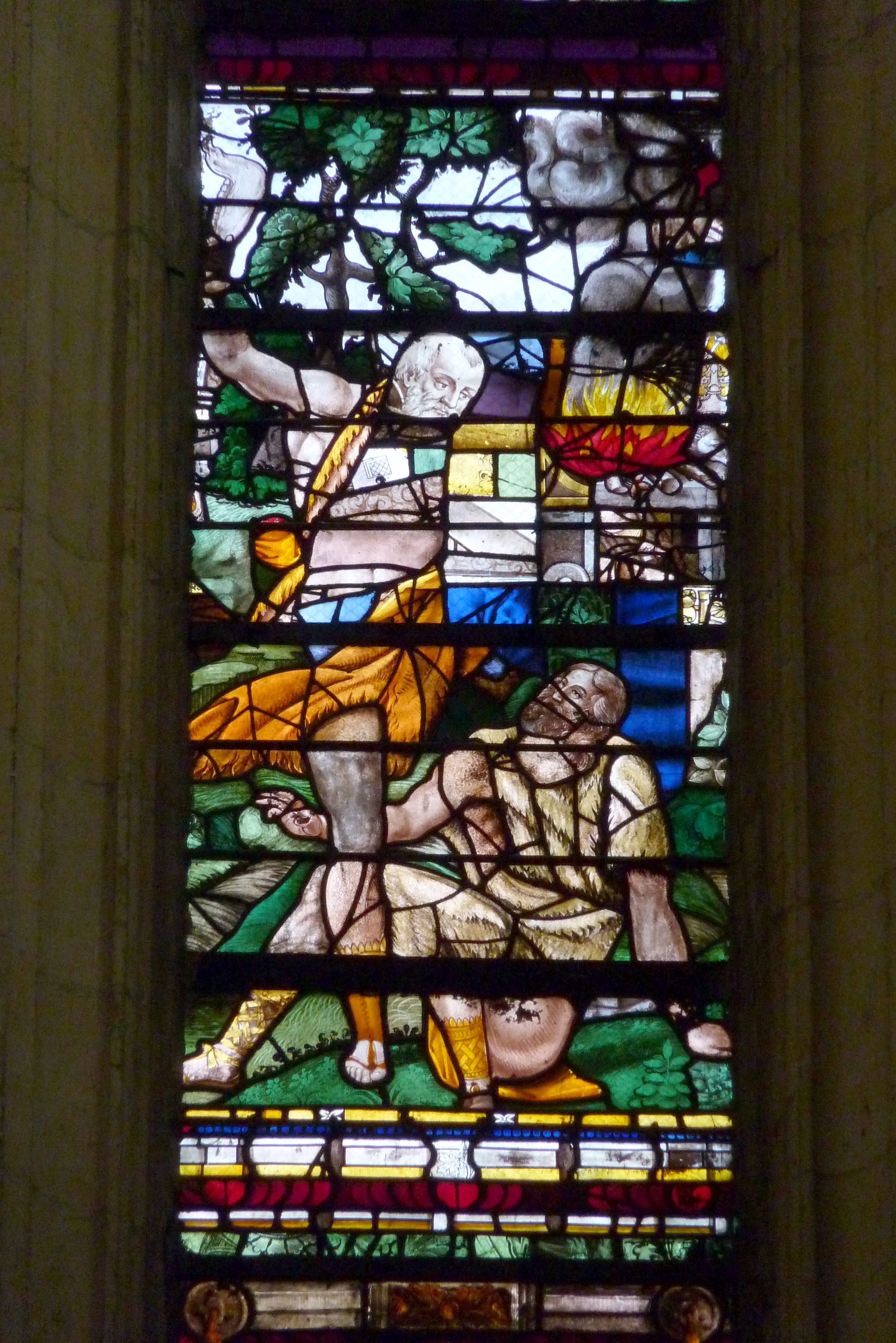
Caïn tue Abel.
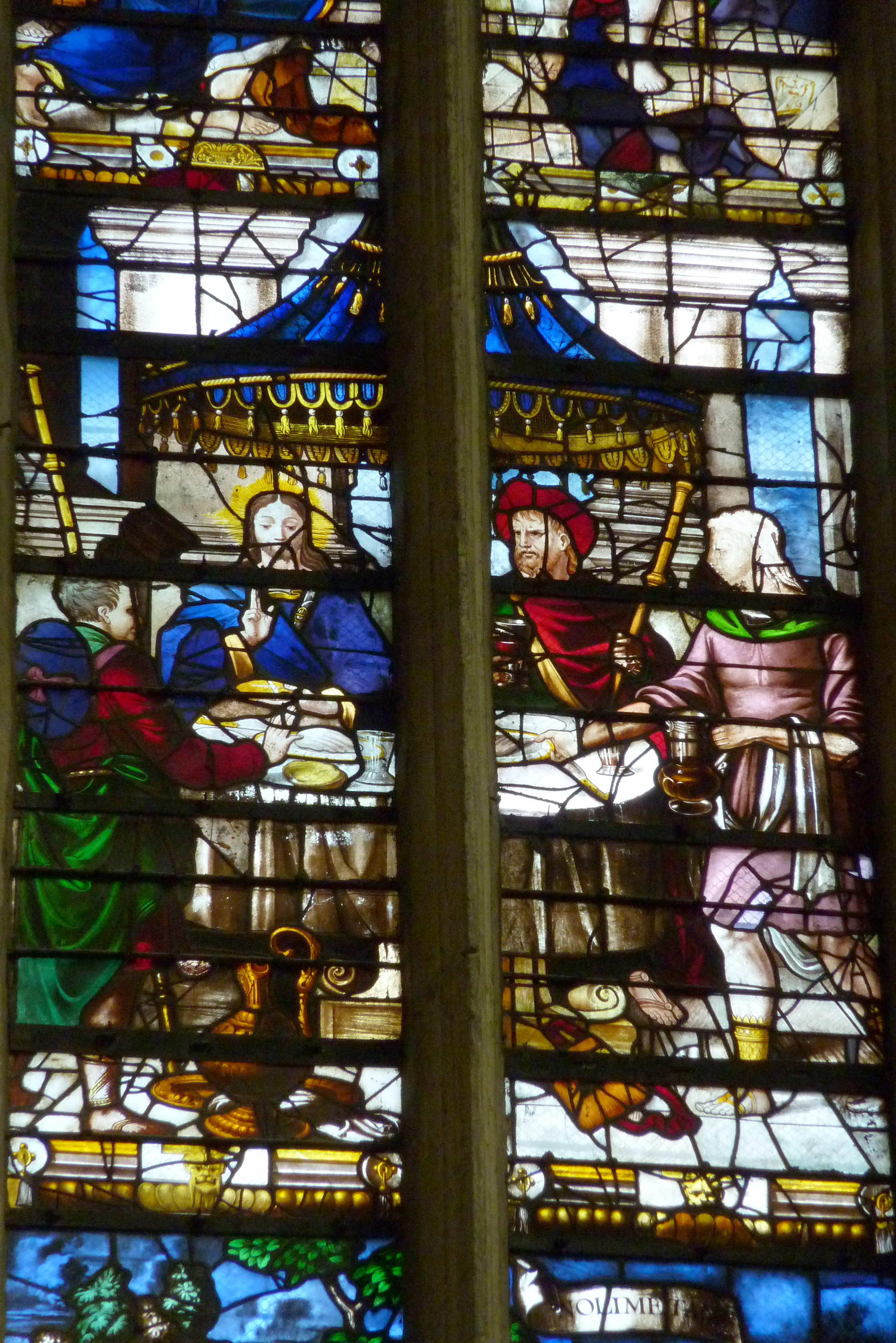
Les disciples d'Emmaüs.
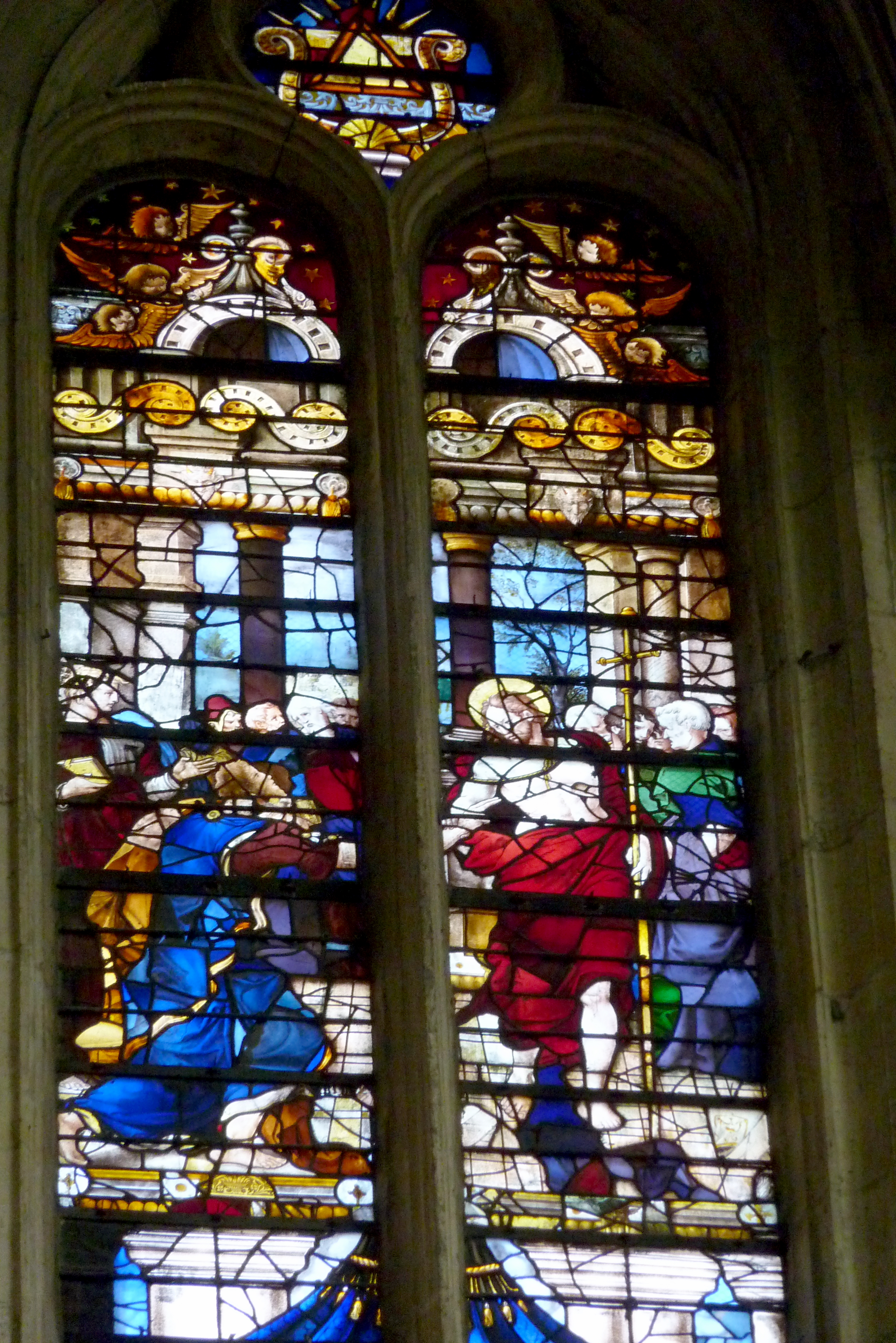
L'incrédulité de Thomas.

#### Verrières de la nef

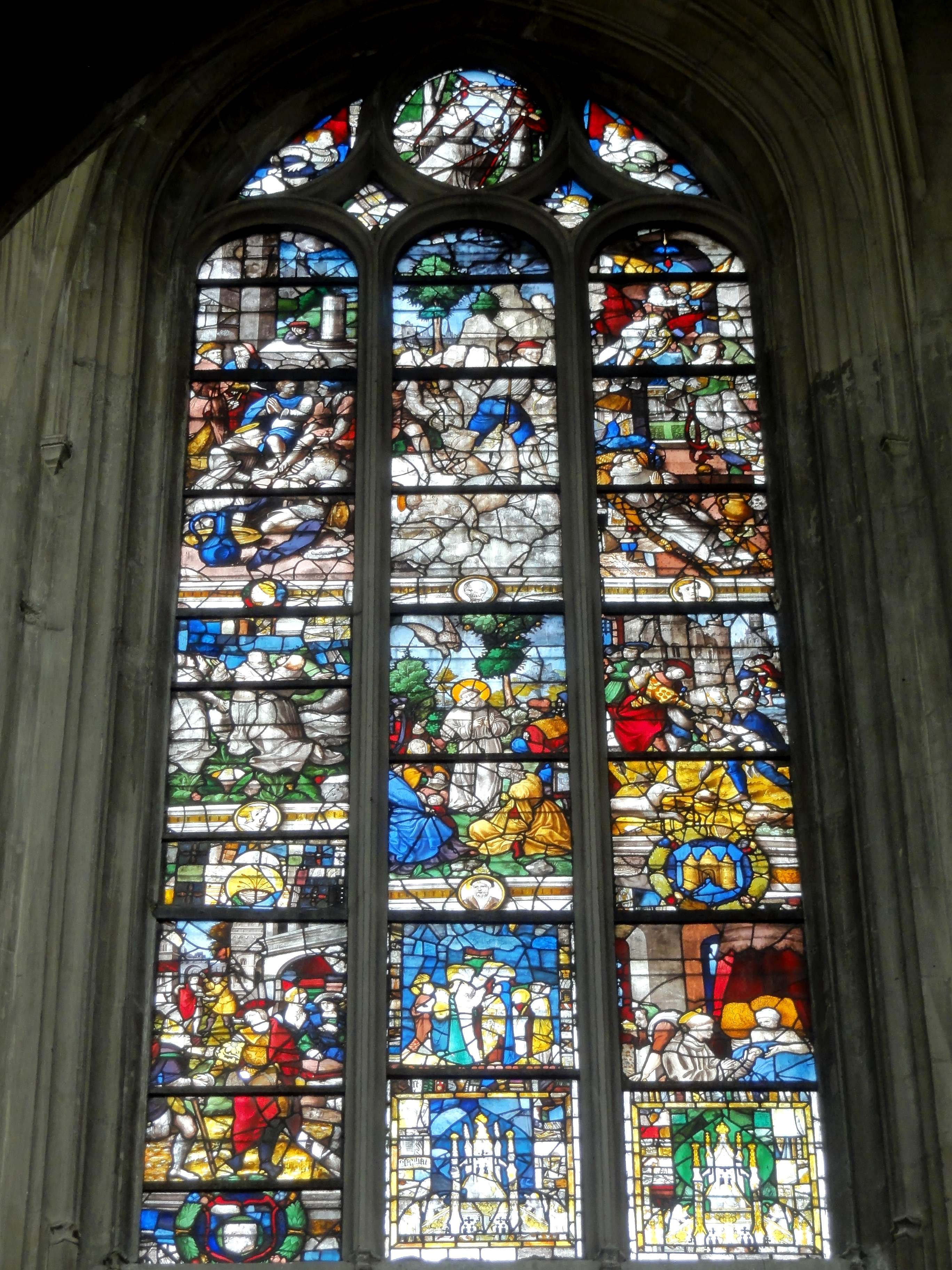
Verrière de la vie de saint François d'Assise.

Dans le vaisseau central, les vitraux des deux dernières fenêtres hautes du côté nord sont de la Renaissance. Leur largeur est de 3,20 m, et leur hauteur est de 6,00 m. La verrière de la cinquième travée est, pour l'essentiel, consacrée à la vie de saint François d'Assise. Elle a été offerte en 1531 par Denise Malhoste, fille d'un bourgeois de Melun et religieuse du tiers-Ordre franciscain, et est aujourd'hui attribuée au maître-verrier parisien Jean Chastellain. Il y a trois lancettes et trois registres, sans compter le tympan. En général, l'on relève trois scènes par registre, sauf au premier registre, où trois panneaux du début du XVe siècle ont été incorporés. Ce sont un château à titre décoratif en bas de la seconde et de la troisième lancette, et l'Ascension au-dessus du château de la seconde lancette. La lecture se fait lancette par lancette, de la gauche vers la droite, et du bas vers le haut. Sur la lancette de gauche, l'on voit le jeune François faisant l'aumône à un pauvre devant la maison paternelle ; François, entouré d'autres moines, recevant les stigmates ; et François soignant un lépreux entouré de plusieurs autres personnages. Sur la lancette médiane, François prêche aux gens et aux oiseaux au milieu de la nature, et en haut, il est pris par des voleurs et roule dans la neige. Sur la lancette de droite, François rend visite à un malade alité (la partie inférieure du panneau manque) ; assis sur un cheval, François donne l'aumône à un mendiant, devant un château ; François meurt entouré d'anges musiciens. Au tympan, l'on voit saint François glorifié,.
La verrière de la quatrième travée illustre la vie du patriarche Joseph. Elle peut être attribuée, sans certitude, soit à Jean Chastellain, soit à son successeur Nicolas Beaurain, qui a confectionné une verrière sur l'histoire de Joseph pour l'église Saint-Merri. Ici, les lancettes sont au nombre de quatre. Il y a de nombreux bouche-trous et des scènes morcelées et en désordre, ce qui rend la lecture extrêmement difficile. Pourtant, la disposition générale des sujets est particulièrement bien conçue à l'origine. L'on relève seulement quatre scènes, soit deux en bas et deux en haut, avec donc des registres deux fois plus hauts que sur la verrière de saint François, et des scènes occupant deux lancettes. En haut, l'on distingue Joseph vendu à des marchands par ses frères (à gauche), et Joseph poursuivi par la femme de Potiphar (à droite). En bas, l'on identifie Joseph interprétant les songes du pharaon (à gauche), et Joseph embrassant Benjamin et se faisant reconnaître de ses nombreux frères (à droite),. Les deux verrières Renaissance de la nef ont été classées par arrêté du 29 décembre 1906.

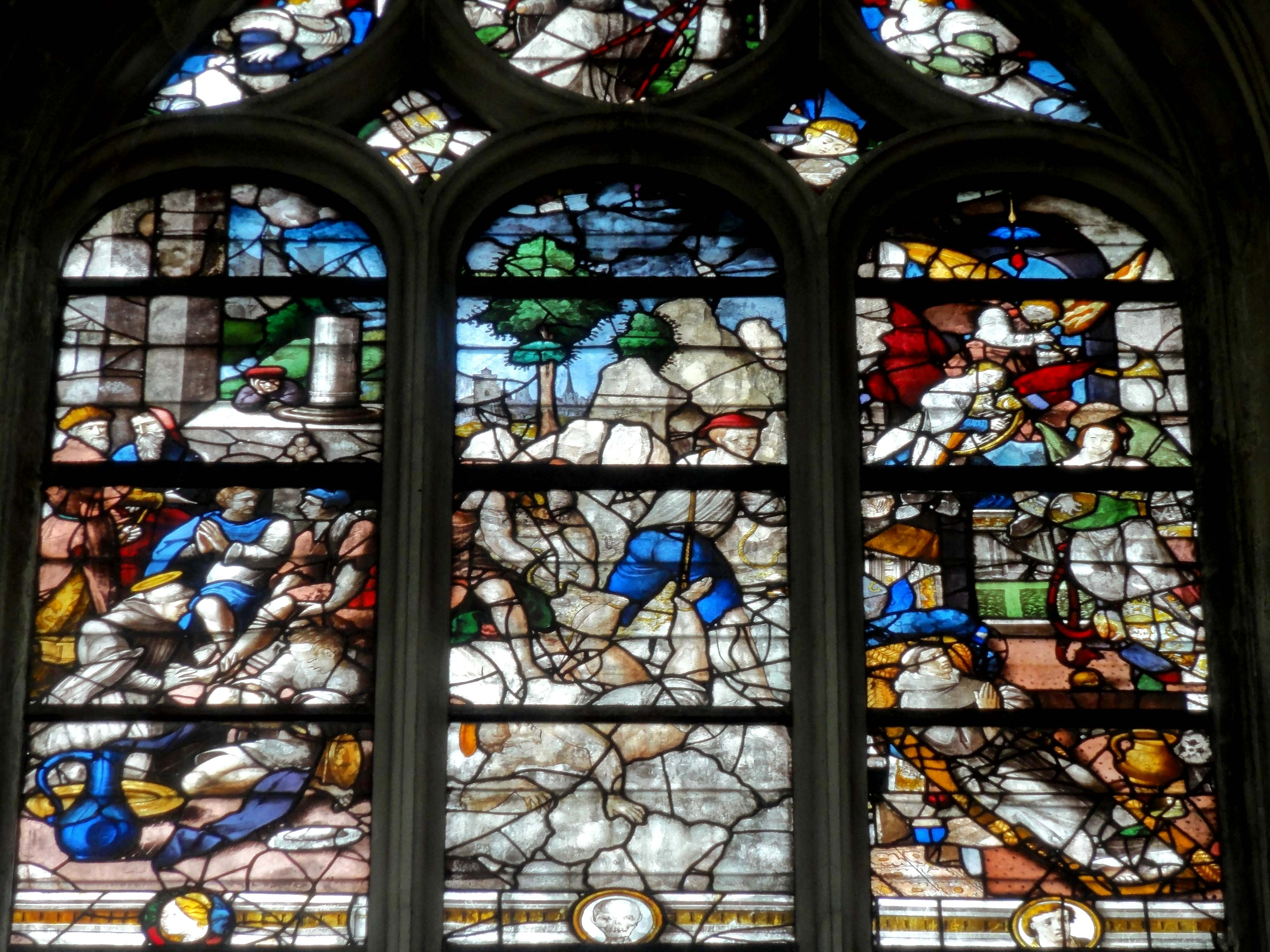
Verrière de saint François, registre supérieur.
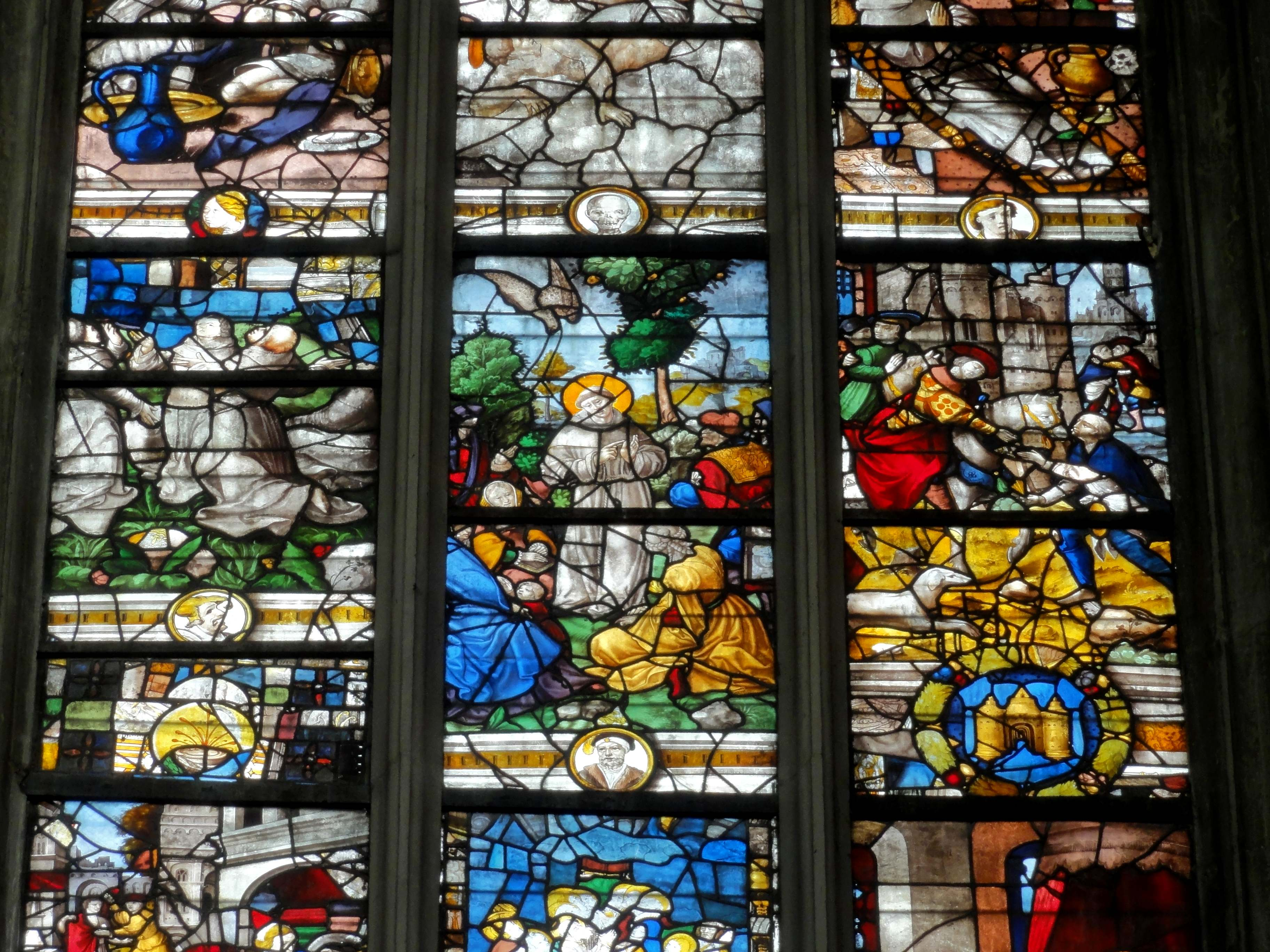
Verrière de saint François, registre médian.
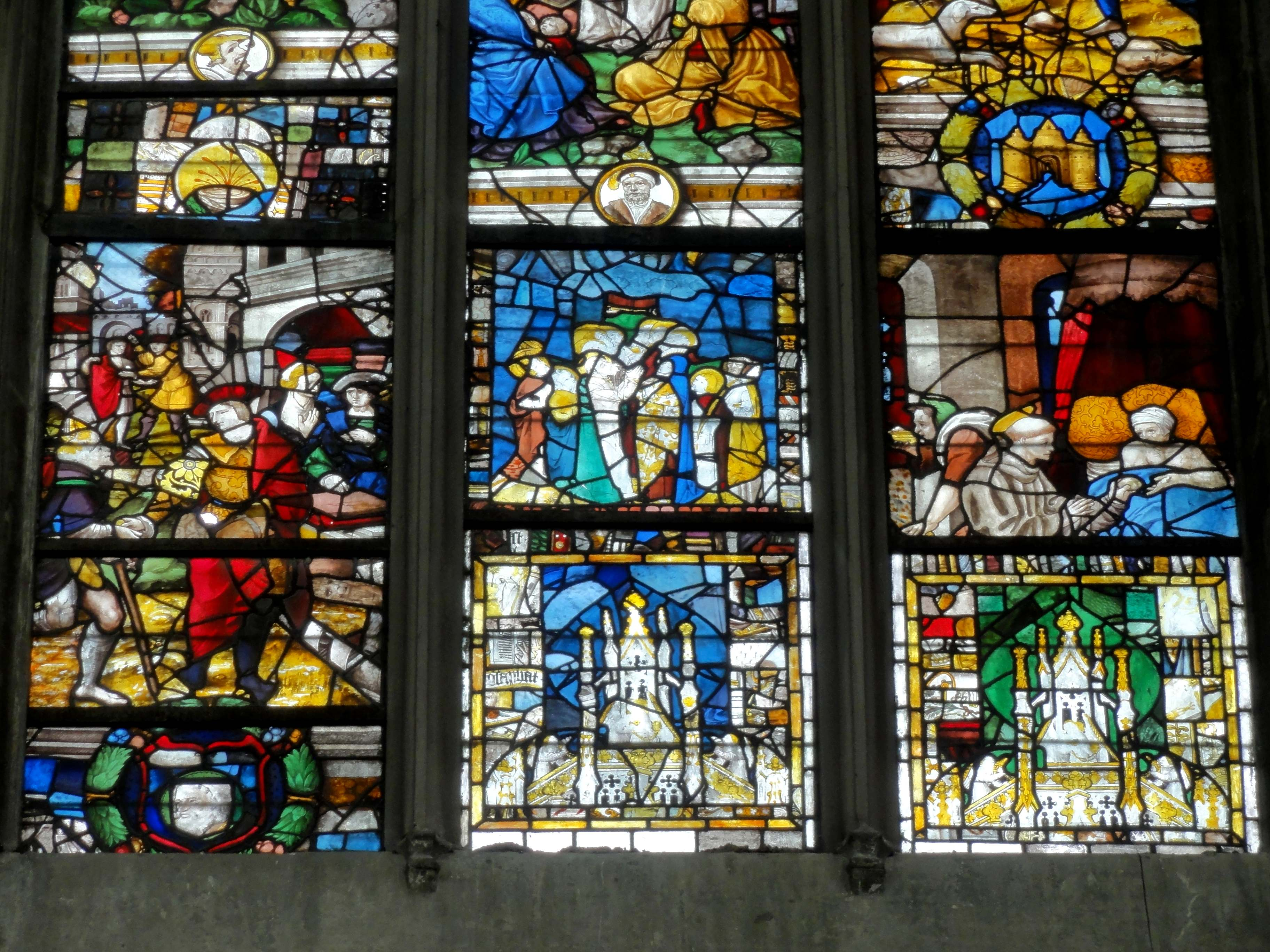
Verrière de saint François, registre inférieur.
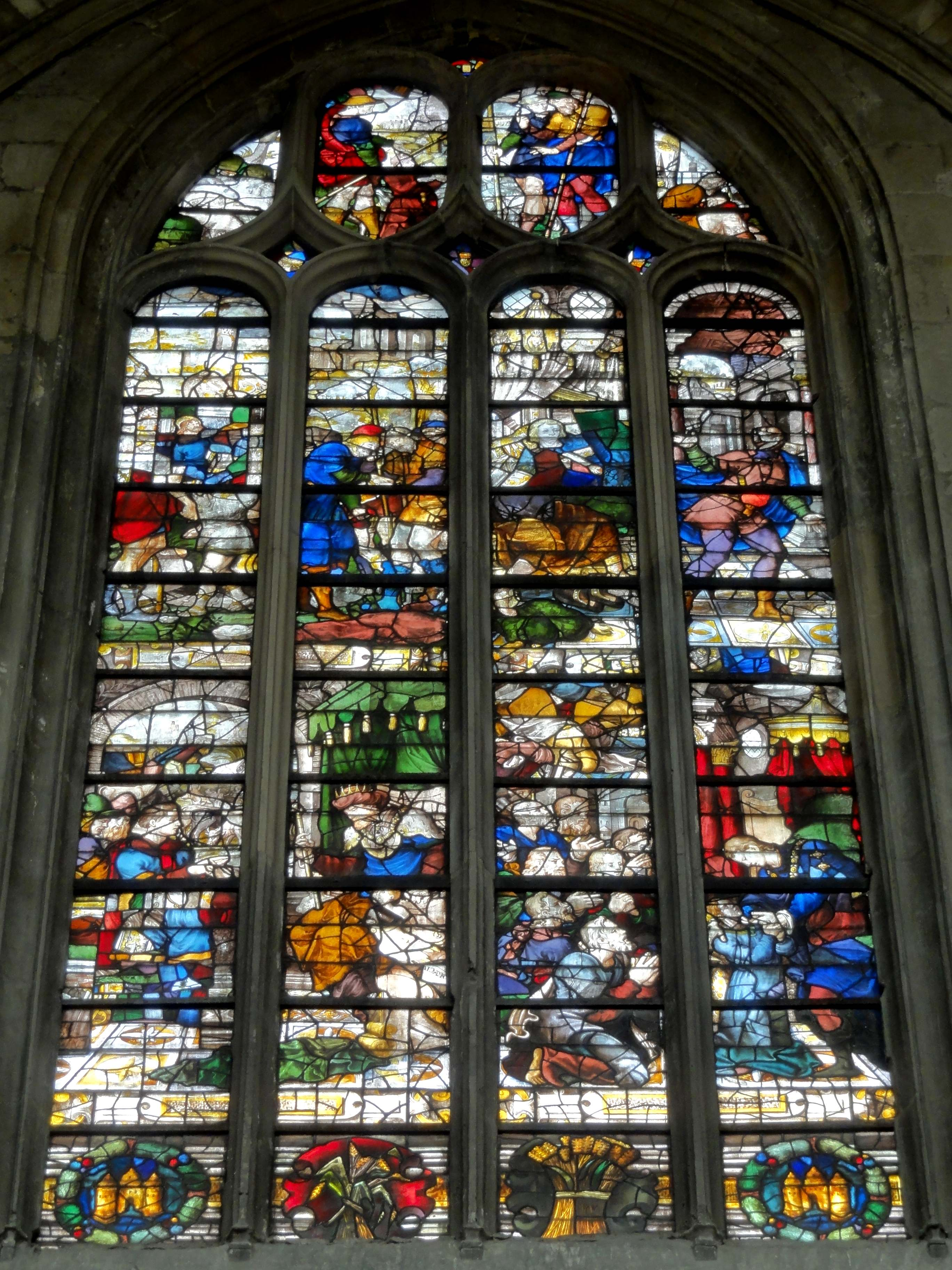
Verrière du patriarche Joseph, vue d'ensemble.
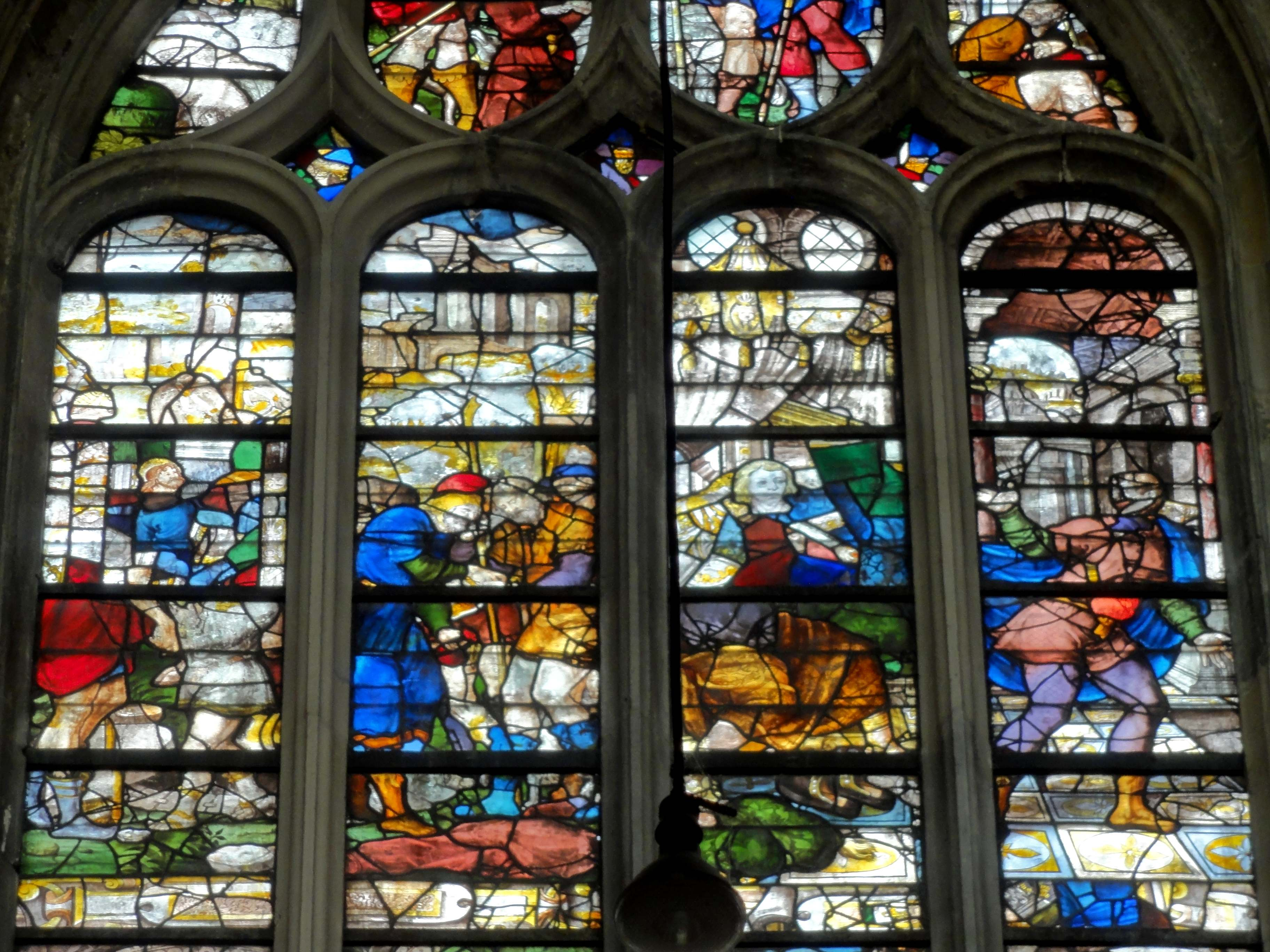
Verrière de Joseph, registre supérieur.
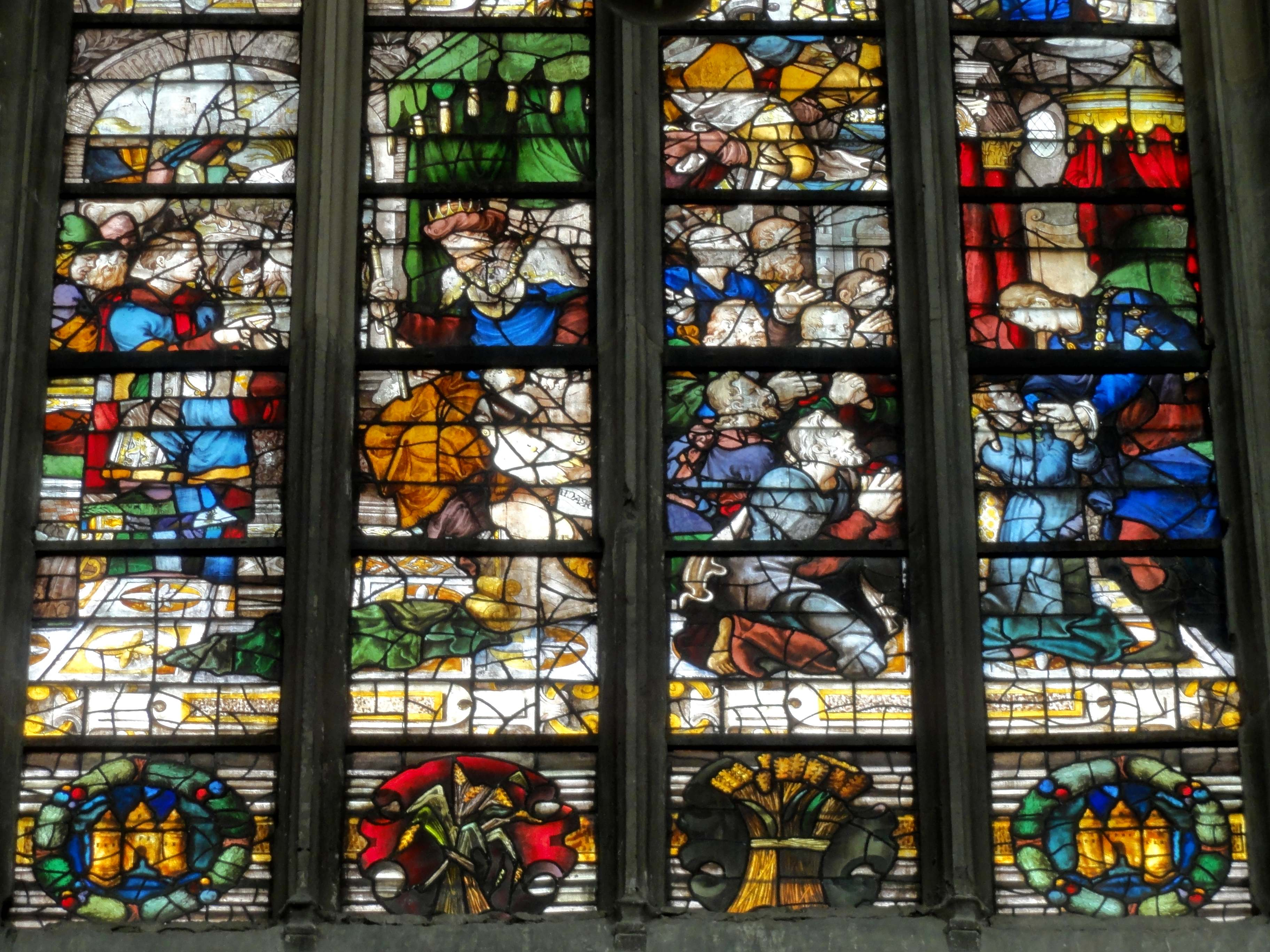
Verrière de Joseph, registre inférieur.

#### Verrières du collatéral nord

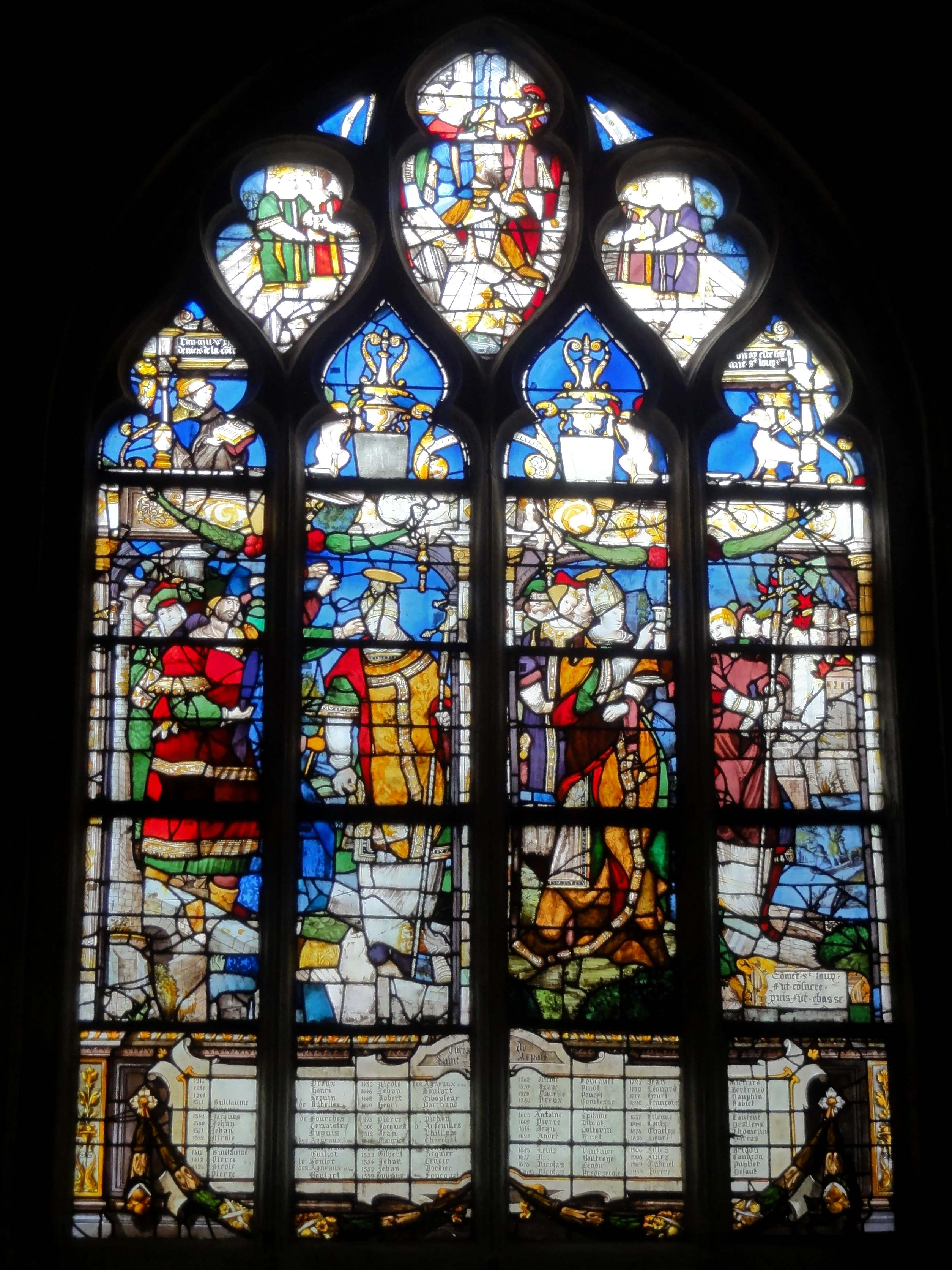
Verrière de saint Loup.

Dans le collatéral nord, subsistent également deux verrières de la Renaissance, qui se trouvent au chevet du premier vaisseau, et au nord de la troisième travée, au-dessus de la porte de la sacristie. Elles sont toutes les deux à quatre lancettes, et mesurent 3,00 m de largeur et 5,00 m de hauteur. La largeur de chacune des lancettes est de 60 cm. La verrière dans la troisième chapelle a été offerte par la confrérie Saint-Loup, c'est-à-dire la confrérie des bouchers, en 1527. Dans le diocèse de Sens dont Melun faisait partie, saint Loup a toujours été particulièrement honoré. La verrière est aujourd'hui attribuée au maître verrier parisien Jean Chastellain, qui est sans doute aussi l'auteur de la verrière de saint François d'Assise. Les scènes sont représentées en grand format, et sont dominées par un décor héraldique, aux écussons effacés, et par des bouche-trous, dont saint Gilles à mi-corps, avec sa biche percée d'une flèche. La partie inférieure de la verrière s'était perdue, et a été remplacée par la liste des curés de la paroisse vers 1900, qui, selon le chanoine Barrault, est du plus mauvais effet. L'on ne relève ainsi qu'un seul registre, qui compte deux scènes. Ce sont saint Loup, envoyé en exil par Clotaire II, jetant son anneau pastoral dans la Seine (à gauche), et saint Loup étendant la main pour éteindre un incendie dans le château de Melun (à droite). Au tympan, figure l'intronisation de saint Loup. La verrière a beaucoup perdu de son intérêt par une restauration du XIXe siècle. Elle a néanmoins été classée eu titre objet par arrêté du 29 décembre 1906,.
La verrière au chevet du collatéral nord (chapelle de la Vierge) est essentiellement ornementale. Elle a été restaurée et en grande partie refaite en 1865, puis en 1974, et n'est ni classée, ni inscrite. Deux fragments de verrières hagiographiques subsistent sur les deux lancettes centrales, où l'on voit des représentations en pied de saint Michel et de saint Nicolas. Au tympan, figure la Vierge à l'Enfant assise sur un trône, accompagnée de deux anges adorateurs,. Enfin, le vitrailliste Michel Durand a réemployé quatre fragments de vitraux remontant pour la plupart au XVIe siècle pour réaliser de nouvelles verrières pour les deux baies occidentales du premier collatéral nord et du collatéral sud, en 1988. L'on y trouve la Vierge Marie ; le Christ assis surmontant un soldat, provenant d'une Résurrection ; un saint ou une sainte non identifié ; et une Annonciation

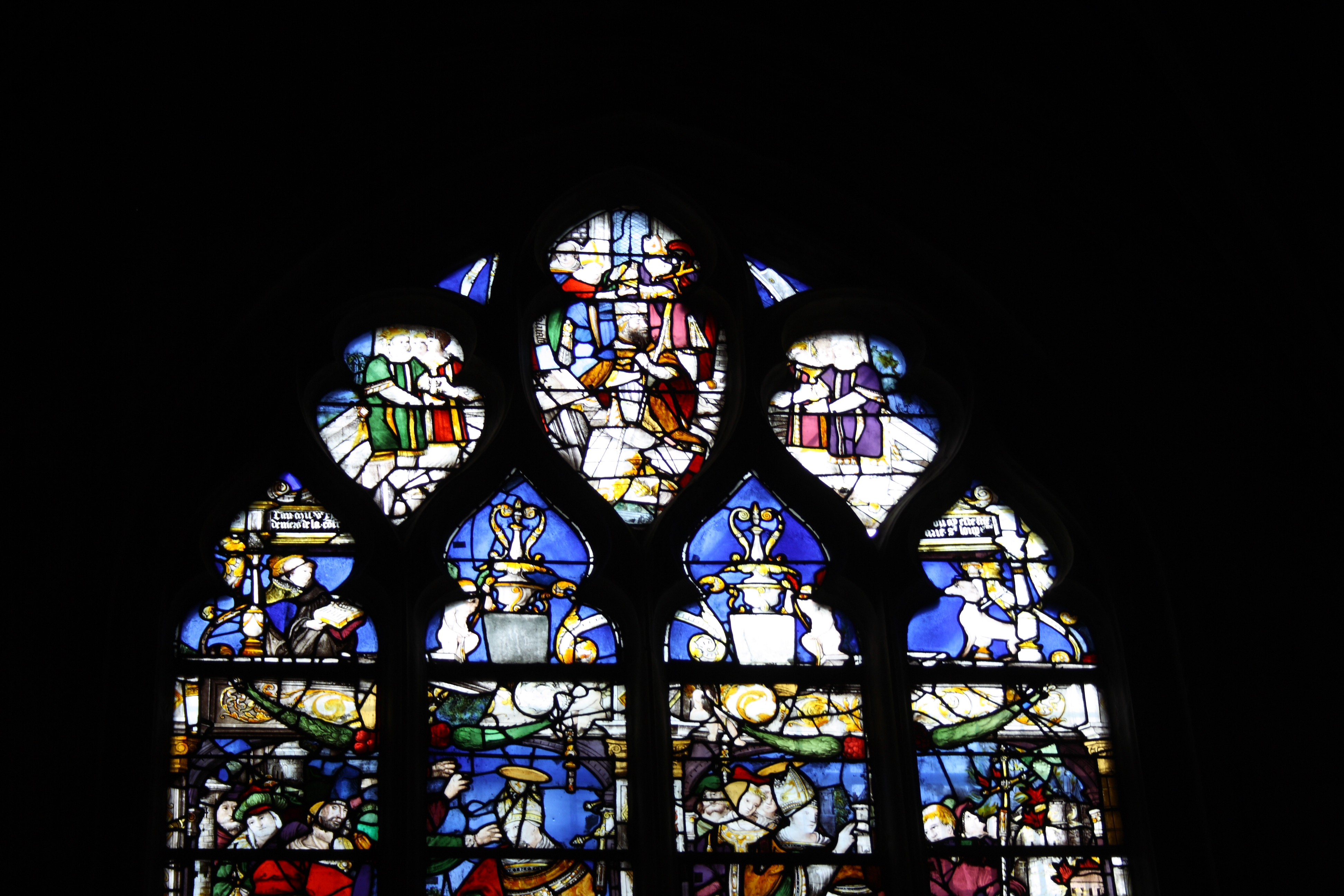
Verrière de saint Loup, parties hautes.
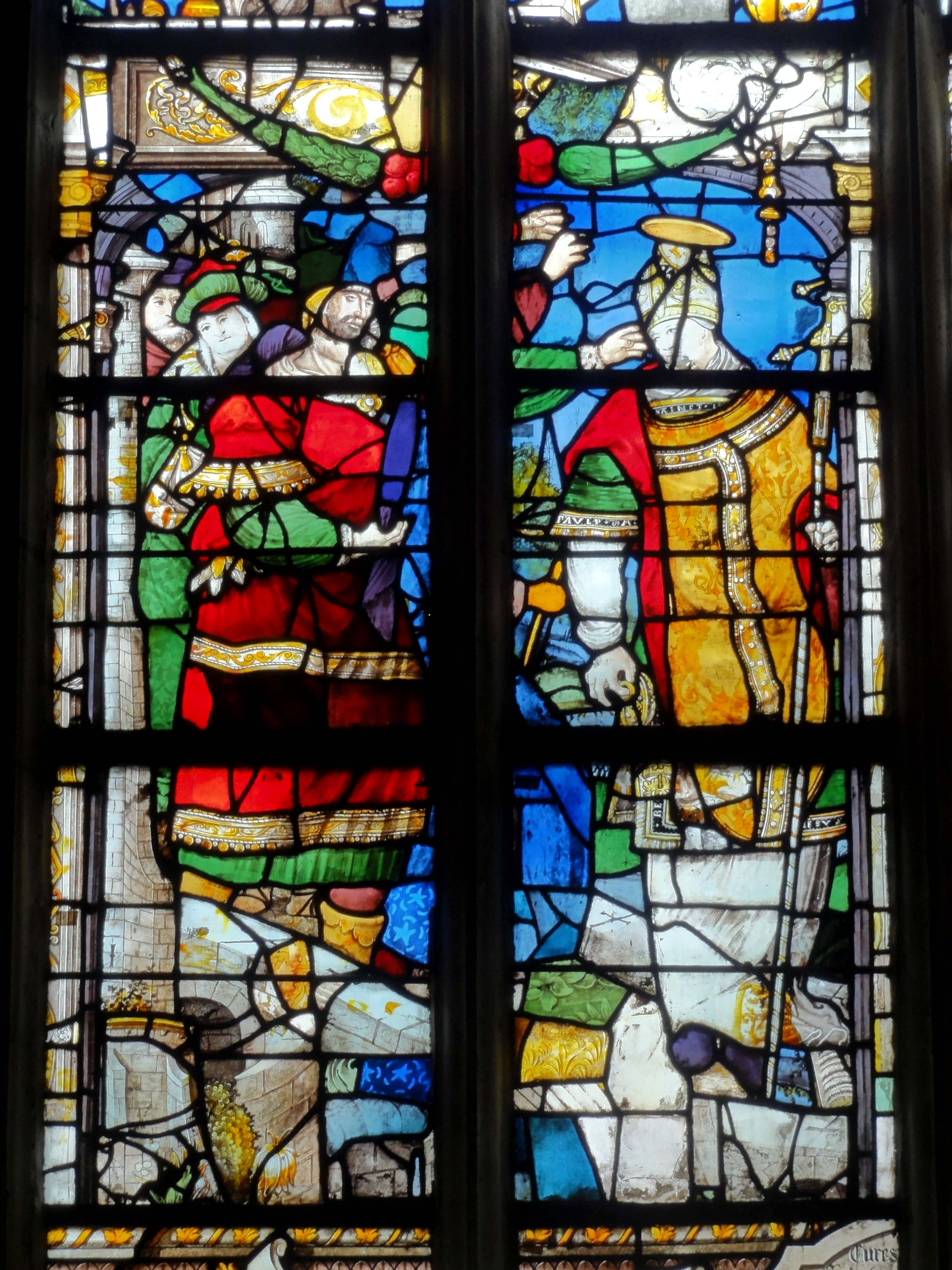
Verrière de saint Loup, scène de gauche.
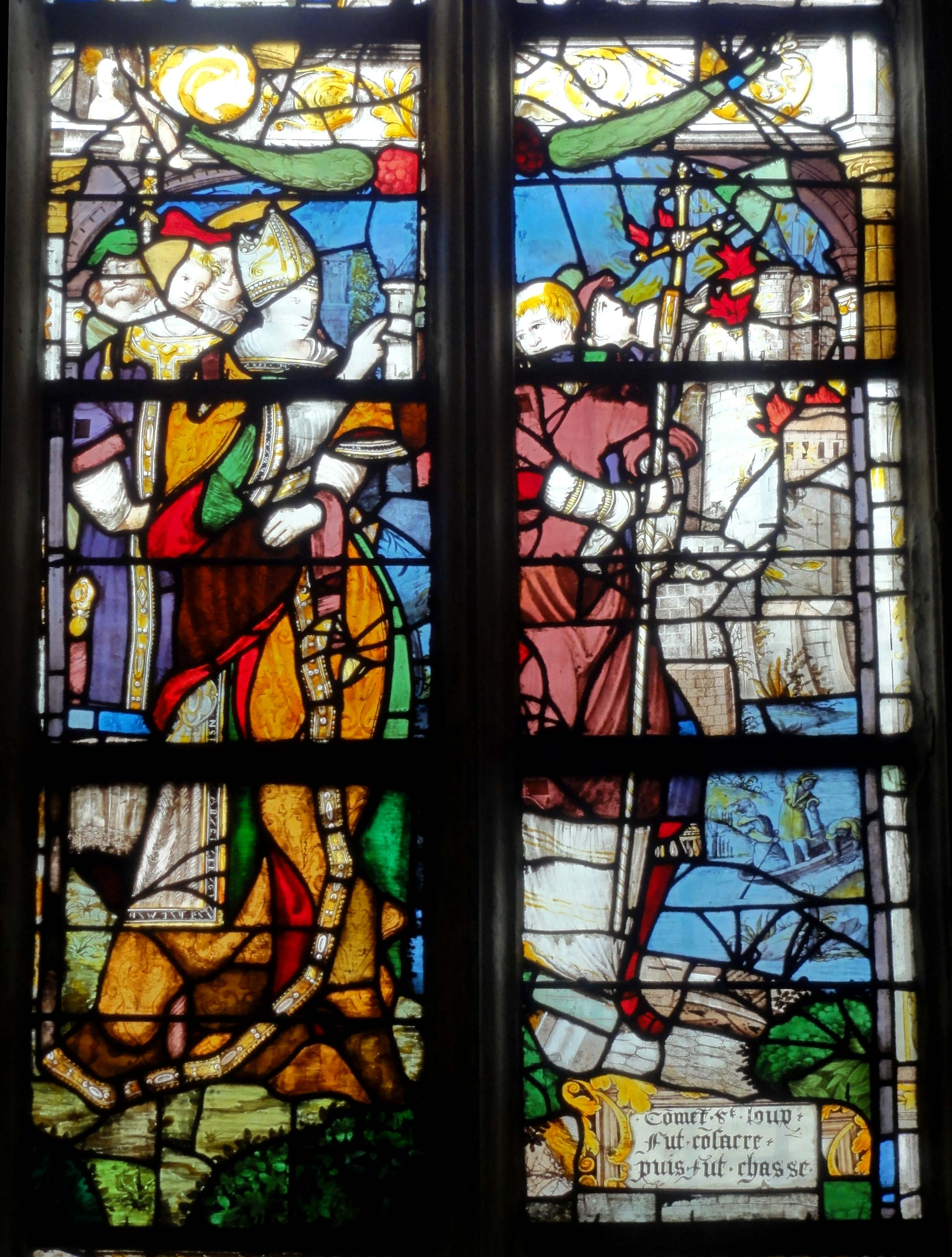
Verrière de saint Loup, scène de droite.
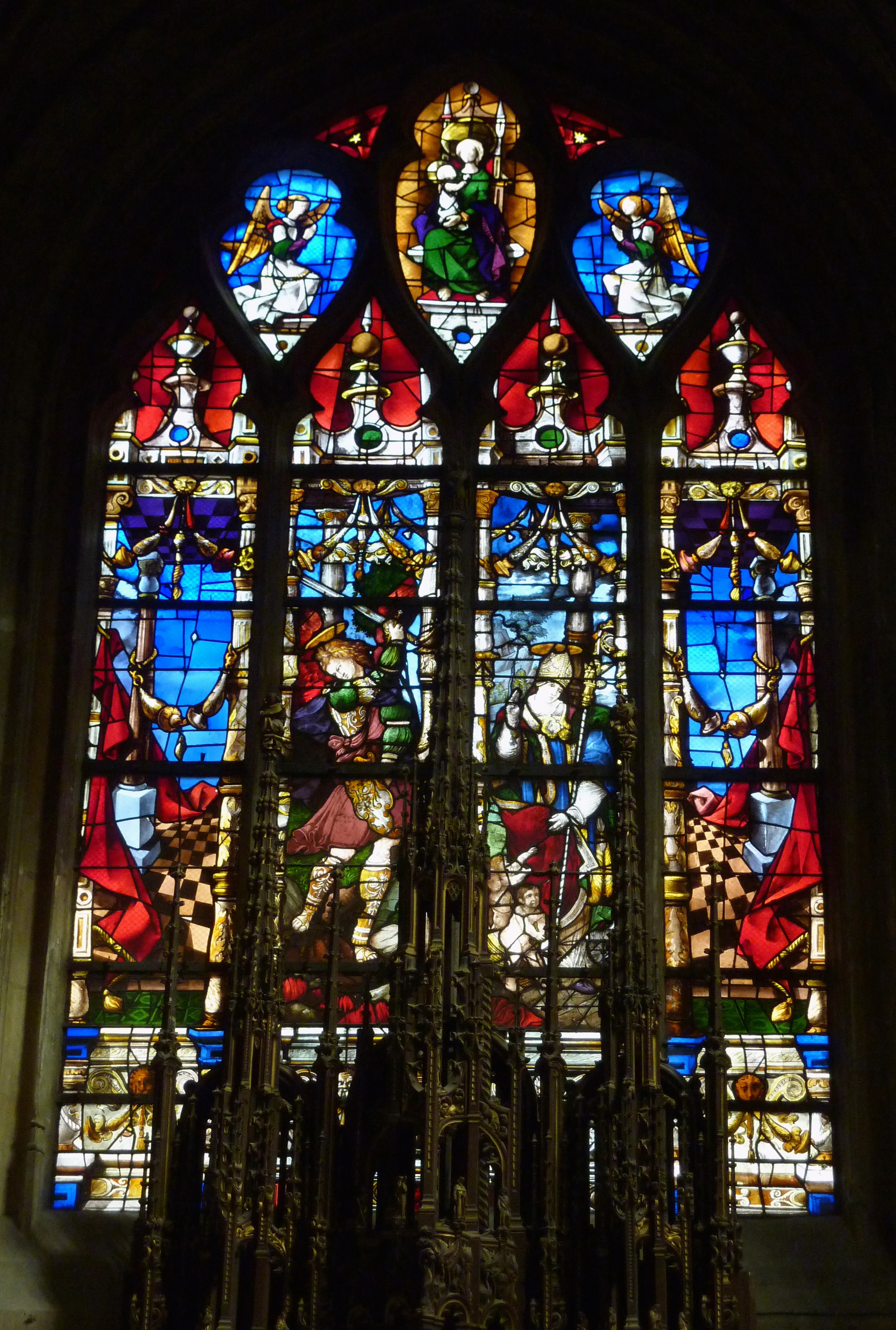
Verrière de saint Michel et de saint Nicolas.
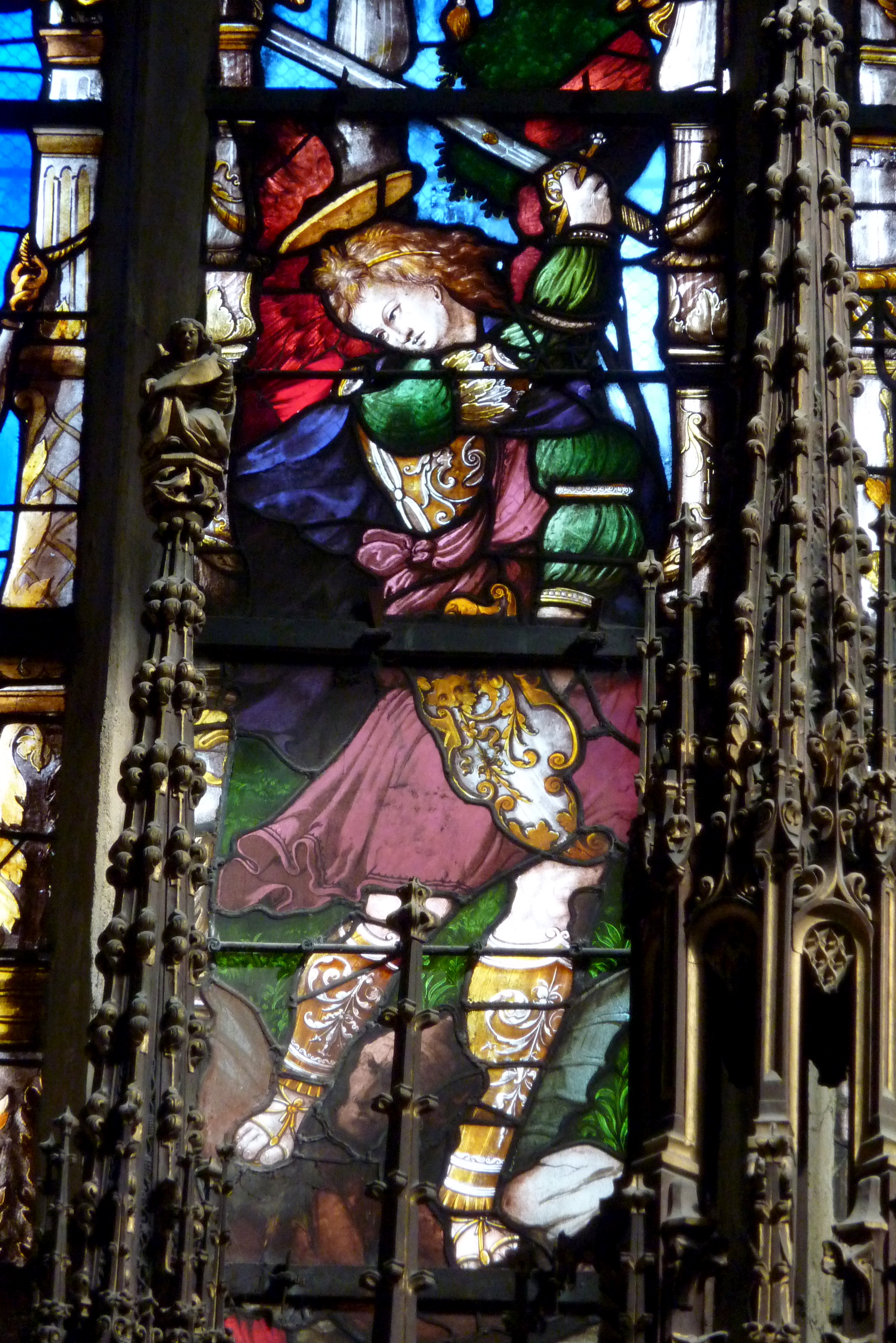
Idem, saint Michel.
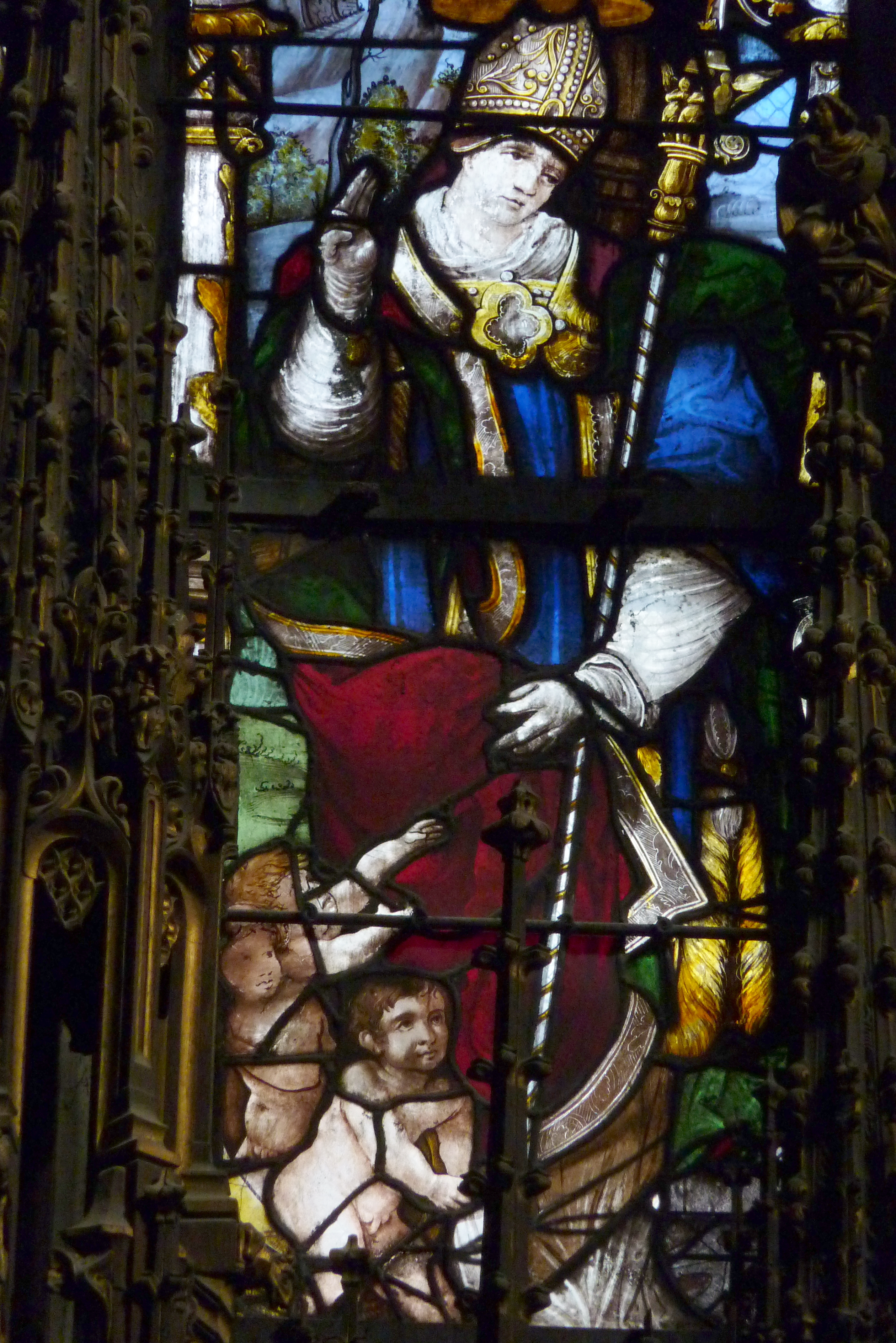
Idem, saint Nicolas.